# Bewustzijn
Bewustzijn is het geestesvermogen dat het individu in staat stelt de buitenwereld waar te nemen en te verwerken, oftewel een beleving of besef te hebben van het eigen ik, ingebed in zijn omgeving.
Het individuele bewustzijn verwerkt opgedane zintuiglijke indrukken van de natuurlijke omgeving, van mensen, van voorwerpen, en reflecteert op de emoties, gedachten of behoeften die bij het individu door deze indrukken worden opgeroepen. Het bewustzijn is het weten of ervaren van wat er zintuiglijk en cognitief in het eigen ik omgaat, met eventueel het vermogen om daarover te communiceren. Andere begrippen die met het begrip 'bewustzijn' worden geassocieerd, zijn: waakzaamheid, geestesgesteldheid, arousal, gevoel, intentionaliteit, geheugen, geweten en begrijpen.
De filosofie van de geest poogt het concept 'bewustzijn' nader te definiëren. Dit filosofische vakgebied onderzoekt het lichaam-geestprobleem, dat wil zeggen de nog niet opgehelderde wisselwerking tussen hersenactiviteit en bewustzijnservaring. Ook een vraag als of, en in hoeverre, er sprake is van bewustzijn bij dieren en bij kunstmatige intelligentie, houdt de filosofie, biologie, neurologie en psychologie bezig.
Er bestaan daarnaast verschillende metafysische standpunten met betrekking tot het bewustzijn, met name het dualisme en het monisme. Het monisme is sinds de eerste helft van de 20e eeuw sterk in opkomst. Ook zijn er oosterse stromingen die het bewustzijn proberen te verklaren.
Mede dankzij technologische ontwikkelingen is er vanaf 1980 sprake van sterk toegenomen wetenschappelijk onderzoek naar het bewustzijn binnen vooral de psychologie en de geneeskunde. De term 'bewustzijn' vervangt in de wetenschap en de filosofie de wetenschappelijk verouderde termen 'ziel', 'geest' en 'psyche'.
Het bewustzijn wordt door de psychologische wetenschap onderverdeeld in een uitwendig (naar buiten gericht) leven: gedragingen met betrekking tot andere mensen en de omgeving, en een inwendig (naar binnen gericht) leven: de individuele gedachten of gevoelens. De psychologie onderzoekt wijzigingen/beperkingen van het normale bewustzijn, veroorzaakt door psychische aandoeningen, hersenletsel of druggebruik. Dit onderzoek betreft met name de experimentele psychologie, de neuropsychologie en de cognitieve psychologie.
In de geneeskunde is de beoordeling van het bewustzijn praktisch gericht op genezing. Het gaat daarbij om de mate waarin iemand al of niet bij bewustzijn is, bij bewustzijnsstoornissen als coma of locked-in-syndroom, of bij verwardheid of een delier.
De cognitieve neurowetenschap is erin geslaagd toetsbare verklaringsmodellen op te stellen van de 'neurale correlaten van bewustzijn': het wetenschappelijk aantoonbare verband tussen neurologische activiteit in de hersenen en het bewustzijn.
Omtrent de evolutionaire ontwikkeling en oorsprong van het bewustzijn bestaan diverse wetenschappelijke opvattingen. Zo zijn er binnen uiteenlopende natuurwetenschappelijke disciplines als de kwantummechanica, het elektromagnetisme en de wiskundige natuurkunde noëtische (wetenschappelijk-intuïtieve) verklaringsmodellen of hypothesen over het bewustzijn voorhanden. Ook verschillende spirituele, esoterische en religieuze stromingen definiëren het bewustzijn ieder op hun eigen manier.

## Terminologie
De term bewustzijn heeft in de dagelijkse omgangstaal diverse betekenissen, die (gedeeltelijk) overlappen met die van geest, ziel en psyche. Anders dan voornoemde termen heeft 'bewustzijn' geen uitsluitend theologische of dualistische connotatie; de term 'bewustzijn' wordt ook gebruikt in de wetenschap. Verwante begrippen, elk met verschillende connotaties, zijn: waakzaamheid, ervaring, geestesgesteldheid, arousal, gevoel, subject, subjectiviteit, alertheid, intentionaliteit, beseffen, geheugen, geweten, weten en begrijpen. Verder idiomatisch gebruik van de term 'bewustzijn': 'bij bewustzijn': wakend, niet bewusteloos, en 'buiten bewustzijn': bewusteloos of slapend. Gerelateerde termen en concepten zijn alertheid, zelfbewustzijn, vrije wil en persoonsidentiteit. Het woordenboek der Nederlandsche Taal definieert bewustzijn als: "het zich bewust zijn van iets, besef van iets". De definitie van de Dikke Van Dale is: "het beseffen en kennen van het bestaan van iets of van zichzelf". Verder wordt het concept 'bewustzijn' op diverse manieren gedefinieerd, al naargelang de verschillende vakgebieden.

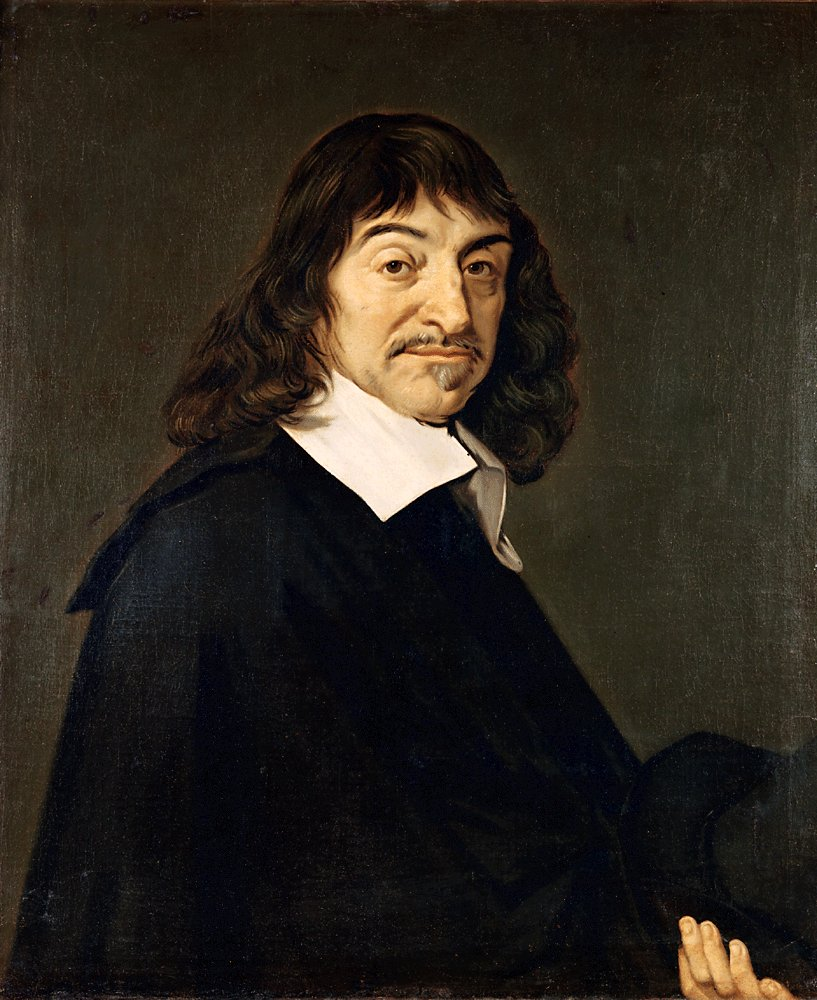
Het woord bewustzijn komt van het Duitse woord Bewusstsein, afgeleid van het Latijnse woord conscientia. Wat René Descartes als eerste omschreef met "interne getuigenis" als betekenis.

### Etymologie
De Nederlandse term bewustzijn is ontleend aan het Vroegnieuwhoogduitse Bewusstsein, een filosofische term, omstreeks 1720 geïntroduceerd door de filosoof Christian Wolff (1679-1754). Het Vroegnieuwhoogduitse bewusst dateert van een eeuw eerder. 'Bewusstsein' is een leenvertaling van het Latijnse woord conscientia (letterlijk: 'medeweten', < con 'met' en scientia 'weten') met als denotatie "het zich bewust zijn van de (im)moraliteit van zijn handelingen". Het Nederlandse woord consciëntie is een directere afleiding van het Latijnse conscientia, namelijk een leenwoord via het Frans, met als synoniem "geweten" ("het innerlijke besef van goed en kwaad"), en is gedocumenteerd vanaf 1588. Het Latijnse conscientia verschijnt voor het eerst in juridische teksten van een schrijver als Marcus Tullius Cicero, rond het begin van de jaartelling. Het betekende toen "een getuige die kennis heeft van iemands daden". Er wordt aangenomen dat René Descartes (1596-1650) als eerste conscientia gebruikte met de verinnerlijkte betekenis interne getuigenis. Het uiteindelijke concept 'bewustzijn' zoals dat vandaag de dag nog bekend is wordt toegeschreven aan John Locke (1632–1704), die de term consciousness gebruikte, vertaald als "passerende perceptie in iemands geest".

### Conceptvorming
Zowel filosofen als mensen in het algemeen verschillen van mening over wat het bewustzijn precies inhoudt. Hoewel de meeste mensen wel een idee of intuïtie hebben over het bewustzijn, beweren sceptici dat die intuïtie onjuist is omdat het concept van bewustzijn (intrinsiek) incoherent zou zijn, of omdat onze intuïties over bewustzijn gebaseerd zijn op illusies. Gilbert Ryle stelt bijvoorbeeld dat het traditionele begrip van bewustzijn is gebaseerd op een cartesiaans dualistische visie, die ten onrechte een onderscheid maakt tussen lichaam en geest of de wereld en de geest. Hij stelt dat we niet spreken van geesten, lichamen en een wereld, maar van individuen of personen in de wereld. Dus door te spreken over 'het bewustzijn' kunnen we onszelf misleiden door te denken dat het bewustzijn gescheiden is van gedrag en linguïstiek. Morris Berman spreekt van een 'participerend bewustzijn' waarbij de waarnemer niet wordt gescheiden van de waargenomen wereld. Een behoorlijk aantal filosofen en wetenschappers is ontevreden vanwege de onduidelijkheden in de ontwikkeling van een juiste definitie van het bewustzijn.

Waarom, hoe en wanneer het subjectieve bewustzijn is geëvolueerd zijn de grootste mysteries van het bewustzijn. Hiermee wordt de evolutie van gezichtspunt bedoeld, oftewel het 'hoe is het om een bepaald organisme te zijn'. Of Merkwelt, Duits voor; 'manier van kijk op de wereld' of; 'eigenaardig individueel bewustzijn'.

Filosofen zoals Ludwig Wittgenstein hebben taalkundige kritiek, zij stellen dat het op dwaling berust om te vragen hoe mentale en biologische toestanden op elkaar aansluiten. Menselijke ervaringen kunnen beschreven worden op verschillende manieren, bijvoorbeeld in mentale en fysieke zin. Als we bijvoorbeeld over de hersenen spreken zou dat in de verkeerde context zijn; als we een mentaal vocabularium gebruiken, met als bijgevolg dat het een categoriefout wordt of een conceptuele verwarring.
Ondanks de moeilijkheden van het definiëren beargumenteren veel filosofen dat het bewustzijn een eenduidig concept is, dat (intuïtief) wordt begrepen door de meerderheid. Anderzijds geeft de onenigheid over de definitie aan dat het bewustzijn verschillende betekenissen heeft volgens verschillende mensen. Waarschijnlijk omdat het bewustzijn op zichzelf, naast de objectieve eigenschappen, ook subjectieve en intersubjectieve eigenschappen bevat.

In 1976 schreef Richard Dawkins: 
De evolutie van het vermogen om te simuleren heeft schijnbaar geleid tot het subjectieve bewustzijn. Waarom dit zou zijn gebeurd, is voor mij, het meest diepgaande mysterie waarmee de moderne biologie wordt geconfronteerd.

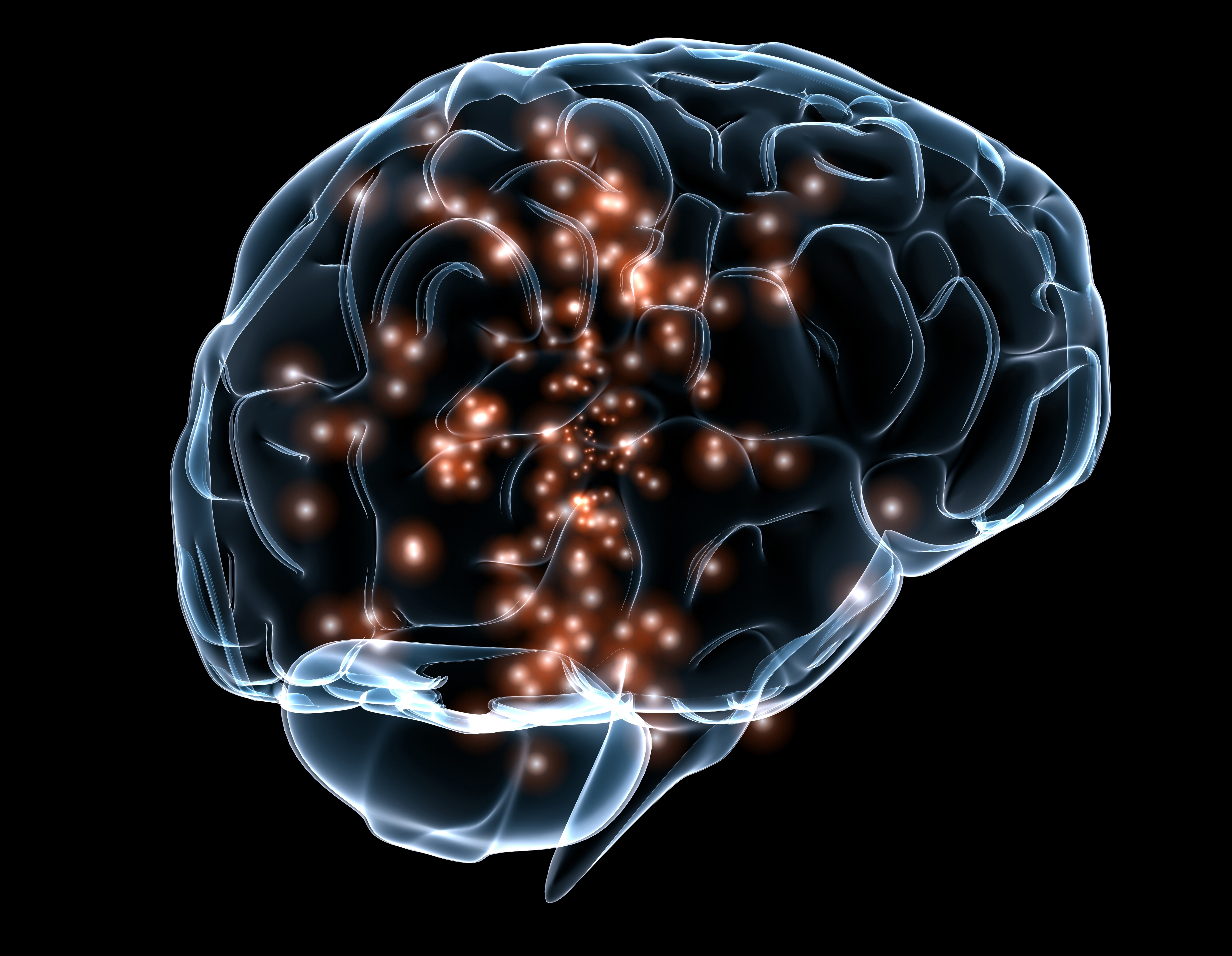
Het kernprincipe van Marvin Minsky's filosofie stelt: de geest is wat de hersenen doen.

In 2004 lieten acht neurowetenschappers weten dat het nog te vroeg was om het bewustzijn te definiëren. Zij schreven: 
We hebben geen idee hoe het bewustzijn kan ontstaan vanuit de fysieke activiteit van de hersenen, en we weten niet of bewustzijn kan ontstaan vanuit niet-biologische systemen, zoals computers. Op dit moment verwacht de lezer een zorgvuldige en nauwkeurige definitie van het bewustzijn. U wordt teleurgesteld. Het bewustzijn is nog geen wetenschappelijke term die op deze manier gedefinieerd kan worden. Momenteel gebruiken we het bewustzijn als term op verschillende en meerduidige manieren. Nauwkeurige definities van verschillende aspecten van bewustzijn zullen ontstaan... maar om in dit stadium een nauwkeurige definitie te geven is voorbarig.

Max Velmans en Susan Schneider omschrijven het bewustzijn als volgt: 
Alles waar we ons bewust van zijn op een gegeven moment maakt deel uit van ons bewustzijn. Dat maakt een bewuste ervaring zowel het meest bekende als het meest mysterieuze aspect van ons leven.

### Vraagstelling
De taak om het bewustzijn als verklaringsmodel op te stellen is op zich al een vrij uitgebreid en divers project, zowel in de filosofie als in de wetenschap. Het onderzoek kan worden samengevat door middel van een aantal hoofdvragen. De vragen richten zich op de beschrijving (van de eigenschappen) van het bewustzijn, de onderliggende basis of oorzaak van het bewustzijn en de rol of waarde van het bewustzijn. In de praktijk zijn de antwoorden meestal afhankelijk van elkaar, samen vormen zij een gangbare en bruikbare structuur die wordt ingezet om het bewustzijn zo adequaat mogelijk te verklaren. De relevante vragen kunnen simpelweg als volgt onderverdeeld worden:
- De omschrijvende vraag: Wat is het bewustzijn? Bijvoorbeeld wat de belangrijkste eigenschappen zijn en met welke middelen kunnen ze het beste worden ontdekt, beschreven of gemodelleerd.
- De verklarende vraag: Hoe werkt het bewustzijn? Dus hoe het kan bestaan, hoe kan het bijvoorbeeld ontstaan vanuit onbewuste entiteiten of processen (wat zijn de operationele systeemeisen).
- De functionele vraag: Waarom bestaat het bewustzijn? Wat is de functionele rol, heeft het een meerwaarde; waarom is het bewustzijn tot stand gekomen.

### Bewustzijnstypes

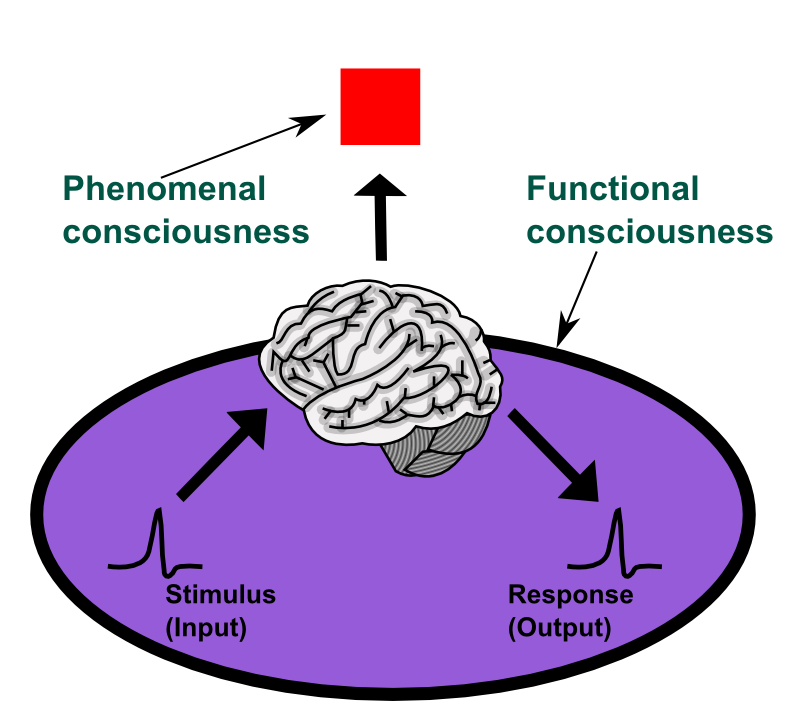
Het P-bewustzijn (phenomenal consciousness) en het A-bewustzijn (acces / functional consciousness).

Ned Block maakt een onderscheid tussen twee soorten van bewustzijn, namelijk: fenomenaal, fenomenologisch of P-bewustzijn (phenomenal consciousness) en toegankelijk, functioneel of A-bewustzijn (access consciousness of functional consciousness). Het P-bewustzijn bestaat uit subjectieve ruwe indrukken, gevoelens en belevingen, bijvoorbeeld van kleuren of geluiden. Deze soort van ervaring wordt als onafhankelijk van het gedrag beschouwd en hoeft geen invloed op gedrag te hebben. In de filosofie van perceptie gaat men bijvoorbeeld na in welke mate sensorische kwaliteiten, zoals: geluid, geur of kleur kunnen bestaan in een objectieve realiteit, ten opzichte van de subjectieve waarneming daarvan. Het P-bewustzijn wordt door Steven Pinker ook wel sentience genoemd, wat gevoelsvermogen betekent ten opzichte van denkvermogen (rede).
Het A-bewustzijn is het vermogen om over inhoud van gedachten en waarnemingen te vertellen en die ook te koppelen aan gedragingen. Het is de bewuste toegankelijkheid die we gebruiken wanneer we bijvoorbeeld informatie koppelen aan waarnemingen, gedachten, herinneringen of gedragingen. David Chalmers heeft aangevoerd dat het A-bewustzijn ten opzichte van het P-bewustzijn relatief gezien makkelijker is om te beschrijven, bijvoorbeeld in termen van de neurowetenschap. Hoewel sommige filosofen zoals Daniel Dennett het verschil en bestaan van P-bewustzijn en A-bewustzijn betwisten, wordt de onderscheiding over het algemeen wel aanvaard. Het is verder ook discutabel of het P-bewustzijn en het A-bewustzijn altijd samengaan, met de vraag of zij ieder ook afzonderlijk kunnen bestaan.
Een andere onderscheiding van bewustzijn wordt gemaakt tussen een bewustzijnstoestand of arousaltoestand en een bewustzijnsinhoud of bewustzijnservaring. Bij een bewustzijnstoestand gaat het om een "bepaalde hoedanigheid" van het bewustzijn, zoals: slaperigheid, waakzaamheid of inspanning, terwijl het bij een bewustzijnsinhoud gaat het om "zich ergens bewust van zijn", zoals: iets zien, horen, herinneren, plannen of fantaseren. Onderling moet de bewustzijnstoestand relatief gezien vrij hoog zijn voor een bepaalde bewustzijnsinhoud.

## Filosofie
Het bewustzijn is een groot onderwerp in de filosofie, in het bijzonder van de richting aangeduid als de filosofie van de geest. Naast de mentale processen, functies en eigenschappen wordt het bewustzijn in een bepaald verband gebracht met het lichaam. Het verband wordt op diverse manieren aangekaart en omschreven, omdat er namelijk nog geen algemeen aanvaarde theorie over bestaat. Dit wordt over het algemeen aangegeven als het zogenaamde lichaam-geestprobleem. Dit concept is het centrale thema binnen de filosofie van de geest, waarvan de oorsprong kan worden teruggevoerd tot ongeveer 2500 jaar geleden.

### Voorgeschiedenis

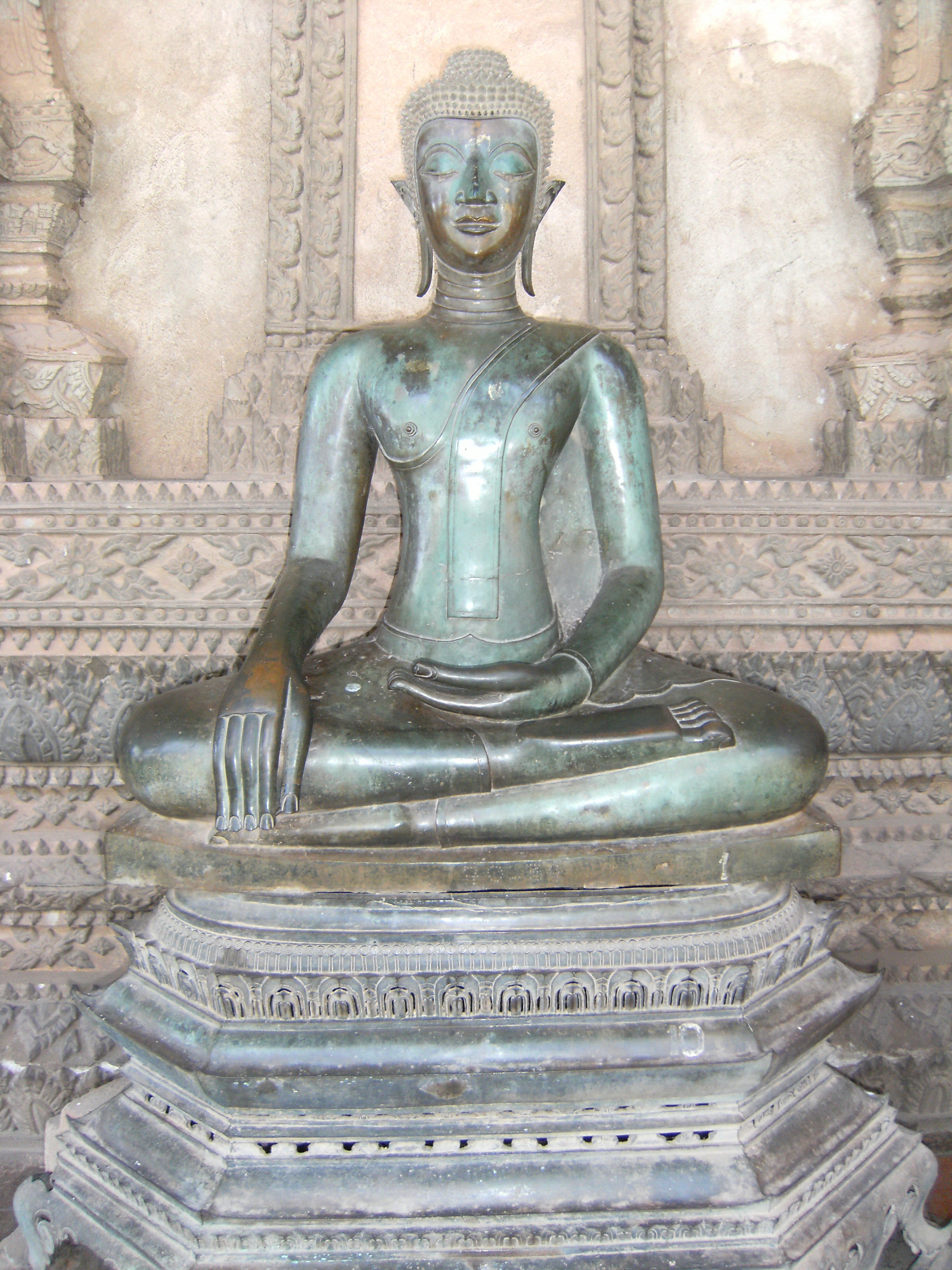
Boeddha sprak over het bewustzijn in het achtvoudige pad tussen de 6e en 4e eeuw voor onze jaartelling.

De belangstelling voor de aard van bewuste ervaring is er ongetwijfeld al zolang er mensen zijn met zelfreflectie. De mens maakte bijvoorbeeld al grotschilderingen over hun belevingen nog voordat het schrift is ontstaan. De eerste omschreven bewustzijnstheorieën stammen uit de Westerse filosofie en de Oosterse filosofie. Het boeddhisme sprak bijvoorbeeld over het bewustzijn en de aspecten daarvan op diverse manieren. Centraal binnen de boeddhistische leer staat het tot rust brengen van de geest. Zoals in de eerste lering van Gautama Boeddha over de vier nobele waarheden, die stelt namelijk dat er lijden is, het lijden een oorzaak heeft en dat het lijden kan worden opgeheven; door het zogenaamde achtvoudige pad te volgen, waarin het bewustzijn al vrij uitgebreid wordt omschreven. Een van de eerste opvattingen uit de hindoeïstische filosofie is die van de sankhya-school, waarin de wereld wordt onderverdeeld in geest (purusha) en materie (prakrti).

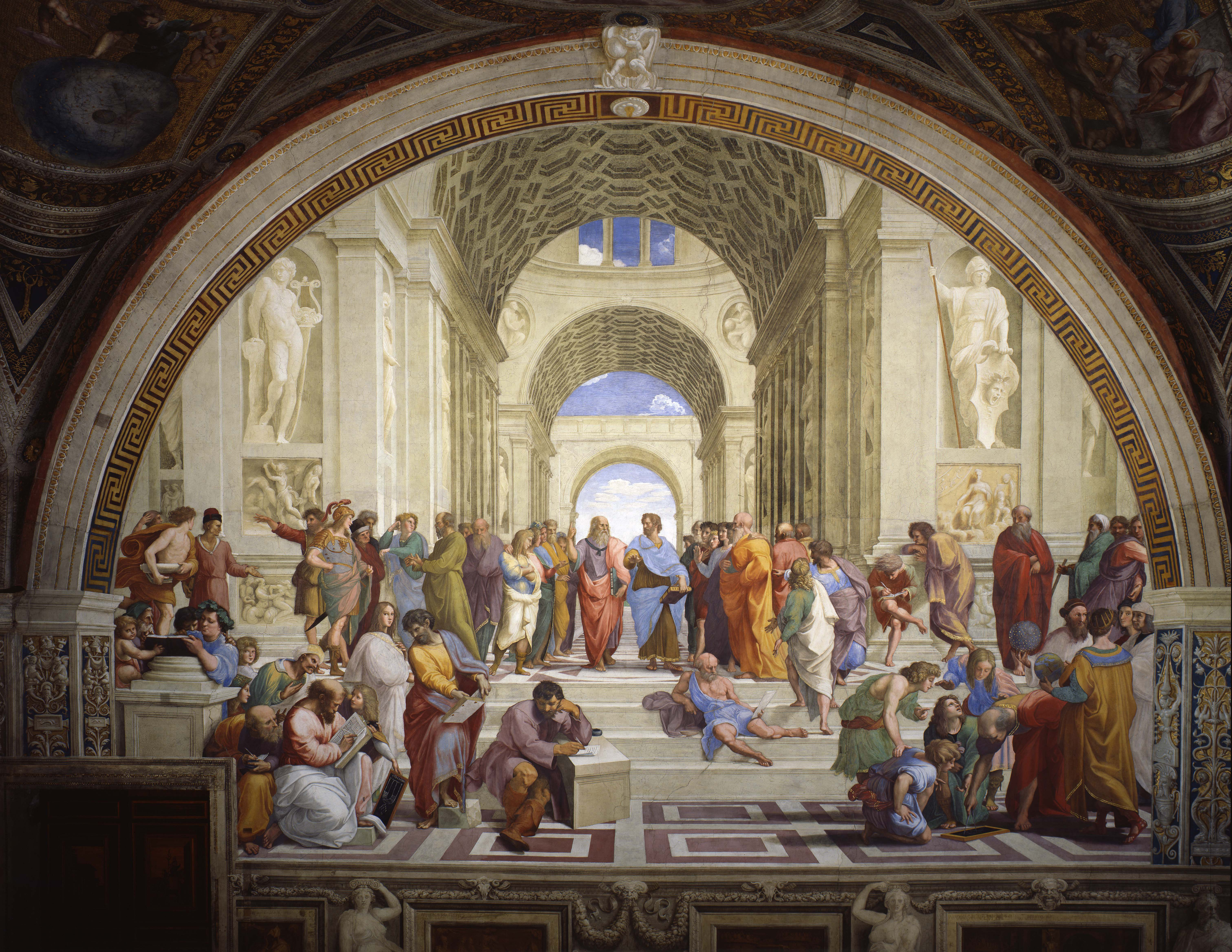
De school van Athene toont diverse filosofen op hun rationele zoektocht naar de waarheid, zoals van ervaring.

De presocratische en de antieke filosofie gebruikten bewustzijn niet als term, maar beschreven wel de fenomenen van bepaalde waarnemingen, zoals bijvoorbeeld de beschrijvingen die Homerus deed in de Ilias. De ideeënleer van Plato beschrijft een wereld van ideeën of herinneringen (anamnesis) en een wereld (van voorwerpen) om ons heen, oftewel de zintuiglijke indrukken (aisthêsis). De overeenkomende kennistheorie van Aristoteles stelt dat het geheugen ontstaat uit waarneming (mnêmê), oftewel een soort innerlijk beeld die door herinnering opgeroepen kan worden. Die herinnering komt ook vanuit waarneming en kan leiden tot een ervaring (empeiria). Hoewel de Westerse filosofie en de Oosterse filosofie voor de jaartelling meestal dualistisch waren, is het monisme in de Westerse wereld als eerste door Parmenides omschreven. In de Oosterse wereld kwamen de concepten van brahman en tao, geformuleerd door onder anderen Laozi, al overeen met het monisme.

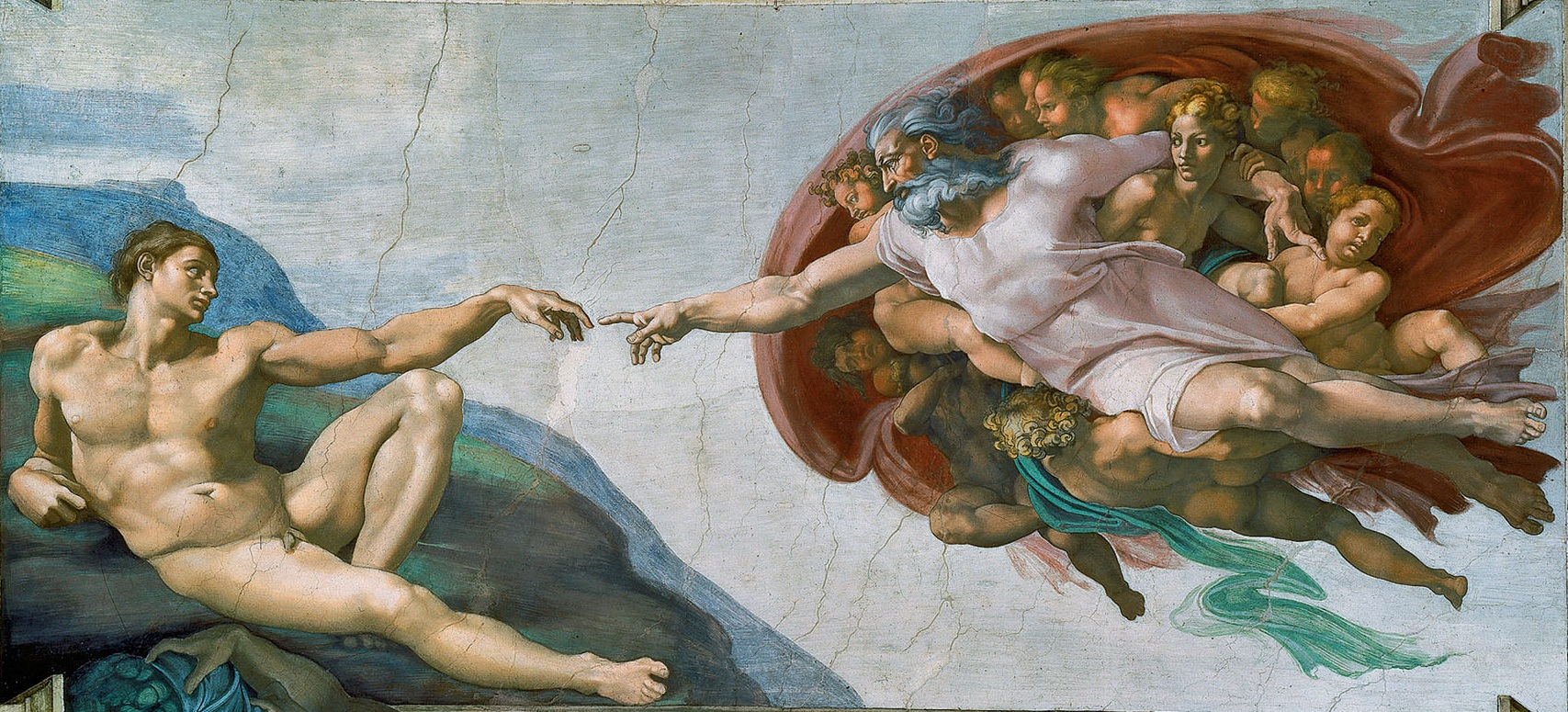
Consciëntie was de kennis van het innerlijke leven gedeeld met god.

In de opvolgende middeleeuwen werd er in de Westerse filosofie vrijwel geen onderscheid gemaakt tussen consciëntie (geweten) en bewustzijn. Een christelijk kenmerk van de ziel was bijvoorbeeld het vermogen om zichzelf te leren kennen samen met de getuigenis van God. René Descartes (1596–1650) herdefinieerde de term consciëntie vervolgens. De betekenis daarvan heeft eerder verband met het werk van Aristoteles dan met de middeleeuwse filosofie, namelijk omdat de Griekse filosofen ook een onderliggend probleem of onderscheiding van lichaam en geest beschreven.
Na Descartes waren er meer geleerden die een verklaringsmoeilijkheid aangaven. Zoals Isaac Newton (1643–1727), die in een brief aan Henry Oldenburg aangaf, dat het niet gemakkelijk is om te bepalen door welk werkingsmechanisme het licht in onze gedachten een fantoom van kleur kan produceren. Of Gottfried Leibniz, die stelde zich een hypothetische molen voor als het onderliggende mechanisme voor het bewustzijn, waarin we delen zien die mechanisch tegen elkaar aanduwen, terwijl we de perceptie zelf niet zullen aantreffen, dit staat bekend als Leibniz's gap. Ook Thomas Huxley (1825–1895) merkte op hoe zoiets opmerkelijks als een bewustzijnstoestand tot stand kan komen als een gevolg van 'geïrriteerd' zenuwweefsel. Hij vermeldde daarnaast dat het net zo onverklaarbaar is als de verschijning van Djin nadat Alladin over zijn wonderlamp gewreven heeft.

### Concepten
Er zijn diverse concepten binnen de filosofie over het bewustzijn die een belangrijke rol spelen. Zoals het aangeven van een aantal bekende bewustzijnsproblemen, dierenbewustzijn, kunstmatig bewustzijn, de locatie van bewustzijn, het bewustzijn als attribuut, qualia en de vraag of de wereld direct of indirect wordt waargenomen.

#### Bewustzijnsproblemen
Bewustzijnsproblemen zijn op zich geen problemen waar we in het dagelijkse leven tegen aanlopen. Maar ze geven aan dat er verklaringen ontbreken die betrekking hebben op de oorzakelijke wisselwerking tussen lichaam en geest, hersenen en bewustzijn, fysiek en mentaal en het eigen bewustzijn ten opzichte van anderen.

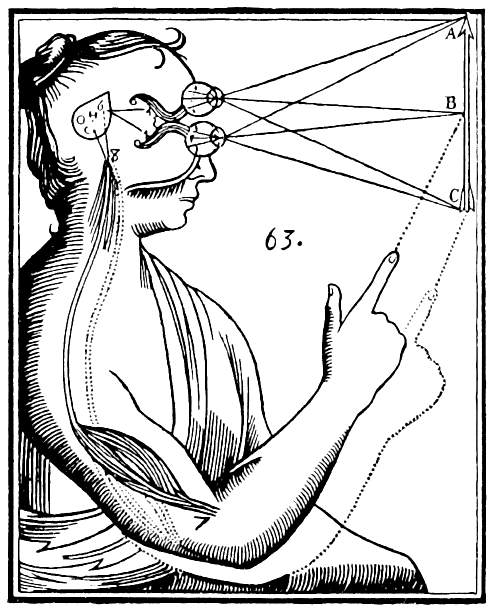
René Descartes' illustratie van het lichaam-geestprobleem. Hij stelde dat de wisselwerking tussen lichaam en ziel plaatsvond in de pijnappelklier.

- Het lichaam-geestprobleem verwijst naar het centrale thema binnen de filosofie van de geest, stellende dat er schijnbaar een onverklaarbare wisselwerking tussen de niet stoffelijke (of de niet-fysieke) geest en het stoffelijke (of het fysieke) lichaam plaatsvindt.[40] Voor zover bekend is Plato de eerste filosoof die zich met dit probleem bezig hield.[41] Daarnaast is het lichaam-geestprobleem vooral sinds de 17e eeuw door René Descartes uitgebreider omschreven en bekender gemaakt. Hij stelde dat de wisselwerking tussen lichaam en ziel plaatsvond in de pijnappelklier, dit wordt niet meer wetenschappelijk ondersteund. Er zijn veel verschillende benaderingen voorgesteld, niet alleen vanuit de klassieke filosofie maar ook vanuit Avicenna's filosofie en de vroegere Aziatische tradities.[42] Aangezien er geen algemeen aanvaarde wetenschappelijke theorie van bewustzijn is – die de wederzijdse samenhang tussen hersenactiviteit en bewustzijnservaring oorzakelijk (naast de correlatie) kan verklaren – wordt dit ook wel het moeilijke probleem van bewustzijn genoemd.[43][44]
- Het moeilijke probleem van bewustzijn verwijst naar het probleem dat men ondervindt wanneer we proberen uit te leggen hoe en waarom we (subjectieve) ervaringseigenschappen kunnen verwerven zoals de beleving van kleuren en smaken.[45] David Chalmers heeft de term geïntroduceerd en contrasteert deze met een aantal relatieve 'makkelijke problemen', die op zich al behoorlijk moeilijk zijn om te verklaren. Chalmers benadrukt dat de makkelijke problemen allemaal een capaciteit of uitvoering van functies of gedragingen vertegenwoordigen. Bijvoorbeeld het onderscheiden, categoriseren en reageren op prikkels uit de omgeving, het integreren van informatie door cognitief proces en het rapporteren van mentale toestanden. Chalmers beweert dat het moeilijke probleem van bewustzijn los staat van de functies en gedragingen en dat het moeilijke probleem zal blijven bestaan, zelfs wanneer alle functies en gedragingen verklaard worden.[46] Het bestaan van het moeilijke probleem van bewustzijn is controversieel en wordt betwist door sommige filosofen, zoals Daniel Dennett[47] en Stanislas Dehaene.[48]
- Het probleem van mentale oorzakelijkheid verwijst naar het idee dat er op het eerste gezicht geen twijfel over kan bestaan dat intentionele mentale gebeurtenissen dikwijls intentionele fysieke gebeurtenissen of acties kunnen veroorzaken en vice versa.[49] Voorbeelden van fysiek-naar-mentaal zijn; dat alcohol drinken het concentratievermogen kan verminderen, of dat op de grond vallen pijn kan veroorzaken. Voorbeelden van mentaal-naar-fysiek zijn; dat iemand door schaamte kan gaan blozen, of dat een begroetingswens iemands arm kan laten stijgen. De vraag is hoe de interactie tussen mentaal en fysiek oorzakelijk gezien tot stand kan komen.[50] Een van de eventuele oplossingen is de metafysische of materialistische theorie van: 'causale sluiting' (causal closure).[51] Die stelt in sterke vorm dat; 'fysieke effecten alleen fysieke oorzaken kunnen hebben'[52] en in zwakkere vorm dat; 'elke fysieke gebeurtenis een fysieke oorzaak heeft'.[53] Over de geldigheid van causale sluiting wordt al lang gedebatteerd.[54] Tegenargumenten zijn bijvoorbeeld dat de wetenschap subjectiviteit,[55] het mentale of het bewustzijn[56] als onderwerp vermijdt, en dat de wetenschap op zichzelf geen ondersteuning biedt, of bewijs levert voor een zogenaamde causale sluiting.[57] Andere eventuele oplossingen voor het probleem van mentale oorzakelijkheid worden behandeld in diverse filosofische stromingen.
- Het probleem van andere geesten verwijst naar het idee dat ervaring essentieel is voor het bewustzijn en dat het alleen volledig bekend kan worden van binnenuit, het is van buitenaf in principe onzichtbaar.[58] Een overgrote meerderheid is van mening dat andere mensen ook bewust zijn en geloven niet dat rotsen of bomen zich bewust zijn.[59] De mogelijkheid van een zogenaamde filosofische zombie wordt weleens gebruikt om het probleem van andere geesten te benadrukken. Een filosofische zombie is een hypothetisch wezen dat niet te onderscheiden is van een mens. Het wezen kan zich in alle opzichten precies zo gedragen als een mens, maar desondanks ontbreekt zijn (daadwerkelijke) bewustzijn.[60] In dat opzicht kan men niet absoluut zeker weten of iemand anders wel echt een bewustzijn heeft, hoewel het wel heel aannemelijk lijkt. Het is daarmee vrijwel onmogelijk om een bewijs te leveren dat een echt bewustzijn van een simulerend bewustzijn kan onderscheiden. Het meest gebruikte antwoord is dat het bewustzijn wordt toegeschreven aan andere mensen omdat hun uiterlijke kenmerken en gedragingen ook op die van anderen lijken. Ze zijn net zoals anderen, maar dan op een andere manier, inclusief het bewustzijn met een ervaring op een bepaalde (andere) manier.[61]

#### Theory of Mind
Gerelateerd aan het probleem van andere geesten is het vermogen om het perspectief van iemand anders ook te kunnen begrijpen, zoals diegene's mentale, emotionele of gedragstoestand. Dit wordt aangeduid als de theory of mind (ToM). Vanuit de filosofie van de geest bestaan er twee visies over; simulatie-theorie en theorie-theorie. Simulatie-theorie stelt dat we geen theorie gebruiken om innerlijke processen van anderen te voorspellen, waarbij spiegelneuronen een belangrijke rol spelen. Theorie-theorie vereist wel een theoretisch begrip om gedrag van anderen in te schatten, vaak vanuit een volkspsychologie. Er is ook onderzoek naar dieren gedaan waarbij men bijvoorbeeld onderzoekt of dieren expliciet ToM bezitten, naast bijvoorbeeld de simpelere vormen van leren zoals bij associatief leren.

#### Dierenbewustzijn

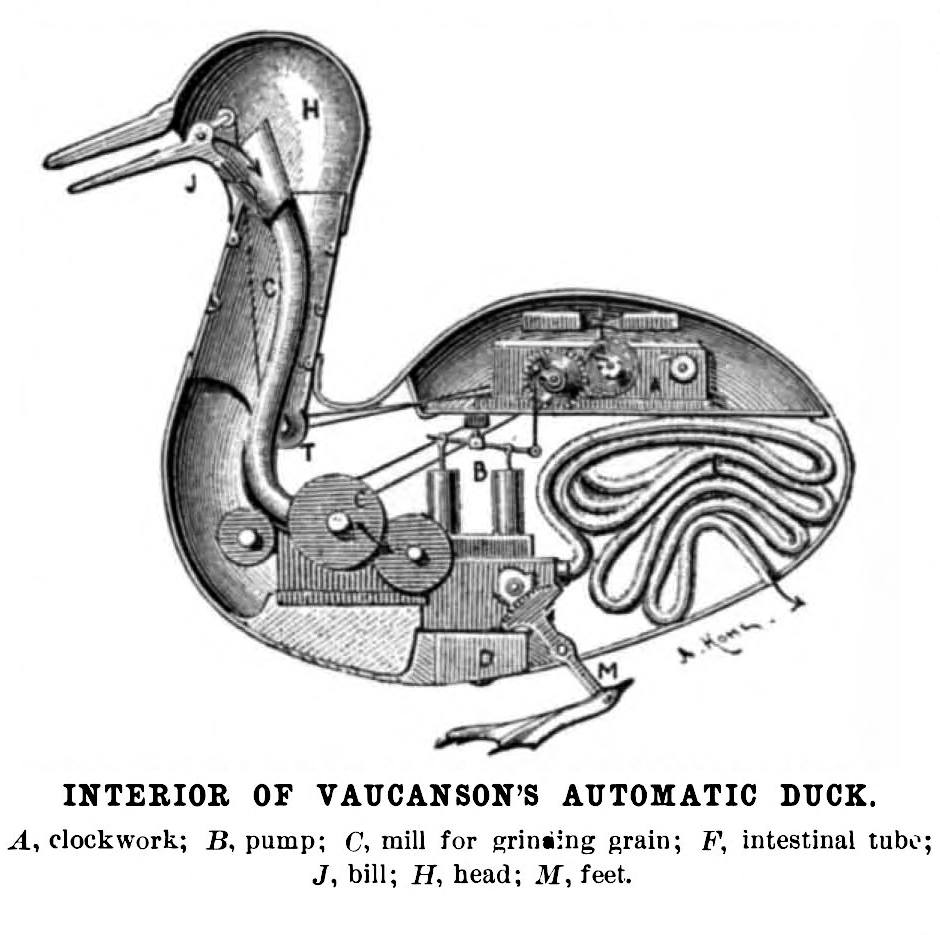
Volgens René Descartes konden alle dieren gereduceerd worden tot een machine.

Het dierenbewustzijn als onderwerp ondervindt ook een aantal moeilijkheden. Het is een specifieke vorm van het probleem van andere geesten, omdat dieren geen mogelijkheid hebben om over hun ervaringen te vertellen zoals mensen dat kunnen. Daarbij komt soms de ontkenning van dierenbewustzijn, wat zou kunnen betekenen dat een dier geen gevoel heeft, hun leven geen waarde heeft en dat schade toebrengen moreel gezien niet verkeerd is. Descartes wordt weleens beschuldigd van dierenmishandeling, omdat hij geloofde dat alleen mensen een onstoffelijke geest hadden. Dieren konden volgens hem reductionistisch verklaard worden als machines. Veel mensen hebben een sterker vermoeden dat sommige dieren zoals honden en katten een bewustzijn hebben en dat dieren zoals insecten dat niet hebben. Maar die vermoedens zijn niet vanzelfsprekend, want die zijn vaak gebaseerd op persoonlijke interacties met huisdieren en andere dieren die ze geobserveerd hebben.

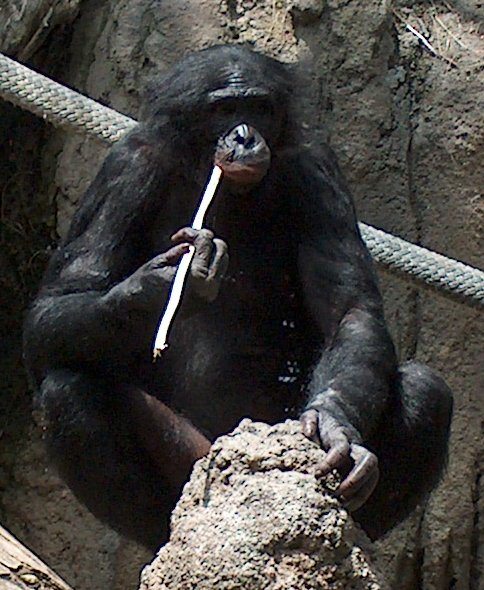
Bonobo's beschikken over cognitieve vaardigheden zoals diercommunicatie, werktuiggebruik en zelfherkenning.

Filosofen die subjectieve ervaring als de essentie zien van het bewustzijn, geloven in het algemeen dat het bestaan en de aard van het dierenbewustzijn nooit volledig doorgrond kan worden. Thomas Nagel heeft dit standpunt uiteengezet in het invloedrijke essay What Is it Like to Be a Bat? (hoe is het om een vleermuis te zijn). Hij stelt dat een organisme zich bewust is 'als er iets is om zoals het organisme te kunnen zijn – iets van hoe het is voor een organisme'. Stellende dat het niet uitmaakt hoeveel we te weten komen over de hersenen en het gedrag van een dier, we kunnen onszelf nooit verplaatsen in de geest of het bewustzijn van het dier, om zodoende de wereld te ervaren zoals het dier die ervaart. Andere filosofen zoals Douglas Hofstadter verwerpen dit argument omdat het incoherent zou zijn. Daniel Dennett ontkent de ontoegankelijkheid van een vleermuisbewustzijn, stellende dat bepaalde bewustzijnskenmerken vatbaar zijn volgens een derdepersoons-observatie. Het is bijvoorbeeld bekend dat de echolocatie van vleermuizen een zeer beperkt bereik heeft. Hij stelt dat dergelijke aspecten van hun bewustzijn afgeleid kunnen worden vanuit nader onderzoek. Verschillende psychologen en ethologen pleiten voor het bestaan van dierenbewustzijn door een beschrijving te geven van een aantal gedragingen, waaruit blijkt dat dieren zich bewust zijn van bepaalde dingen.
Naast filosofische beschouwingen, zijn die er ook vanuit de biologie. Het volledig afwezig zijn van een bewustzijn bij dieren levert het probleem van Wallace op, doordat het een discrepantie veronderstelt tussen de lichamelijke en geestelijke evolutie van de mens en er sprake is van saltatie, een sprong in de evolutie. Volgens het middelmatigheidsprincipe is het onwaarschijnlijk dat al het leven op Aarde zich wel heeft voltrokken volgens het principe van de evolutie, maar dat de menselijke geest zich hieraan onttrokken heeft. Tegenwoordig wordt het probleem van Wallace niet meer als probleem beschouwd. Allereerst vereist natuurlijke selectie niet dat elke adaptatie direct een voordeel oplevert, zolang het geen nadelen voor de overleving met zich meebrengt. Daarnaast speelt ook seksuele selectie een rol bij evolutie. Ook zou de vroege mens zich anders dan Wallace stelde wel degelijk in een veeleisender omgeving hebben bevonden. Verder lijkt modern onderzoek naar dierlijke cognitie te suggereren dat het veronderstelde exceptionalistische antropocentrisme, het verschil tussen dierlijke en menselijke cognitie, minder groot is dan veelal gedacht en dat er eerder sprake is van evolutionaire continuïteit dan van een dualisme tussen geest en lichaam.
Al in 1739 stelde David Hume in A Treatise of Human Nature voor dezelfde hypotheses toe te passen op het geestelijk handelen bij dieren als bij mensen, wat bekend is geworden als de toetssteen van Hume:
Aangezien de uiterlijke activiteiten van dieren lijken op onze eigen gedragingen, oordelen wij dat hun innerlijk ook op het onze lijkt; en als we volgens hetzelfde principe één stap verder redeneren, moeten we concluderen dat aangezien onze innerlijke activiteiten op elkaar lijken, de oorzaken waaruit ze voortkomen ook op elkaar moeten lijken. Als er derhalve een hypothese wordt geopperd om een mentale operatie te verklaren die mens en dier gemeen hebben, moeten we dezelfde hypothese toepassen op beide. Hume (1739)
Hij liep daarmee ruim 130 jaar voor op Charles Darwin, die in 1872 in The Expression of the Emotions in Man and Animals stelde:
Rest nog de veel grotere moeilijkheid de oorzaak of oorsprong van de afzonderlijke uitdrukkingen te begrijpen, en te beoordelen welke van de theoretische verklaringen betrouwbaar is. Om zo goed mogelijk, zonder hulp van een of andere wet, met ons verstand te kunnen weten welke uit twee of meer verklaringen de meest bevredigende is, of welke geheel onbevredigend zijn, zie ik overigens maar één manier voor het toetsen van onze conclusies. Die manier is door na te gaan of hetzelfde beginsel waarmee een bepaalde uitdrukking schijnbaar verklaard kan worden, ook toepasbaar is in andere, verwante gevallen; en met name of hetzelfde algemene beginsel met bevredigende resultaten kan worden toegepast op zowel de mens als de lagere dieren. Ik ben geneigd te denken dat deze laatste methode de nuttigste is. Darwin (1872)
De canon van Morgan waarschuwt voor een te ver doorgevoerd antropomorfisme. Conwy Lloyd Morgan stelde in 1894 in An Introduction to Comparative Psychology dat hogere gaven slechts mogen worden aangenomen als er goede redenen zijn om dat te doen:
In no case may we interpret an action as the outcome of the exercise of a higher psychical faculty, if it can be interpreted as the outcome of the exercise of one which stands lower in the psychological scale.
De canon is een van de meest geciteerde zinnen in de vergelijkende psychologie en wordt wel aangeduid als een toegepaste vorm van Ockhams scheermes. Deze uitleg volgt echter niet uit wat Morgan wilde bereiken met de canon en hij spreekt zich zelfs expliciet uit tegen de eenvoudigste verklaring en voor een model waarbij sprake is gaven die zich ontwikkelen op basis van de strijd om het bestaan.
Een van de vragen bij al deze overwegingen is welke proef bewustzijn bij dieren aan kan tonen. Een bekend voorbeeld is de spiegelproef die Gordon G. Gallup ontwikkelde om zelfherkenning te onderzoeken.

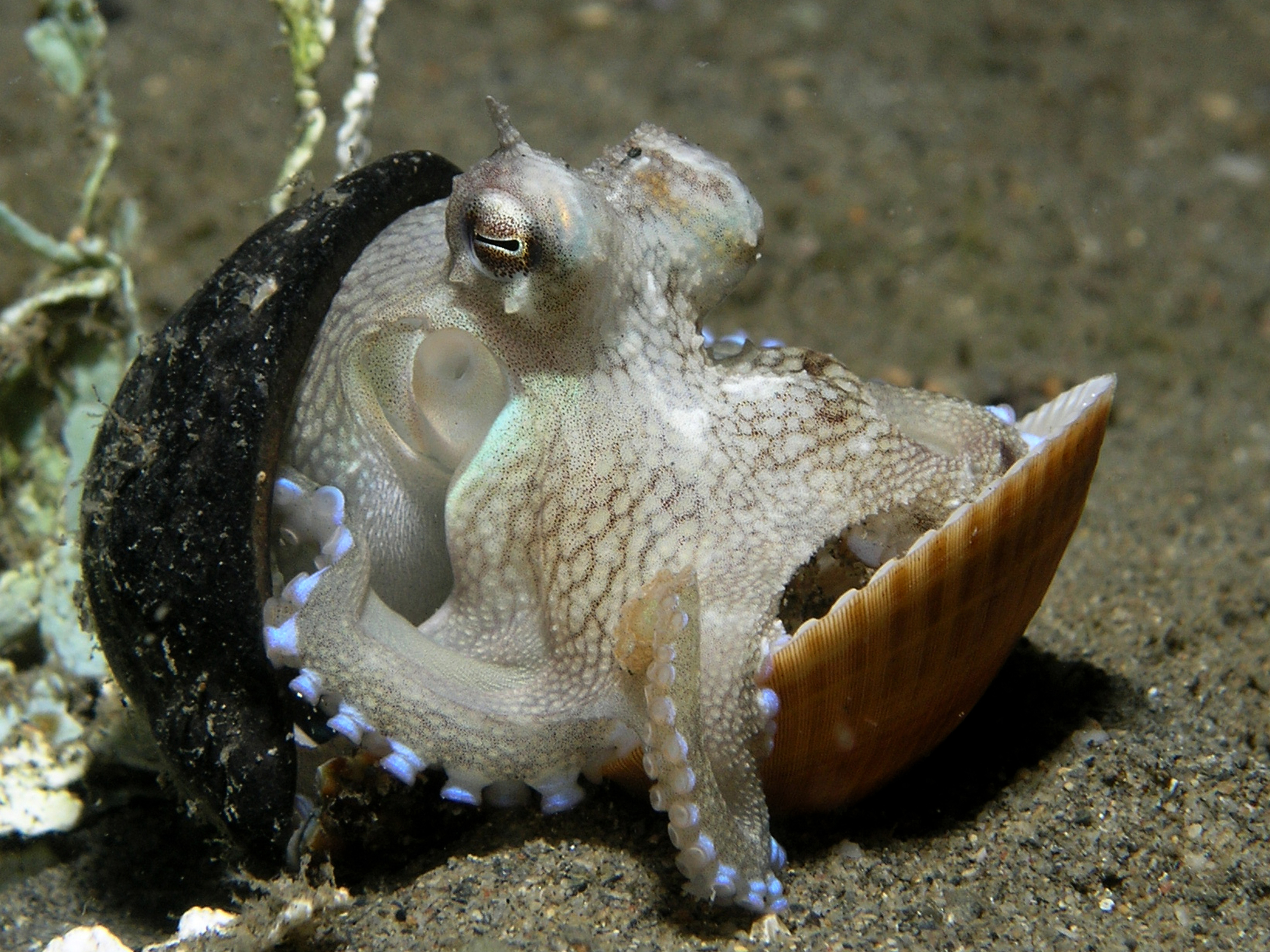
De intelligentie van inktvissen berust op een zenuwstelsel dat fundamenteel verschilt van het zenuwstelsel van gewervelden.

Op 7 juli 2012 zijn een aantal vooraanstaande wetenschappers uit verschillende takken van de neurowetenschap bijeengekomen op de universiteit van Cambridge, om de 'Francis Crick Memorial Conference' te vieren. Zij houden zich bezig met het bewustzijn van mensen en het pre-linguïstische bewustzijn van niet-menselijke dieren. Na de conferentie ondertekenden zij, in het bijzijn van Stephen Hawking, de 'Cambridge verklaring over bewustzijn'. Waarin de belangrijkste bevindingen van dergelijke onderzoeken in een overzicht worden weergegeven, samen met de verklaring:

De afwezigheid van de neocortex lijkt een organisme niet te beletten om affectiviteit te kunnen ervaren. Uit convergerend bewijs blijkt dat niet-menselijke dieren de neuroanatomische, neurochemische en neurofysiologische substraten voor bewustzijnstoestanden hebben, samen met het vermogen om doelbewust gedrag te vertonen. Bijgevolg is dat de bewijskracht van de gegevens laat blijken dat mensen niet uniek zijn in de beschikking over de neurologische substraten die bewustzijn genereren. Niet-menselijke dieren, met inbegrip van alle zoogdieren en vogels en vele andere dieren, waaronder octopussen, beschikken ook over deze neurologische substraten.
— Verklaring van Cambridge over bewustzijn

Uit wetenschappelijk onderzoek is intussen gebleken dat minstens de hogere zoogdieren die een REM-slaap doormaken, kunnen dromen.

#### Kunstmatig bewustzijn

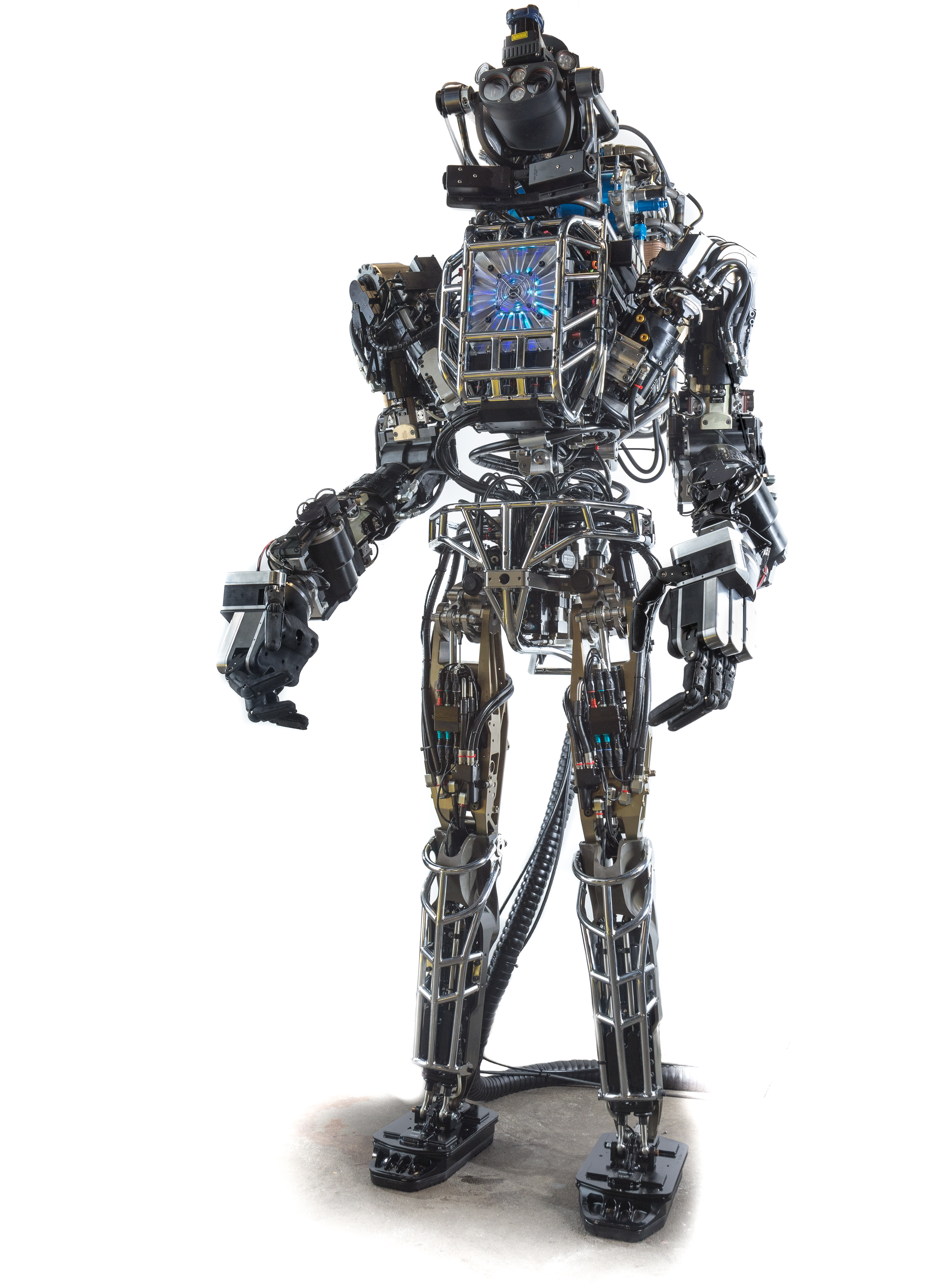
Sommige humanoïde robots simuleren al vrij goed een functioneel bewustzijn. De grote vraag binnen de robotica is of een 'echt' (fenomeneel) bewustzijn in robots wel mogelijk kan zijn. Daarnaast roept het ook ethische vragen op, omdat het dan in principe een levend wezen is.

Kunstmatig bewustzijn of machine bewustzijn is gerelateerd aan kunstmatige intelligentie, cognitieve robotica en de computationele neurowetenschap. Het doel van het kunstmatige bewustzijn als theorie is om te bepalen wat er gesynthetiseerd moet worden om een bewustzijn onder te brengen in een geconstrueerd artefact. De neurowetenschap veronderstelt onder andere dat het bewustzijn wordt gegenereerd door onderlinge uitwisselingen van een aantal verschillende hersengebieden, oftewel door de zogenaamde neurale correlaten van bewustzijn (NCC). Voorstanders van kunstmatig bewustzijn geloven dat het mogelijk is om systemen (zoals computersystemen) dusdanig te construeren zodat de onderlinge uitwisselingen van NCC nagebootst kunnen worden, zoals met de benadering die connectionisme wordt genoemd. De moeilijke vraag is of het vermogen van neuronen geprogrammeerd kan worden, met daarbij de vraag of een gemoedstoestand (zoals iets begrijpen) gecreëerd kan worden, de uiteindelijke vraag is of een ervaring door een 'kunstmatig' bewustzijn wel mogelijk is.

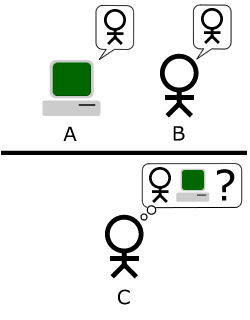
De turingtest, speler C moet erachter komen door geschreven antwoorden welke de computer is.

Een van de invloedrijkste bijdragen op deze vraag komt van de baanbrekende computerwetenschapper Alan Turing. Vanwege onduidelijkheid in het definiëren van kunstmatige intelligentie ontwikkelde Alan Turing een specifieke operationele test; die bekendstaat als de zogenaamde turingtest. Om voor de test te slagen moet een computer in staat zijn om een persoon te imiteren, door vragen dusdanig te beantwoorden dat de ondervragers niet doorhebben dat ze met een computer aan het communiceren zijn. De captcha-test, waarbij een computer nagaat of het om een mens gaat of niet, wordt weleens omschreven als de omgekeerde variant van de turingtest. De turingtest wordt ook wel gezien als het criterium voor een kunstmatig bewustzijn, daarnaast heeft het concept veel filosofisch debat uitgelokt. Bijvoorbeeld Daniel Dennett en Douglas Hofstadter beweren beiden dat hetgeen wat slaagt voor de test zich noodzakelijkerwijs bewust is van zichzelf. Terwijl David Chalmers beweert dat een filosofische zombie zou kunnen slagen voor de test zonder bewustzijn. Een andere groep van geleerden heeft betoogd, dat wanneer machines aanzienlijke symptomen van mensachtig gedrag beginnen te vertonen, door technologische ontwikkeling het verschil tussen mensachtig bewustzijn en menselijk bewustzijn zal verdwijnen.
Een reactie op de turingtest komt van John Searle in de vorm van een gedachte-experiment; genaamd de Chinese kamer. Het experiment stelt dat een programma niet een geest, begrip of bewustzijn aan een computer kan meegeven. Searle's experiment begint met een hypothetische veronderstelling, die ervan uit gaat dat het onderzoek binnen kunstmatige intelligentie erin is geslaagd om een machine te bouwen die zich gedraagt als iemand die Chinees begrijpt. De computer slaagt vervolgens voor de turingtest door middel van passende antwoorden te geven, men is ervan overtuigd dat het om een Chineessprekend mens gaat. Daarbij maakt Searle de opvatting of de machine dan letterlijk Chinees begrijpt, wat hij sterke kunstmatige intelligentie noemt, of dat de machine het begrijpen van Chinees simuleert, wat hij zwakke kunstmatige intelligentie noemt. Het Chinese kamer argument is een uitdaging voor het functionalisme en het computationalisme (die stelt dat het menselijke bewustzijn een computatie is vanuit de hersenen zoals een computer); omdat die beide stellen dat het bewustzijn enkel moet worden voorgesteld als een informatieverwerkingssysteem. Net als de turingtest wordt het idee van de Chinese kamer bekritiseerd en gesteund.

Het fenomenologische bewustzijn (P-bewustzijn) is van nature een eerste-persoons-perspectief. Hoewel verschillende systemen met diverse gedragingen gecorreleerd zijn met het functionele bewustzijn (A-bewustzijn), is er geen denkbare manier waarin derde-persoons testen toegang kunnen krijgen tot eerste-persoons eigenschappen. Vanwege die redenering en omdat er geen empirische definitie van bewustzijn is, zou een test om de aanwezigheid van bewustzijn te meten, van een kunstmatig bewustzijn, al onmogelijk kunnen zijn.

#### Internalisme en externalisme
Internalisme en externalisme stellen de vraag; waar de geest of het bewustzijn zich gelokaliseerd heeft. Als de geest een fysiek verschijnsel is dan moet het zich ergens in het lichaam bevinden. Er zijn dan hoofdzakelijk gezien twee mogelijke opties: of de geest bevindt zich in het lichaam (internalisme) of de geest bevindt zich buiten het lichaam (externalisme). Dus de geest is afhankelijk van de gebeurtenissen en eigenschappen die zich binnen het lichaam bevinden, of de geest is ook afhankelijk van de factoren die zich buiten het lichaam bevinden. Voorstanders van internalisme delen het standpunt dat de neurale activiteit voldoende is voor waar de geest of het bewustzijn zich begeeft. Voorstanders van externalisme beweren dat de omringende wereld de geest (ook) op een bepaalde manier constitueert. Externalisme bestaat verder uit verschillende versies, de belangrijkste zijn: fenomenologisch, semantisch en cognitief externalisme. Die verder onderverdeeld kunnen worden als inhoud of drager van de geest of het bewustzijn.

##### Verlengde cognitie

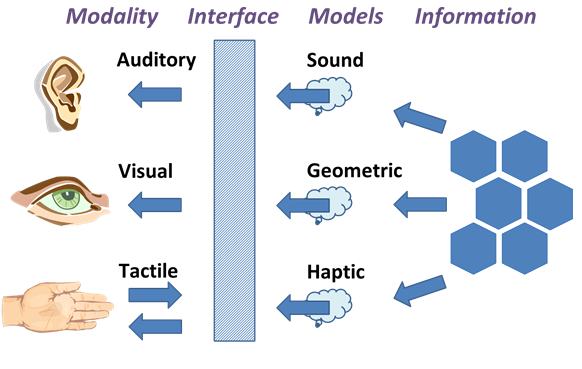
Een enactieve mens-machine-interface die aspecten van een kennisbasis vertaald in modaliteiten van waarnemingen.

Verlengde cognitie (Extended cognition), of bewustzijnsverlenging valt onder het cognitieve externalisme en is de opvatting dat mentale processen en de geest verder gaan dan alleen het lichaam. Het omvat ook de aspecten van de omgeving waarin het organisme zich begeeft, maar ook de interactie van het organisme met die omgeving, zoals in milieusociologie. Cognitie gaat verder dan alleen een interne mentale manipulatie van symbolen, er bestaat ook een emergentie van orde en structuur die ontstaat vanuit een actieve betrokkenheid met de externe wereld. Verlengde cognitie contrasteert met de opvatting dat de geest alleen maar een verwerkingscentrum is die mentale representaties van de werkelijkheid creëert; die gebruikt worden om het lichaamsgedrag te controleren. Het terrein van verlengde cognitie richt zich specifiek op dat creatieproces, en brengt ze onder als een onderdeel van het bewustzijn. Het bewustzijn is dan niet langer beperkt tot de hersenen of het lichaam, dus het brengt externe interactie met de omgeving met zich mee. Bij een 'laag' niveau zoals met motorisch leren en haptische waarneming is het lichaam ook betrokken bij cognitie, maar er is ook een 'hoog' niveau, waarbij culturele factoren een rol spelen. Deze manier van cognitie wordt soms aangeduid als 'enactie', om zodoende de rol te benadrukken van de wisselwerking tussen het organisme en zijn omgeving. Met daarbij de terugkoppelingsprocessen die betrokken zijn bij de ontwikkeling van een bewustzijn en zijn hervorming van de omgeving; zoals bijvoorbeeld bij mens-computerinteractie.
De verlengde geest (The Extended Mind), opgesteld door Andy Clark en David Chalmers, is het baanbrekende werk in het vakgebied van verlengde cognitie. Zij stellen ook dat het arbitrair is om te stellen dat de geest zich alleen begeeft binnen de grenzen van de schedel. De scheiding tussen de geest, het lichaam en het milieu wordt door hun gezien als een niet-principiële onderscheiding. Volgens hen kunnen gereedschappen, instrumenten en andere attributen onder bepaalde omstandigheden ook meetellen als delen van de geest of het bewustzijn.

#### Subjectiviteit en qualia
Qualia zijn de kwalitatieve eigenschappen van een waarneming, oftewel het fenomenele karakter van ervaren. Het gaat met name om de subjectieve wijze waarop een ervaring of beleving zich voordoet voor het individu, voorbeelden zijn innerlijke belevingen van gedachten, gevoelens, smaken of kleuren. Als de kwalitatieve karakters van gevoel of sensatie staan ze in tegenstelling tot de propositionele attitudes, want die impliceren al een intentionaliteit, oftewel qualia zijn eerder de onderliggende gevoelens van een propositie. Een groot gedeelte van het debat gaat over de definitie van qualia. Diverse filosofen ontkennen of benadrukken het bestaan van bepaalde qualia eigenschappen, vandaar dat de aard en het bestaan van qualia behoorlijk controversieel zijn. Hoewel Daniel Dennett het bestaan van qualia ontkent, geeft hij wel een duidelijke viervoudige definitie:

Verzadigde kleuren zijn een veelgebruikt voorbeeld van een quale.

1. Onuitspreekbaar; qualia kunnen niet (letterlijk) worden omschreven, ze kunnen alleen gevat worden door middel van directe ervaring.
2. Intrinsiek; qualia hebben geen relationele eigenschappen want een quale (enkelvoud) kan niet gereduceerd worden tot iets anders.
3. Privaat; qualia op interpersoonlijke wijze (volledig) uitwisselen is bij definitie stelselmatig onmogelijk.
4. Toegankelijk; qualia is direct of onmiddellijk beschikbaar in het bewustzijn en men kan zich daarin niet vergissen.

Als qualia van deze soort zou bestaan dan zou een persoon die bijvoorbeeld rood ziet, niet in staat zijn om zijn ervaring op zodanige wijze te beschrijven; zodat een luisteraar die nooit rood heeft ervaren, dan in staat is om alles te kunnen weten over die ervaring, dus inclusief het zien van rood, samen met de beleving van rood. Het is daarbij wel mogelijk om een analogie te maken, zoals: 'rood ziet er heet uit' of een omschrijving van voorwaarden, zoals: 'het is de kleur die je ziet wanneer licht met een golflengte van 700 nm door de retina naar de hersenen wordt gestuurd'. Voorstanders van (deze soort) qualia betogen dat iemand niet in staat is om een volledige omschrijving van die ervaring te kunnen geven. Aangezien het bij definitie onmogelijk is om qualia mondeling over te brengen, is het ook onmogelijk om direct te demonstreren in een discussie, vandaar dat er gebruik wordt gemaakt van een tangentiële benadering. Dat wil zeggen; in het algemeen komen qualia-argumenten in de vorm van een gedachte-experiment, die ontworpen zijn om iemand te leiden tot de conclusie dat qualia bestaat. Het moeilijke probleem van bewustzijn wordt over het algemeen gezien als het hoofdargument voor qualia, met daarnaast ook het subjectieve karakter van ervaring (het 'hoe-is-zijn-argument') en de filosofische zombie, andere voorbeelden zijn onder meer:
- Het omgekeerd spectrum (inverted spectrum), John Locke doet een verzoek om ons voor te stellen wakker te worden met alle kleuren omgedraaid. Met verder de ontdekking dat er geen fysieke veranderingen hebben plaatsgevonden in onze hersenen of het lichaam, wat dit fenomeen eventueel wel zou kunnen verklaren. Supporters van qualia beweren omdat we dit zonder tegenstrijdigheid kunnen voorstellen, volgt daaruit dat we deze verandering van eigenschap kunnen voorstellen, terwijl het omkeren van het kleurenspectrum geen fysieke basis heeft (alleen de waarneming veranderd).[100]

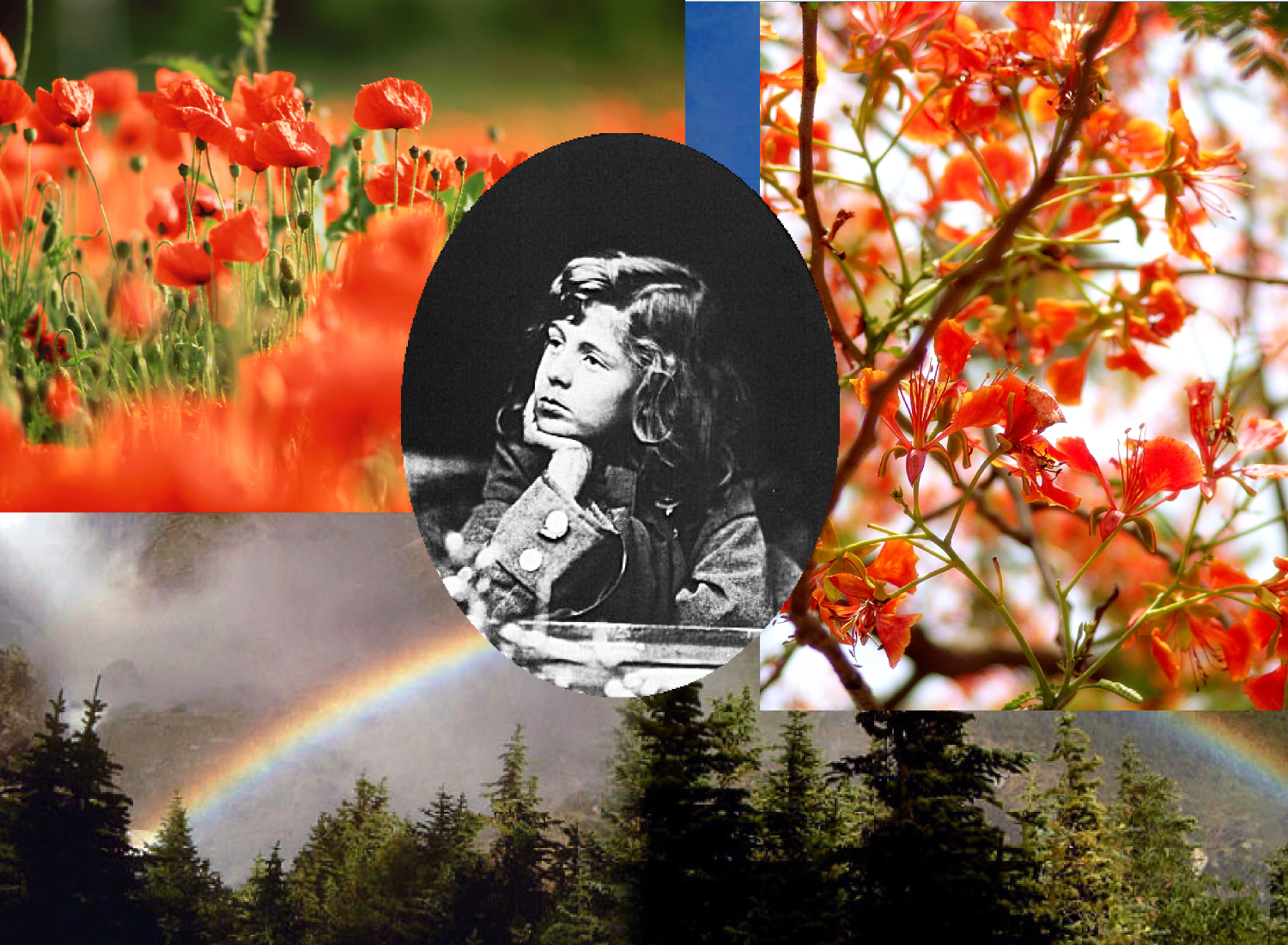
Als Mary alles weet over rood, weet ze dan ook hoe rood eruitziet?

- Het kennisargument (knowledge argument), ook bekend als Mary's kamer of Mary de superwetenschapper, is bedacht door Frank Cameron Jackson. Mary de kleurenwetenschapster weet alles over kleuren, dus ze weet alle fysieke feiten over kleuren; inclusief alle fysieke feiten over kleurervaringen van andere mensen. Wellicht zou een bepaalde kleur opgewekt kunnen worden door een sequentie van neurologische afvuringen die registreren dat de kleur rood is gezien. Echter, Mary heeft nog nooit daadwerkelijk rood gezien, ze zit vanaf haar geboorte in een kamer die helemaal zwart-wit is, het is verder alleen toegestaan om de buitenwereld te observeren met een zwart-wit scherm. Wanneer het wordt toegestaan om de kamer te verlaten, moet er (volgens de stelling) worden toegegeven dat ze wat nieuws leert over de kleur rood, wanneer ze die voor het eerst ziet, namelijk de kleurbeleving zelf. Naast het aantonen van qualia, is het kennisargument er ook voor bedoeld om het fysicalistische idee van de geest of het bewustzijn te weerleggen.[101]
- De verklaringskloof (explanatory gap), door Joseph Levine, beschrijft een kloof (of scheiding) tussen de fysicalistische en fenomenologische theorieën over het bewustzijn. De verklaringskloof geeft aan dat er een uitleg ontbreekt; die verklaart hoe fysieke eigenschappen aanleiding kunnen geven tot een wijze van waarnemen of ervaren. Hij gebruikte als voorbeeldzin: 'Pijn is het afvuren van C-zenuwvezels', erop wijzend dat het in fysiologische zin geldig zou zijn, maar dat het ons niet helpt om te begrijpen hoe pijn voelt. De kloof overbruggen is een bevredigende mechanistische verklaring vinden voor ervaring en qualia. Een voorbeeld van een vergelijkbaar fenomeen zonder verklaringskloof is de moderne computer. Hoe wonderlijk deze apparaten ook mogen zijn, zowel software als hardware, met hun onderlinge gedrag; kan wel volledig verklaard worden. Verder stelt hij dat het verklaringskloofargument niet een kloof in de natuur aangeeft maar een kloof in ons verstand over de natuur.[102]

De fenomenele concept-strategie (phenomenal concept strategy) is een (fysicalistisch) tegenargument die stelt dat dergelijke argumenten een 'kloof' lokaliseren in de relatie tussen onze concepten over fysieke processen en onze concepten over bewustzijn, in plaats van de relatie tussen de fysieke processen en het bewustzijn zelf. De benadering stelt dat onze concepten dualistisch zijn (wel een epistemologische kloof), maar dat de realiteit monistisch is (geen ontologische kloof), deze visie wordt ook wel conceptueel dualisme genoemd. Een voorbeeld is warmte en moleculaire beweging, dat zijn twee verschillende concepten, maar beschrijven eenzelfde eigenschap of substantie. Volgens David Papineau is deze 'intuïtie van onderscheidbaarheid' verantwoordelijk voor het verschijnen van dualisme. Papineau beschrijft ook de 'antipathieke drogreden'; het tegenovergestelde van de 'pathieke drogreden', een literaire term waarin het menselijke bewustzijn onderdeel wordt van natuurfenomenen (zoals sombere wolken, dansende bladeren of onverschillige rotsen), bekend als antropomorfisme, animalisering of personificatie. Bij de omgekeerde variant (de antipathieke drogreden) weigert men te erkennen dat het bewustzijn een bestanddeel van de natuur is; oftewel van hersenen of lichamen van organismes. Uiteindelijk stelt Papineau dat bewustzijnstoestanden niet meer dan hersentoestanden zijn, net zoals pijn hetzelfde is als afvurende C-vezels.
De grote vraag is of qualia iets anders of meer voorstellen dan de mentale of cognitieve processen die het product van de hersenen zijn. De meningen zijn behoorlijk verdeeld, het grote verschil is dat critici voornamelijk veronderstellen dat qualia herleid kunnen worden tot specifieke hersenfuncties. Terwijl voorstanders voornamelijk veronderstellen dat qualia niet als een objectief fysiek proces omschreven kan worden vanwege het subjectieve karakter van bewustzijn. Voorstanders van qualia zijn bijvoorbeeld David Chalmers, Jonathan Lowe, John Maund, Moreland Perkins, Vilayanur Ramachandran en William Hirstein, Howard Robinson en William Robinson, Edmond Wright en Erwin Schrödinger. En critici van qualia zijn bijvoorbeeld Daniel Dennett, Paul Churchland, Gary Drescher, David Lewis, Marvin Minsky en Michael Tye.

#### Direct en indirect realisme
Het directe of naïeve realisme staat tegenover het indirecte of representatieve realisme, beide standpunten doen vanuit de filosofie van de geest, vooral vanuit de filosofie van perceptie en de studie over mentale representatie, een uitspraak over de aard van een bewuste ervaring. Het draait om de epistemologische vraag of de wereld om ons heen de echte wereld is, of slechts een interne perceptuele kopie van de wereld, die gegenereerd wordt door de neurale processen in de hersenen. Indirect realisme wordt ook wel epistemologisch dualisme of representationalisme genoemd. De positie stelt dat onze bewuste ervaring niet van de echte wereld afkomstig is maar van een interne presentatie, oftewel een miniaturen virtuele werkelijkheid; als een replica van de wereld. Zodoende kunnen we de buitenwereld niet waarnemen zoals de wereld in werkelijkheid is, maar alleen onze ideeën en interpretaties over de wijze van de wereld. Direct realisme is het alternatief en houdt in dat we de buitenwereld waarnemen zoals het is, de geest-onafhankelijke dingen maken dus deel uit van onze zintuiglijke ervaring. Op die manier is onze ervaring niet alleen een representatie of subjectieve interpretatie van de echte wereld, maar die ervaring bevat en vormt ook de geest-onafhankelijke dingen, zoals elektromagnetische straling of geluidsgolven.

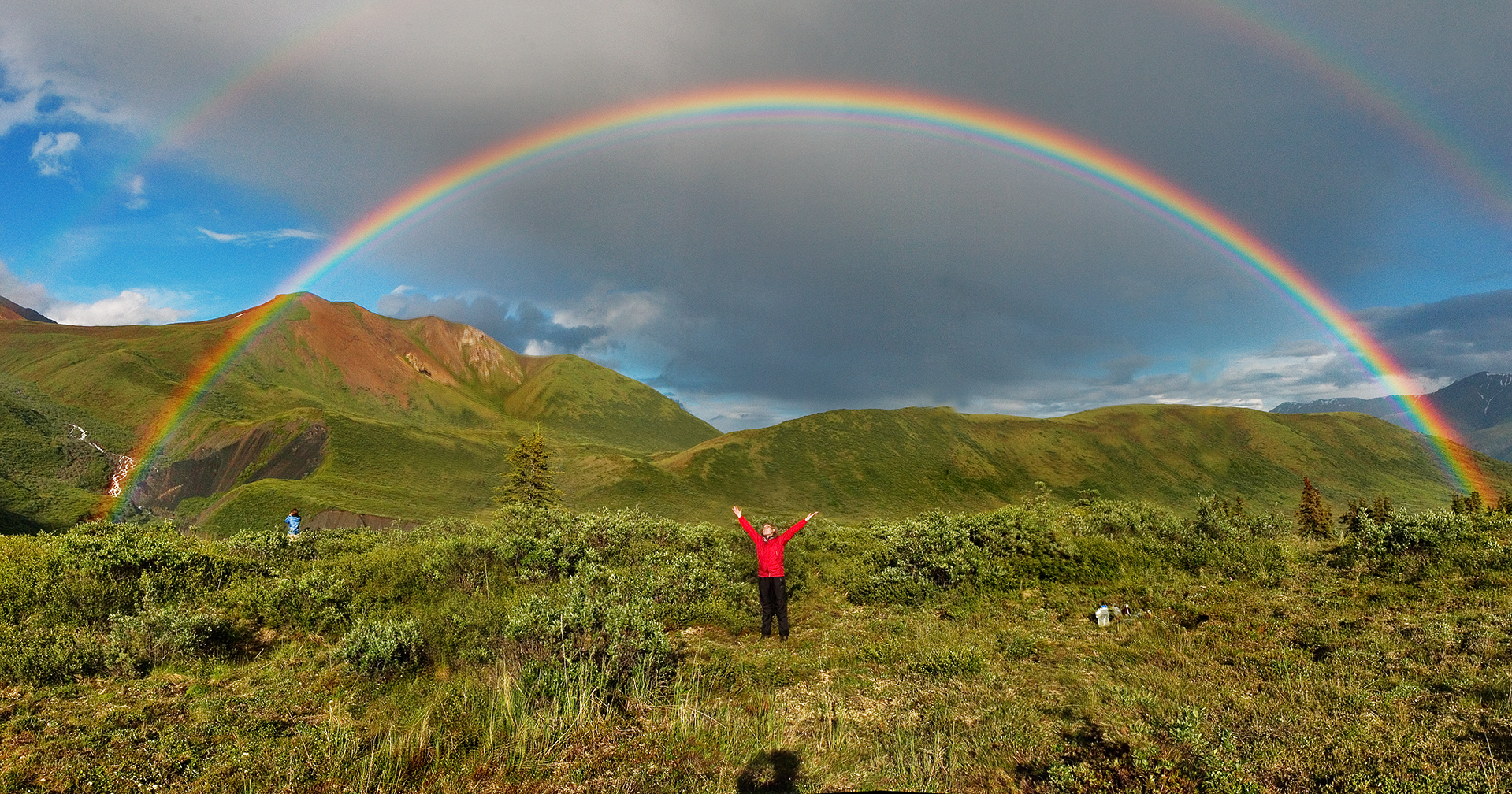
In tegenstelling tot een bouwkundige boog verdwijnt een regenboog als we die benaderen.

Een argument tegen direct realisme is het argument van illusie, die het bestaan van zintuiglijke indrukken aangeeft. De van natuur voorkomende illusies illustreren het argument, bijvoorbeeld de mentale representatie van een rechte stok in het water, die geeft schijnbaar een verbuiging aan wanneer we er naar kijken. Met een beroep op gezond verstand geeft dit aan dat waarnemingen grotendeels afhankelijk zijn van het soort orgaan of zintuig. Als we bijvoorbeeld andere zintuigen hadden, zoals: facetogen, echolocatie of magnetoceptie dan zouden we de wereld op een geheel andere wijze ervaren, die we ons nauwelijks kunnen voorstellen. Onze huidige perceptuele uitrusting is bovendien ook niet onfeilbaar, want er kunnen eventueel verkeerde voorstellingen optreden, zelfs met een volledige functionering. Dit kunnen we bijvoorbeeld nagaan met vormen van gezichtsbedrog, waarbij onze subjectieve ervaring verschilt met de objectiviteit van het concept, zoals met de Müller-Lyer-illusie. Soms denken we dingen waar te nemen die er in feite helemaal niet zijn, radicalere vormen van perceptuele dwalingen zijn bijvoorbeeld hallucinaties en waanstoornissen.
Een argument tegen indirect realisme is wanneer er eenvoudige dataflow of informatieverwerking wordt aangenomen; dan moet er iets zijn in de hersenen wat die binnenkomende gegevens interpreteert als ontvangen. Vaak wordt dat iets omschreven als een homunculus, alleen een dergelijke ontvangende entiteit wordt ook wel gezien als een regressieargument, oftewel een oplossing die eigenlijk het initiële probleem verschuift, want in de homunculus kan nog een homunculus zitten ... et cetera. Descartes beschreef een homunculus in de vorm van een ziel die behoorde tot een natuurlijke stof die bekend staat als res cogitans (een mentale of denkende substantie) waarbij andere wetten gelden als bij vaste materie (res extensa). Hoewel de dualiteit van Decartes wel enige overeenkomsten vertoont met de moderne natuurkunde, zoals de Fermi-Diracstatistiek en Bose-Einsteinstatistiek, is er geen overeenstemming over de interpretatie. Daarmee blijft het indirecte realisme een onvolledige beschrijving van waarnemen. Dit realiseerde Aristoteles zich al, en stelde simpelweg voor dat de ideeën of representaties zelf bewust zijn. Met andere woorden dat er geen verdere overdracht van zintuiglijke indrukken voorbij ideeën zijn. Een potentieel probleem voor indirect realisme is wanneer we alleen kennis hebben van de representaties over de wereld. Dan volgt de vraag hoe we kunnen weten of die representaties gelijk zijn aan de wereld, dus waar die representatie aan moet voldoen, zodat we weten dat het correct is.

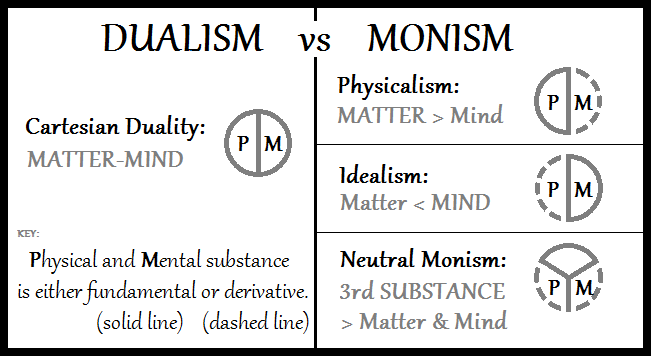
Een weergave van het dualisme versus het monisme, met de onderlinge lichaam-geestrelaties.

### Stromingen
Er zijn diverse standpunten en benaderingen die trachten het lichaam-geestprobleem op te lossen, naast het pluralisme en trialisme worden voornamelijk het dualisme en het monisme gezien als de twee hoofdstromingen. Het dualisme maakt een duidelijk onderscheid tussen geest en materie, terwijl het monisme geen duidelijk onderscheid aangeeft. Elk van deze twee hoofdstromingen bevatten ook diverse substromigen. De meeste filosofen van de 20e en 21e eeuw beschouwen het dualisme als een achterhaalde opvatting, dit is vanwege de afwezigheid van een (empirisch identificeerbaar) ontmoetingspunt tussen de niet-fysieke geest en het fysieke lichaam. Het draait voornamelijk om de onderlinge visies vanuit de monistische stromingen. Er zijn ook opzichzelfstaande of uitzonderlijke stromingen, zoals panpsychisme, nieuw mysterianisme en fenomenologie. Daarnaast zijn er ook oosterse stromingen zoals het hindoeïsme en het boeddhisme.

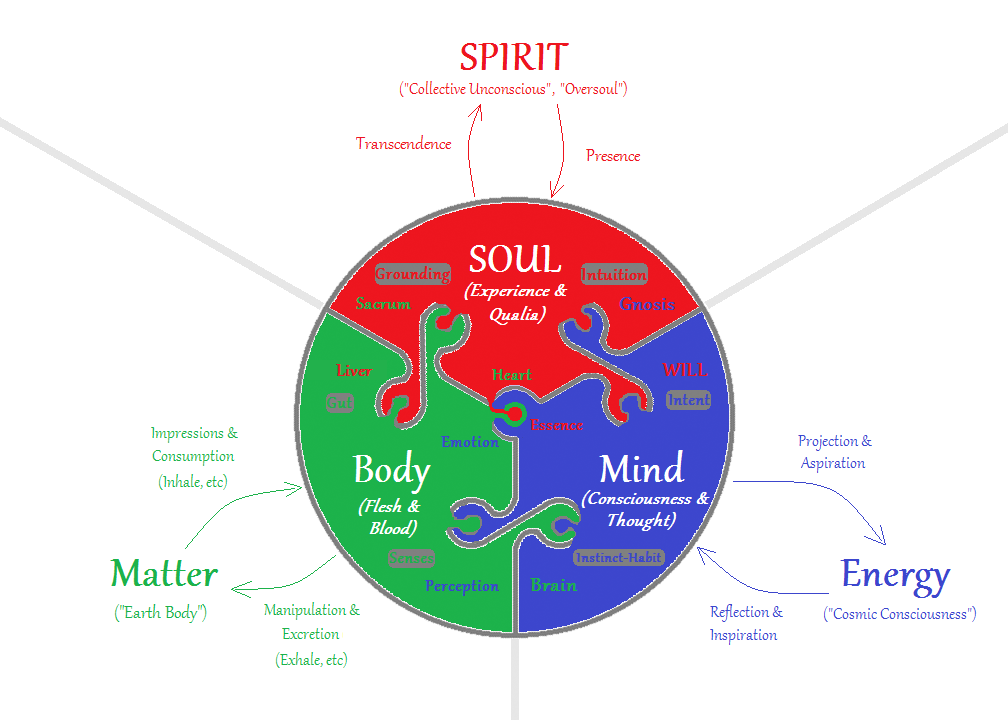
Voorbeeld van het trialsime, waarin de ziel als het fenomenologische bewustzijn staat weergegeven.

Het pluralisme stelt dat de wereld is opgebouwd uit een veelvoud van elementen of substanties, meestal vier of meer, die van elkaar te onderscheiden zijn. Bijvoorbeeld Empedocles zag aarde, water, lucht en vuur als de vier elementen, waarmee de wereld is opgebouwd. Het atomisme van Leucippus en Democritus stelt dat de wereld is opgebouwd uit ontelbare minuscule ondeelbare atomen. Deze theorie wordt echter niet meer ondersteund; omdat wetenschappers hebben aangetoond dat atomen zijn opgebouwd uit protonen en neutronen, die ieder weer uit quarks bestaan.
Het trialisme is geïntroduceerd door John Cottingham, als een alternatieve interpretatie van het lichaam-geestdualisme van Rene Descartes. Het trialisme behoudt daarbij lichaam en geest, maar voegt daar sensatie (gevoel) als derde substantie aan toe, om zodoende lichaam en geest te verenigen. Dieren kunnen bijvoorbeeld niet denken, maar hebben wel sensaties (gevoelens), in tegenstelling met Decartes; die dieren verklaarde als geesteloze automaten.
Andere 'trialisten' zijn Karl Popper en John Eccles, die beide drie 'werelden' beschrijven, waarin rekening wordt gehouden met alles wat bestaat. De eerste wereld is die van fysieke objecten en toestanden, zoals: materie, energie, organismen, en voorwerpen. De tweede wereld is die van bewustzijnstoestanden, zoals: subjectieve kennis en beleving of ervaring van: percepties, gedachten, emoties, herinneringen, dromen en verbeeldingskracht. De derde wereld is die van kennis en ideeën in objectieve zin, zoals: taal, filosofie, theologie, wetenschap, historie, literatuur, artisticiteit en technologie. De derde wereld is door de mens geschapen, maar kan daarnaast ook onafhankelijk van de mens bestaan. Dit wordt ook wel de 'objectieve geest' genoemd, oftewel het is de kennis die onafhankelijk van het individu of de 'subjectieve geest' kan bestaan.

#### Dualisme
Het dualisme binnen de filosofie van de geest behoudt een strikte onderscheiding tussen mentaal en fysiek, geest en lichaam, bewustzijn en hersenen of het materiële en het immateriële. Ten opzichte van de eenheid in monisme, stelt het (metafysische) dualisme dat er uiteindelijk twee onverenigbare substanties of werkelijkheden zijn. Het ontologische dualisme maakt een tweevoudige toezegging over de aard van het bestaan als het gaat om geest en materie. Die kunnen onderverdeeld worden in drie verschillende types, namelijk: substantiedualisme, eigenschapsdualisme en predicaatdualisme. Verder kan het dualisme worden onderverdeeld in soorten van causale interactie tussen mentaal en fysiek, zoals interactionisme, epifenomenalisme, parallellisme en occasionalisme.

De vier vormen van het dualisme.

Het meestgebruikte argument voor het dualisme is het beroep op gezond verstand, het is de intuïtie die een bewuste ervaring onderscheidt van levenloze materie. Een ander belangrijk argument in het voordeel van dualisme is dat het mentale en fysieke hele andere eigenschappen hebben, die onverenigbaar zijn. De mentale gebeurtenissen hebben bijvoorbeeld een subjectief aspect, terwijl de fysieke gebeurtenissen dat niet hebben. Als het bewustzijn (of de geest) onafhankelijk van de fysieke werkelijkheid (de hersenen) kan bestaan, vraagt dat om een uitleg; hoe bijvoorbeeld herinneringen worden gecreëerd. Met andere woorden hoe kan de geest of het bewustzijn de fysieke werkelijkheid beïnvloeden (en andersom) met een strikte onderscheiding.

##### Substantiedualisme
Substantiedualisme stelt dat mentaal en fysiek in wezen gescheiden fundamenten zijn, oftewel het zijn twee verschillende substanties. Substantiedualisme is het meest verdedigd door René Descartes, hij stelt dat het mentale buiten het lichaam of de fysieke werkelijkheid kan bestaan. Substantiedualisme is verenigbaar met de meeste theologieën; die beweren dat een onsterfelijke ziel een onafhankelijk domein kan bezetten; die zich onderscheidt van de fysieke wereld.

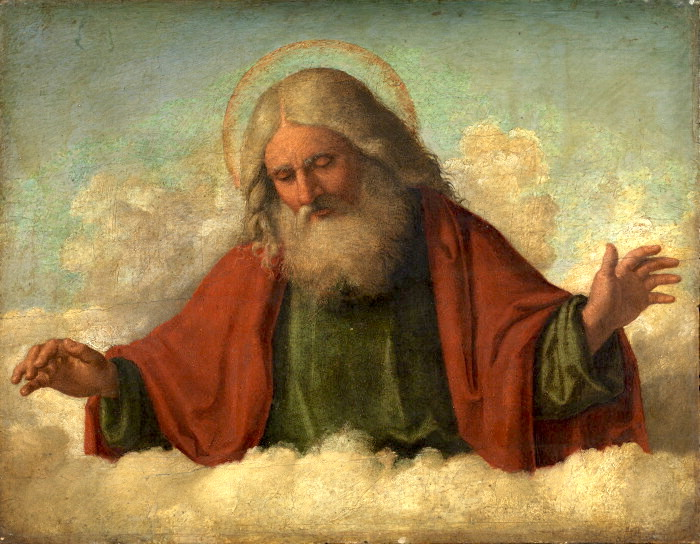
Volgens Gottfried Wilhelm Leibniz regelt God de harmonie tussen lichaam en geest.

- Het parallelisme stelt dat de menselijke geest en het lichaam elkaar niet causaal beïnvloeden, maar beide wel een parallel verloop volgen, oftewel met elkaar overeenkomen. Deze opvatting werd in de 17e eeuw het meest prominent vertegenwoordigd door Gottfried Wilhelm Leibniz. Die stelde dat mentale gebeurtenissen niet interageren met gebeurtenissen in de hersenen of vice versa, dus het lijkt dan alsof ze elkaar causaal te beïnvloeden. Leibniz geloofde wel als een monist dat het universum uiteindelijk uit één substantie bestond, de zogenaamde monade (bekend als monadologie). Desondanks verdedigde hij toch een onderscheid tussen het mentale en het fysieke in termen van causaliteit. Hij stelde dat God op voorhand dingen dusdanig had geordend en gecoördineerd; zodat geest en lichaam met elkaar in harmonie zouden zijn, dit idee staat bekend als harmonia praestabilita.
- Het interactionisme is het standpunt dat mentale toestanden, zoals overtuigingen en verlangens, wel causaal zijn verbonden met fysieke toestanden. Deze theorie werd als eerste door René Descartes vertegenwoordigd. Waarin hij stelde dat de geest niet gemeten kon worden in termen van lengte, gewicht, hoogte, en kleur. Daarnaast kan het lichaam wel op dusdanige manier gemeten worden, terwijl die geen denkcapaciteit heeft. Volgens Descartes waren geest en lichaam niet identiek vanwege de radicaal verschillende eigenschappen. Bijvoorbeeld een kind raakt een warme kachel aan (fysieke gebeurtenis), hierdoor wordt pijn veroorzaakt (mentale gebeurtenis) en dat zorgt ervoor dat het kind begint te schreeuwen (fysieke gebeurtenis), waardoor bij de moeder een gevoel van angst en beschermingsdrang optreedt (mentale gebeurtenis) en zo verder. Voor mensen zijn dit soort wisselwerkingen gewoon en alledaags, ondanks het feit dat het zeer moeilijk is om de geldigheid of juistheid vast te stellen van de oorzakelijkheid door logische argumentatie of empirisch bewijs.
- Occasionalisme is een filosofische leer die stelt dat de interactie tussen lichaam en geest niet mogelijk gemaakt kan worden zonder ingreep van God. Bij iedere mentale handeling zorgt God ervoor dat het lichaam op een goede manier handelt in overeenstemming met de mentale handeling. Omgekeerd zorgen de lichaamsveranderingen ervoor dat God gewaarwordingen in de geest van de desbetreffende persoon aanbrengt. Filosofen als Arnold Geulincx en Nicolas Malebranche stelden dat alle lichaam-geest-interacties een tussenkomst van God vereiste. Een dergelijke visie wordt vaak gezien als een god van de gaten argument.

##### Eigenschapsdualisme

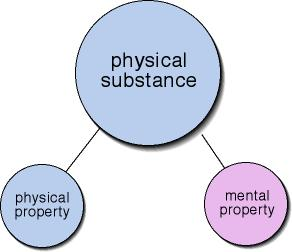
Weergave van eigenschapsdualisme, waarbij twee soorten eigenschappen vanuit één soort substantie voortkomen.

Het eigenschapsdualisme stelt het fysieke voor, als de fundamentele substantie, met zowel fysieke als mentale eigenschappen. Het bewustzijn is daarom ontologisch gezien onherleidbaar tot neurobiologie en natuurkunde. Wanneer materie wordt georganiseerd op de juiste manier, dat wil zeggen; in de manier waarop levende menselijke lichamen zijn georganiseerd, dan kunnen er vervolgens mentale eigenschappen ontstaan.
- Het epifenomenalisme is in wezen fysiek, en stelt dat het subjectieve bewustzijn een eigenschap daarvan is, als een bijverschijnsel van de hersenen. Het zijn de geestelijke verschijnselen, nevenverschijnselen oftewel de epifenomenen van de fysieke verschijnselen in de wereld. De leerstelling is afkomstig van Thomas Huxley. Fysieke gebeurtenissen kunnen fysieke en mentale eigenschappen veroorzaken, maar mentale gebeurtenissen kunnen zelf niks veroorzaken, omdat het bijproducten zijn. Huxley vergeleek de geestelijke processen met de rook vanuit een stoomlocomotief, die eveneens niks kan bijdragen aan de fysieke werking van de stoomlocomotief. In tegenstelling tot het bidirectionele (tweerichtingsverkeer) interactionisme; is het epifenomenalisme het unidirectionele (eenrichtingsverkeer) interactionisme.

##### Predicaatdualisme
Het predicaatdualisme stelt de geestelijke aanduidingen of predicaten tegenover de fysieke aanduidingen. De opvatting houdt in dat geestelijke onderwerpen niet tot het fysieke herleid kunnen worden. In principe staat deze stelling tegenover het predicaatmonisme, oftewel het eliminatief materialisme, die stelt dat er (uiteindelijk) geen geestelijke of mentale toestanden zijn. Die mentale toestanden zouden tot de volkspsychologie moeten behoren, die in de toekomst geëlimineerd worden (volgens de tegenstelling) door de (neuro)wetenschap. Het eliminatief materialisme volhoudt dat de intentionele predicaten, of mentale toestanden zullen verdwijnen, zowel uit de wetenschapstaal als de alledaagse taal, omdat ze refereren aan niet-bestaande entiteiten. Het predicaatdualisme kan worden gezien als een tegenpool van deze stellingaanname.

#### Monisme

De omcirkelde stip werd gebruikt door de pythagoreeërs en later de Grieken, om de monade of het Absolute te vertegenwoordigen; oftewel het eerste metafysische wezen.

Het monisme binnen de filosofie van de geest stelt dat alles één is, oftewel een enkele realiteit of substantie. Verder wordt er onderscheid gemaakt tussen het substantie-monisme en het bestaan-monisme, beide zijn soms ook identiek aan elkaar. Substantiemonisme betreft de inhoud (iets), zoals: oerstof, materie, geest, energie, informatie of snaartjes. En het bestaan-monisme betreft het geheel (alles), zoals: heelal, multiversum, realiteit, natuur of god; zoals in het pantheïsme.
De monistische filosofen van de presocratische school van Milete spraken over een oerstof in termen van een archè. Voorbeelden zijn Thales van Milete met water als substantie, Anaximenes met lucht als substantie en Anaximander met apeiron als substantie; een oneindige onbepaalde massa. In het opvolgende monisme van de antieke filosofieën sprak men over de oerstof in termen van het Absolute. Voorbeelden zijn het stoïcisme met logos als substantie, Plotinus met het 'Ene' als substantie en het pythagorisme met monade als substantie. Monisme in de moderne filosofie (1601–1900) komt bijvoorbeeld van Baruch Spinoza met god of natuur als substantie, of van Gottfried Wilhelm Leibniz met monade als substantie en van Georg Wilhelm Friedrich Hegel met de absolute geest als substantie.
Monisme gaat vooral over de (ontologische) substantie of inhoud ten opzichte van het (metafysische) geheel of bestaan. In de hedendaagse filosofie van de geest bestaat het monisme hoofdzakelijk gezien uit drie categorieën; het idealisme; met het mentale of geest als substantie, het materialisme; met het fysieke of materie als substantie en het neutraal monisme; met geest en materie beide als (of van) één neutrale substantie.
Deze stromingen hebben de overeenkomst dat zij het menselijke lichaam en de geest zien als een enkele geïntegreerde eenheid; oftewel de 'lichaamgeest' (bodymind). In tegenstelling tot het dualisme wordt het idee van lichaamgeest als een samenwerkingsverband toegepast in een aantal disciplines, waaronder: psychoneuro-immunologie, psychosomatiek en diverse lichaamsgerichte psychotherapieën zoals bio-energetica, emotioneel lichaamswerk, rebirthing, postural integration, en primaltherapie. In de Westerse psychotherapie is de benadering van onderlinge beïnvloeding tussen fysieke en mentale gezondheid relatief gezien vrij nieuw (Hiëronymus David Gaubius 1705–1780). In het verre Oosten is de benadering van lichaamgeest (nāmarūpa) in feite al eeuwen een gangbare theorie.

##### Materialisme / fysicalisme
Materialisme, fysisch monisme of ook wel fysicalisme is een monistische veronderstelling die de werkelijkheid (inclusief het bewustzijn) uiteindelijk herleidt tot materie. De geest of het bewustzijn wordt gezien als een fysisch of materialistisch object zoals alle zintuigen, inclusief de belevingen die daaruit voortkomen. Wat voorheen aan de geest of het bewustzijn werd toegeschreven dient men volgens het materialisme aan de hersenen toe te schrijven. Verder worden er diverse varianten van materialisme onderverdeeld, zoals: reductief, niet-reductief en soms causaal-reductief.

###### Reductief fysicalisme
- Het filosofisch behaviorisme stelt dat mentale toestanden beschrijvingen zijn van iemands gedrag, de mentale toestanden bezitten dus geen eigen werkelijkheid. Een respons op een bepaalde stimuli wordt bijvoorbeeld gezien als een bepaalde gedraging waardoor de geest of het bewustzijn zijn status als een zelfstandige entiteit verliest. Het filosofisch behaviorisme domineerde vooral in de eerste helft van de 20e eeuw, dit was vooral een tegenreactie op het dualisme van René Descartes. Aanhangers die met filosofisch behaviorisme geassocieerd worden zijn bijvoorbeeld: Gilbert Ryle, Ludwig Wittgenstein, Alan Turing, Rudolf Carnap, Carl Hempel en Willard Van Orman Quine.[144] Hedendaagse filosofen beschouwen filosofisch behaviorisme als achterhaald, omdat bijvoorbeeld het voelen van pijn niet enkel tot een gedraging kan worden gereduceerd.

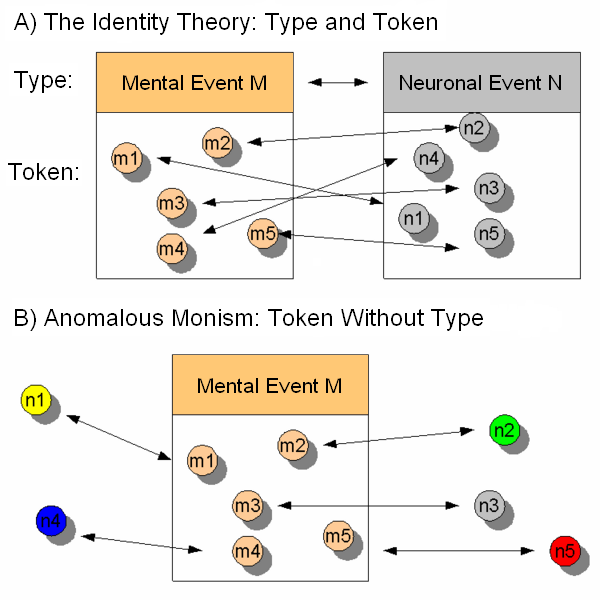
A) Identiteitstheorie of type-identiteitstheorie. B) Inconsistent monisme of token-identiteitstheorie.

- De type-identiteitstheorie stelt dat de mentale verschijnselen gelijk zijn aan fysieke verschijnselen, oftewel dat de geest of het bewustzijn niks anders is dan een fysisch hersenproces, in plaats van een gedraging. De theorie is ontwikkeld door John Smart[145] en Ullin Place[146] als een directe reactie op de tekortkomingen van het filosofisch behaviorisme. Een tegenreactie komt vanuit de meervoudige realiseerbaarheid van Hilary Putnam en Jerry Fodor, die stellen namelijk dat er verschillende fysische eigenschappen mogelijk zijn; om dezelfde soort van mentale eigenschappen te kunnen realiseren.[147]
- Functionalisme stelt dat mentale toestanden als functionele toestanden opgevat kunnen worden. Functionalisme is ontwikkeld door Hilary Putnam en Jerry Fodor als een reactie op het filosofisch behaviorisme en de type-identiteitstheorie. Veronderstellend dat een mentale toestand, zoals: vertrouwen, verlangen of voelen is opgebouwd uit functionele relaties tussen andere mentale toestanden, het is daarmee een kwestie van zintuiglijke input en een gedraging als output. Volgens de tegenargumenten wordt er met een input-output-systeem onvoldoende rekening gehouden met de innerlijke beleving of het bewustzijn zelf.[148] Als specifieke vorm wordt het ook wel het machinetoestand functionalisme genoemd; die bijvoorbeeld berust op het principe van de zogenoemde turingmachine. Er zijn ook overeenkomende versies, zoals het psychofunctionalisme van Jerry Fodor en het homunculair functionalisme van Daniel Dennett. Kritiek op het functionalisme komt bijvoorbeeld in de vorm van gedachte-experimenten zoals de Chinese kamer en de tweeling-aarde.
- Eliminativisme stelt dat alle andere reductionistische opvattingen enigszins gefaald hebben en daarnaast dat de niet-reductionistische opvattingen incoherent zijn. Rond het eliminatief materialisme bestaan diverse verwante opvattingen, vertegenwoordigers zijn bijvoorbeeld: Wilfrid Sellars, Willard Van Orman Quine, Paul Feyerabend, Richard Rorty en Ludwig Wittgenstein. Volgens eliminatief materialisten zijn mentale toestanden fictieve entiteiten die voort komen vanuit de volkspsychologie; wat de neurowetenschap of de cognitiewetenschap (eventueel) gaat aantonen in de toekomst. Ze zijn dus eliminatief ten opzichte van het geestelijke, het mentale of de bewustzijnstoestanden; volgens eliminativisten bestaat er uiteindelijk geen aparte non-fysische eigenschap. Aanhangers zoals Patricia Churchland en Paul Churchland verwijzen dikwijls naar het lot van foutieve populaire theorieën die in de geschiedenis zijn ontstaan, zoals hekserij en de platte aarde.[149] De tegenargumenten komen er voornamelijk op neer dat het eliminativisme de beschouwende functie zelf, of de individuele subjectieve eigenschap zoals qualia, lijkt te negeren of probeert weg te redeneren.[150] Bovendien met de aanname dat de geest of het bewustzijn wordt veroorzaakt door de hersenen, als een gevolg van psychische of fysieke correlatie, wordt er gebruik gemaakt van de drogreden; cum hoc ergo propter hoc. Want een correlatie impliceert niet automatisch een causaliteit, dat de hersenen het bewustzijn produceren is een onbewezen algemene aanname.[151]Net als een termietenheuvel ontstaat het bewustzijn volgens emergentie uit een som der delen.

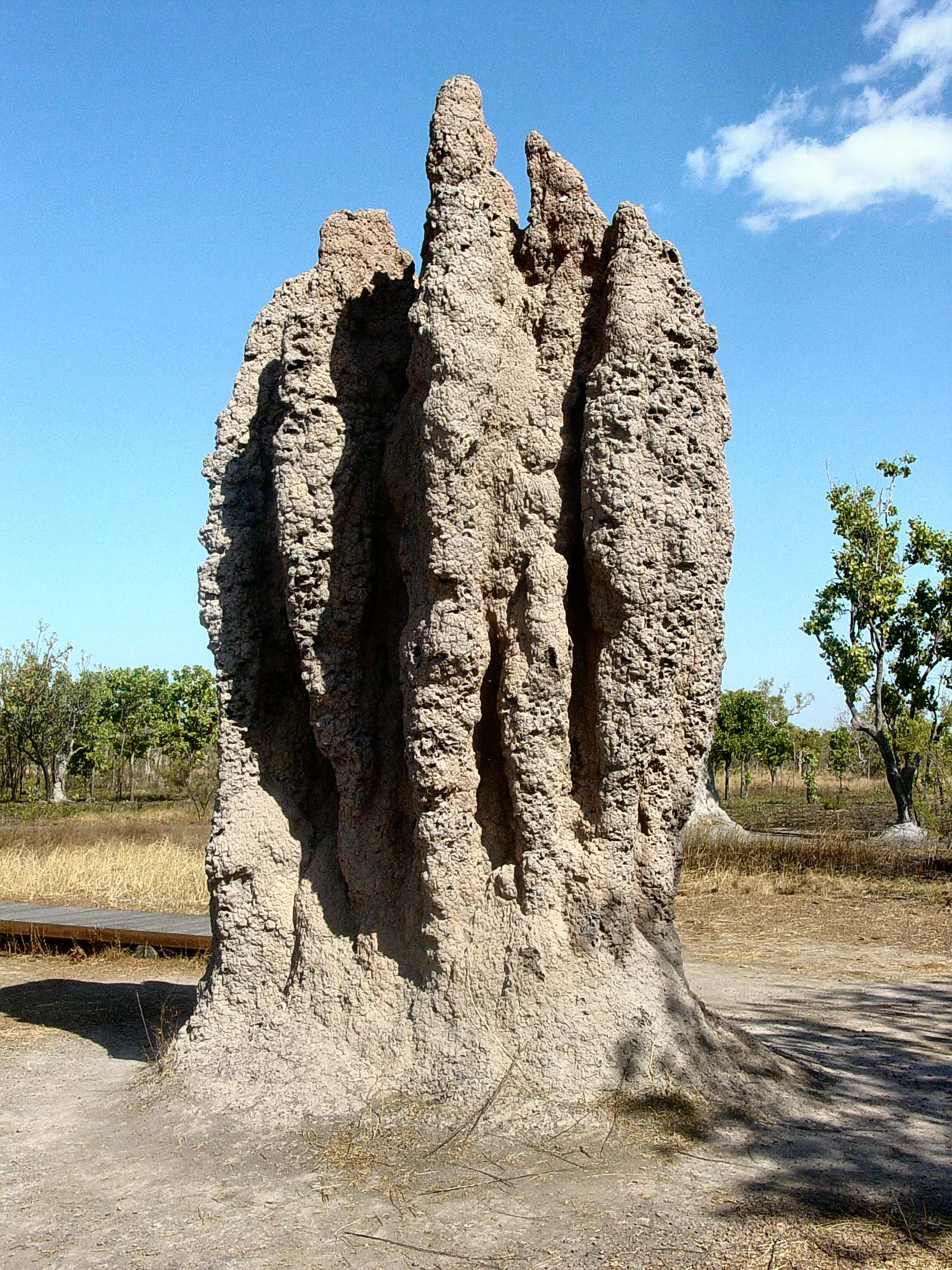
Net als een termietenheuvel ontstaat het bewustzijn volgens emergentie uit een som der delen.

###### Niet-reductief fysicalisme
De niet-reductief fysicalistische filosofen houden zich sterk vast aan twee essentiële overtuigingen met betrekking tot het lichaam-geestprobleem. Namelijk dat het fysicalisme correct is, met de stelling dat mentale toestanden fysische toestanden zijn. Met daarbij dat alle reductionistische stromingen onbevredigend zijn, want mentale toestanden of het bewustzijn kan niet worden gereduceerd tot een gedraging, hersentoestand of functionele toestand. Vanwege die onderscheiding wordt niet-reductief fysicalisme ook wel gezien als een vorm van dualisme. Opvolgend rijst daarmee de vraag of het niet-reductief fysicalisme toch een mogelijkheid zou kunnen zijn, er zijn een aantal varianten beschreven:
- Het emergentisme stelt dat in complexe systemen, zoals een neuraal netwerk, door onderlinge interactie nieuwe, emergente eigenschappen kunnen ontstaan, zoals bewustzijn, die niet aanwezig zijn bij de samenstellende onderdelen (i.e. de neuronen). Het betreft het proces waarbij grotere entiteiten, patronen, regelmatigheden of toestanden ontstaan door interactie van kleinere of eenvoudigere entiteiten; die zelf geen dergelijke eigenschappen kunnen vertonen. Dus het bewustzijn komt dan wel voort vanuit fysische processen, maar kan niet worden gereduceerd tot deze fysische processen, het bewustzijn wordt daarmee als een emergente eigenschap gezien.[152] Op zijn beurt kan het hogere niveau van zelfbewustzijn worden beschouwd als het emergente resultaat van de interactie van diverse onderliggende bewustzijnstoestanden.
- Superveniëntie (letterlijk vertaald: 'er bovenop komend') is een nauwere en specifiekere vorm van (sterke) emergentie. Die stelt dat mentale toestanden 'superveniëren' op (i.e. direct gecorreleerd zijn met) fysische toestanden, maar zijn er niet toe te herleiden. Superveniëntie beschrijft daarbij een onderlinge causale afhankelijkheid als nodige, maar meestal niet voldoende voorwaarde voor het ontstaan van een emergente mentale toestand. De onderliggende basis is van essentieel belang, met als gevolg dat er geen verandering in een mentale toestand kan optreden tenzij er een verandering in de fysische toestand optreedt.[153] De grondbeginselen van emergentisme en superveniëntie zijn terug te vinden in het werk van G.E. Moore en R. M. Hare.[154] In de jaren 70 was Donald Davidson de eerste die de term superveniëntie gebruikte als een niet-reductieve fysicalistische benadering in de filosofie van de geest. Hoewel superveniëntie de voorspellingen van het fysicalisme lijkt te verklaren, zijn er wel problemen die hoofdzakelijk zijn geformuleerd door Frank Cameron Jackson en Jaegwon Kim.[155]
- Inconsistent monisme is een specifieke vorm van identiteitstheorie die ook wel token-identiteitstheorie wordt genoemd. Het is een niet-reductieve vorm van identiteitstheorie afkomstig van Donald Davidson. Die stelt dat de relationele mentale verschijnselen niet door middel van strenge fysische wetten omschreven kunnen worden. Ondanks de problemen van identiteitstheorie (in het algemeen) is er nieuwe interesse afkomstig vanuit het werk van Jaegwon Kim.[156]

###### Causaal-reductief fysicalisme
Causaal-reductief fysicalisme is een specifieke vorm van niet-reductief fysicalisme, die naast de niet-reductieve ontologie, causaal gezien wel reduceerbaar is. Waarbij het bewustzijn dus niet reduceerbaar is tot materie of de hersenfuncties, maar als een causaal verband wel reduceerbaar is tot materie of hersenfuncties. Oorzakelijk gezien komt het bewustzijn dus vanuit de hersenfuncties maar het zijn niet (enkel) hersenfuncties. De opvatting wordt ook als eigenschapsdualisme gezien, maar bij causaal-reductief fysicalisme zijn lichaam en geest niet (causaal) strikt gescheiden, alleen ontologisch. De mentale toestanden hebben een eigen (ontologische) oorzakelijke kracht naast hun fysische aard, zij kunnen dus een zelfstandige werking hebben die los staat van hun fysische oorzakelijkheid, dit wordt dan ook wel het mentalisme genoemd.
- Biologisch naturalisme van John Searle lijkt op eigenschapsdualisme en bestaat uit twee belangrijke stellingen: 1) Alle mentale verschijnselen zoals pijn, kriebels en jeuk – tot aan de meest diepzinnige gedachten worden veroorzaakt door een lager niveau van neurobiologische processen in de hersenen. 2) Mentale verschijnselen zijn een hoger niveau van herseneigenschappen. Searle stelt dat bewustzijn causaal reduceerbaar is tot de hersenprocessen maar niet ontologisch reduceerbaar is tot de herseneigenschappen. Om zodoende ook het traditionele dilemma tussen reductief en niet-reductief fysicalisme te ontkomen.[157] Hij maakt bijvoorbeeld onderscheid tussen fysieke en mentale feiten. Mentale (of 'subjectieve') feiten zijn bijvoorbeeld die van percepties, gevoelens en beoordelingen. Deze mentale feiten worden uiteindelijk veroorzaakt door fysieke feiten, ze zijn daarmee afhankelijk van fysische en biologische functies, deze functies zijn dus in eerste instantie nodig voor het bewustzijn.[158]
- Naturalistisch dualisme is een vergelijkbaar standpunt van David Chalmers. Naturalistisch, omdat hij gelooft dat mentale toestanden veroorzaakt worden door fysieke systemen (zoals hersenen) en dualistisch omdat hij gelooft dat mentale toestanden ontologisch gescheiden zijn van fysieke toestanden, ze zijn niet te reduceren tot fysieke systemen. Het standpunt wordt ook wel traditioneel aangeduid als eigenschapsdualisme, neutraal monisme, dubbel-aspecttheorie of als substantieel monisme in algemene zin, wat volgens Chalmers de enige intelligente positie zou zijn.[159]

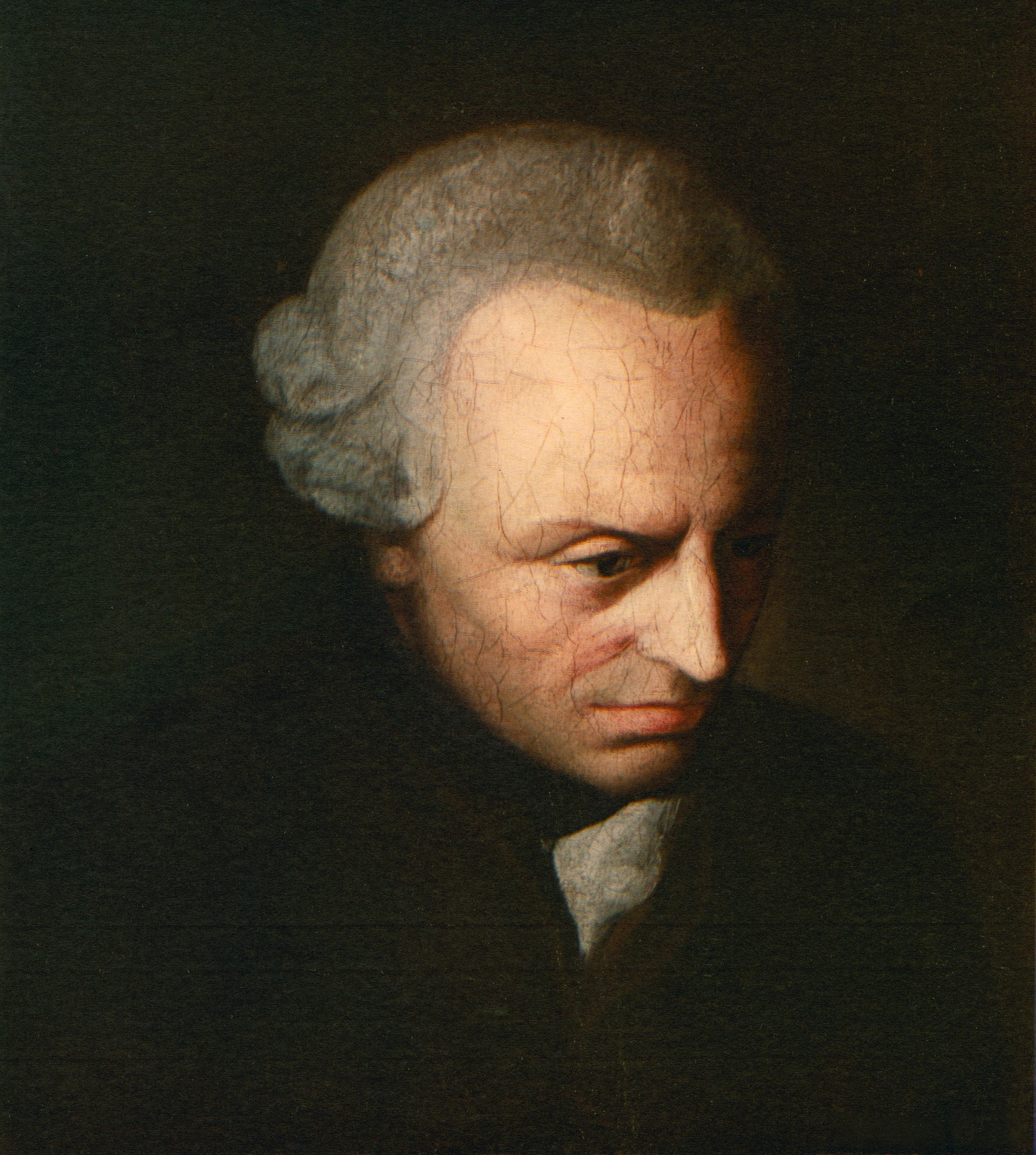
Volgens idealist Immanuel Kant wordt de wereld vormgegeven door de geest die we vervolgens waarnemen.

##### Idealisme
Idealisme, of ook wel het psychisch monisme, is een groep van filosofieën die stellen dat de werkelijkheid, of de werkelijkheid zoals we die kunnen herkennen, in wezen geestelijk is, mentaal is gestructureerd of anderzijds immaterieel is. Grofweg zijn er twee hoofdstromingen van idealisme te onderscheiden: het ontologische idealisme en het epistemologische idealisme. Epistemologisch gezien is het idealisme sceptisch ten opzichte van mogelijke geest-onafhankelijke kennis. In sociologische zin benadrukt het idealisme hoe menselijke denkbeelden, zoals overtuigingen en waarden; de samenlevingen hebben gevormd, zoals het collectief bewustzijn en het idee van een noösfeer; waarmee het bewustzijn van mensen zowel aardatmosfeer als biosfeer kan beïnvloeden. Ontologisch of metafysisch gezien gaat het idealisme nog een stap verder, door te veronderstellen dat alle entiteiten zijn samengesteld uit geest of bewustzijn. Het idealisme verwerpt daarmee het dualisme, materialisme en het neutraal monisme. Het klassieke idealisme komt voort vanuit India en Griekenland, de Hindu idealisten en de Griekse neoplatonisten gaven pantheïstische argumenten voor een aldoordringend bewustzijn; als de ware aard van de werkelijkheid. Er zijn verder diverse varianten van het idealisme beschreven:
- Het transcendentaal idealisme is opgericht door Immanuel Kant in de 18e eeuw, stellend in de; Kritik der reinen Vernunft dat de geest de wereld vormgeeft die we vervolgens waarnemen in de vorm van ruimte en tijd. Kant maakt een onderscheid tussen dingen zoals ze zich voordoen tot de waarnemer (het fenomeen) en de dingen (de noumenon) op zichzelf (het ding an sich).[163] Ook de filosofie van Arthur Schopenhauer is een vorm van transcendentaal idealisme, hij benadrukt in Die Welt als Wille und Vorstellung dat we beperkt zijn tot ons eigen bewustzijn. Hij stelt dat de wereld die tot ons verschijnt slechts een vertegenwoordiging of een mentaal beeld is van externe objecten. Dat we alleen directe voorstellingen kunnen herkennen, want alle objecten buiten de geest worden indirect bekend; vanwege de tussenkomst van onze geest.[164]
- Het subjectief idealisme, of soms het fenomenalisme, stelt dat er alleen maar representaties en zintuiglijke indrukken bestaan in de wereld. Het beschrijft de relatie tussen ervaring en de wereld, waarin externe objecten niet meer dan een verzameling van zintuiglijke gegevens van een waarnemer zijn.[165] Over het algemeen wordt het ook wel geassocieerd met het zogenaamde immaterialisme, die stelt dat materie uiteindelijk niet bestaat. Het is daarmee ook het tegenovergestelde van eliminatief materialisme. Een radicalere vorm is het solipsisme, die stelt dat alleen iemands eigen bewustzijn bestaat; die van anderen zijn slechts onderdelen. De eerste subjectieve idealisten waren bepaalde Indische boeddhistische leden van de Yogacara school. In het Westen wordt de 18e-eeuwse Ierse filosoof George Berkeley gezien als de grondlegger van subjectief idealisme.[166][167]
- Het objectief idealisme stelt dat de externe wereld bestaat uit geest of bewustzijn, die communiceert met onze menselijke geest of het bewustzijn. Het wordt soms ook wel met het pantheïsme in verband gebracht; die ervan uitgaat dat alles (en iedereen) onderdeel is van een goddelijk bewustzijn. Objectief idealisme accepteert het realisme in de zin van gezond verstand, dit wordt ook wel naïef realisme genoemd en betekent; denken dat de werkelijkheid zo is zoals men die ervaart.[168] Het objectief idealisme erkent dat materiële objecten bestaan maar verwerpt het naturalisme met de stelling dat de geest of het bewustzijn is voortgekomen uit materiële objecten. Het verschilt met subjectief idealisme omdat die zowel realisme als naturalisme verwerpt.[169] Voorstanders van objectief idealisme zijn onder meer: Thomas Hill Green, Josiah Royce, Benedetto Croce en Charles Sanders Peirce.[170]

##### Neutraal monisme

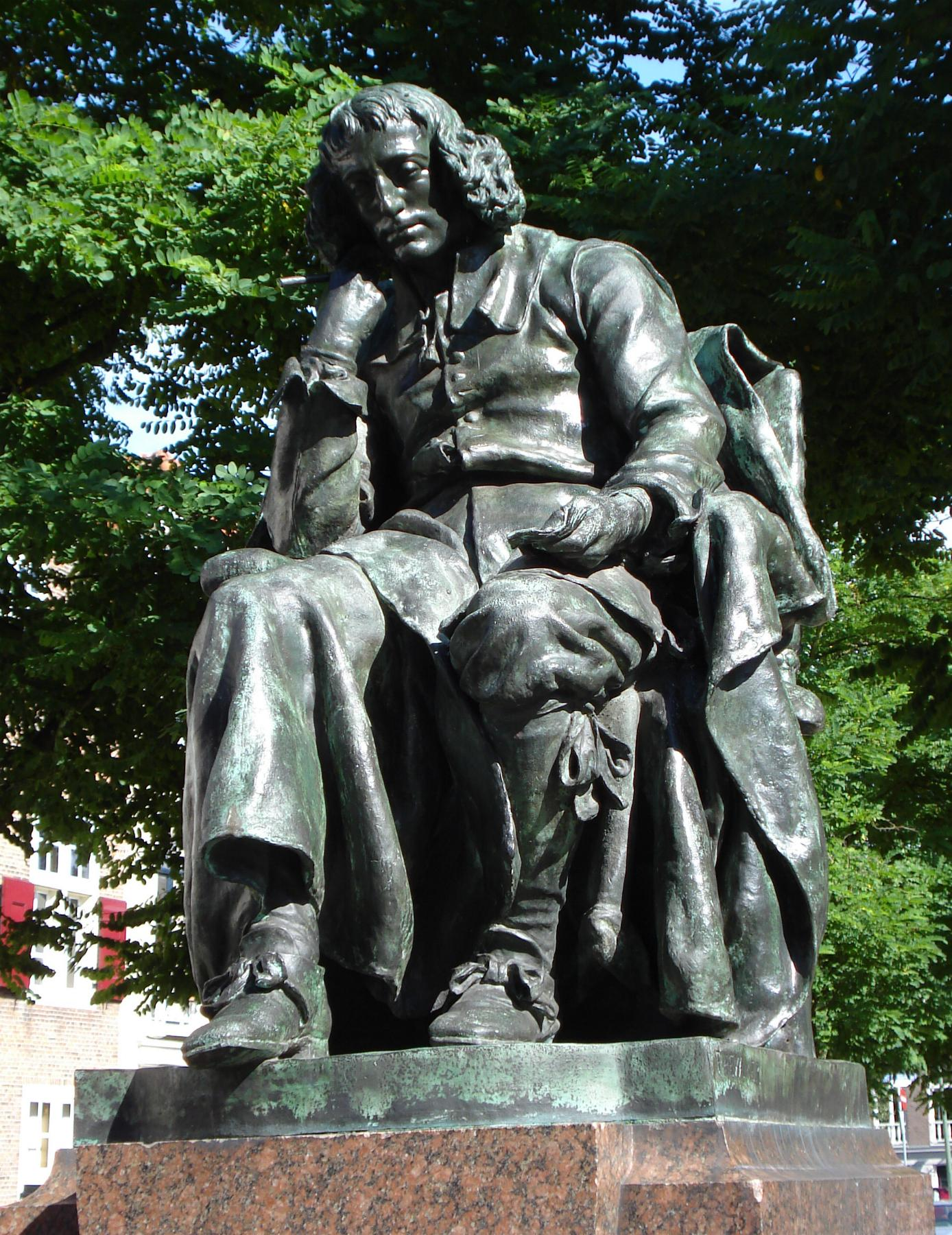
Baruch Spinoza wordt gezien als de grondlegger van neutraal monisme en van de dubbel-aspecttheorie.

Een middenweg tussen materialisme en idealisme is het neutraal monisme. Neutraal monisme is de metafysische opvatting die stelt dat de werkelijkheid uiteindelijk uit één soort substantie bestaat, maar niet dat die intrinsieke aard bewustzijn of materie is. De visie ziet zowel het bewustzijn als materie fundamenteel gezien niet als twee verschillende dingen en neemt daarmee de neutrale positie in tussen beide opvattingen. Daarbij stellen neutraal monisten een fundamentelere substantie voor, waar vervolgens het bewustzijn en materie uit kan bestaan. Zowel lichaam als geest zijn dan uiterlijke manifestaties van een onderliggende (eventuele onbekende) substantie. Een analogie hiervoor is een televisietoestel; die zowel geluid als beeld voortbrengt maar zelf geen van beide is.
Het neutraal monisme werd geïntroduceerd door Baruch Spinoza, maar hij werd pas later samen met filosofen als David Hume en Ernst Mach geclassificeerd als een neutraal monist. Zelfbenoemde neutraal monisten zijn bijvoorbeeld Charlie Dunbar Broad en William James. Of Bertrand Russell, die aangeeft dat iemand die kan zien, dingen weet die een blinde niet kan weten, terwijl die blinde wel alles over natuurkunde kan weten. De filosoof Whately Carington stelt ook dat geest en materie beide bestaan uit dezelfde soort van componenten, bekend als cognita oftewel zintuiglijke indrukken. Volgens sommige filosofen zoals Stephen Stich is het neutraal monisme niet zo populair in de filosofie; omdat het moeilijk is om een aard van neutrale elementen te ontwikkelen of te begrijpen.
De dubbel-aspecttheorie, dual-aspecttheorie of dual-aspectmonisme is een vorm van (substantieel) neutraal monisme, die stelt dat fysiek en mentaal twee aspecten van, of perspectieven op, eenzelfde substantie zijn. Vooral om de theorie duidelijker over te brengen wordt er een derdepersoonskennis (objectiviteit) met een eerstepersoonskennis (subjectiviteit) voorgesteld als een dubbel aspect of perspectief. Waar neutraal monisme neutraal blijft qua fundamentele substantie; stelt de dubbel-aspecttheorie dat het objectieve fysieke en het subjectieve mentale; onderling zowel onafscheidelijk als onherleidbaar zijn van elkaar, hoewel verschillend (als twee zijden van dezelfde munt). Daartegenover staat de afscheidelijkheid van het dualisme en de herleidbaarheid van het reductionisme, die beide volgens het zogenaamde reflexieve monisme van Max Velmans onvoldoende aandacht besteden aan de fenomenologie van het bewustzijn.
Er zijn verder diverse dubbel-aspecttheoretici en filosofen die een monistische tweedeling van lichaam en geest beschrijven, zoals David Chalmers, Carl Gustav Jung en Wolfgang Pauli. Ook Thomas Nagel, stellende dat ervaringen in wezen subjectief zijn en alleen toegankelijk zijn voor het individu dat ze ondergaat, terwijl fysieke toestanden in wezen objectief zijn en toegankelijk zijn voor meerdere personen. Hij stelt dat het subjectieve aspect wel degelijk bestaat en verwerpt het idee dat een subjectieve toestand uiteindelijk een objectieve toestand is. Volgens hem kunnen reductionisten niet weten waar het reductionisme van bewustzijn eigenlijk op neerkomt. De Nederlandse filosoof Baruch Spinoza (1632–1677) wordt ook gezien als de grondlegger van de dubbel-aspecttheorie. Volgens hem komt het mentale (de geest) en het fysieke (het lichaam) vanuit een substantie die hij 'god of natuur' noemt. Het monistische dubbele aspect wordt in zijn filosofisch hoofdwerk de Ethica op de volgende wijze omschreven:

...dat de voorstelling van het Lichaam en het Lichaam zelf, d.w.z. (vlg. St. XIII v.d. D.) de Geest en het Lichaam, één en hetzelfde enkelding zijn, dat nu eens wordt beschouwd als openbaring van het attribuut des Denkens, dan weer als openbaring van dat der Uitgebreidheid.
St. XIII v.d. D.: Het voorwerp der voorstelling welke den menschelijken Geest uitmaakt is het Lichaam, ofwel een zekere werkelijk bestaande vorm der Uitgebreidheid, en niets anders.
— Baruch Spinoza, Ethica – hoofdstuk 2 – Over de aard en de oorsprong van de geest

#### Uitzonderingen
Er zijn ook uitzonderingen die geen (directe) verklaring bieden om op die manier het causale verband tussen lichaam en geest (of hersenen en bewustzijn) op te lossen. Het zijn alternatieve of opzichzelfstaande stromingen die zich onderscheiden van de conventionele stromingen, maar ze vertegenwoordigen ieder wel een gerenommeerde visie over het bewustzijn.

##### Panpsychisme

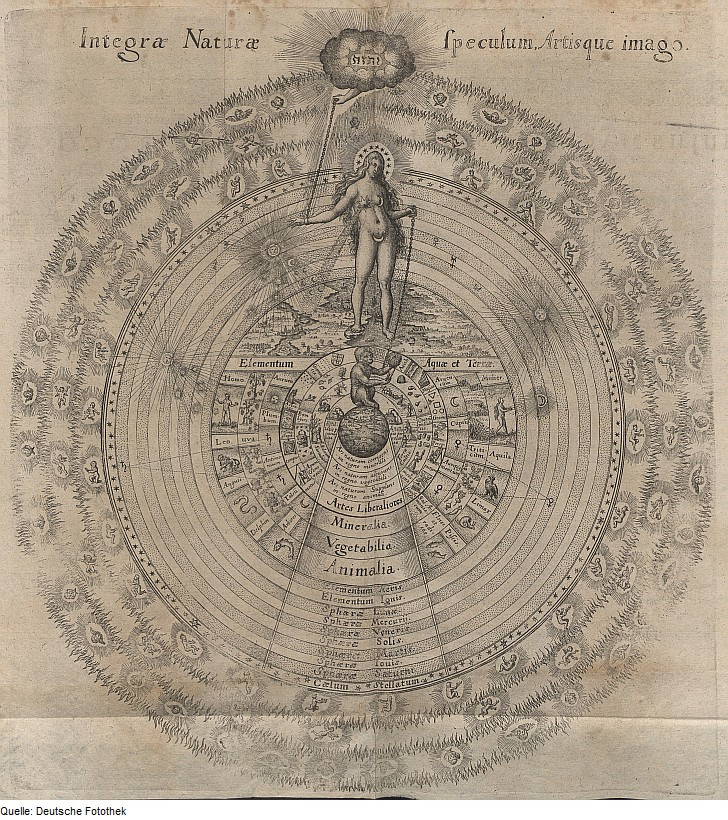
Illustratie van de kosmische orde door Robert Fludd, de wereldziel is afgebeeld als een vrouw.

Het panpsychisme is de filosofische leer (of al-bezielingsleer) die stelt dat de geest, de ziel, het bewustzijn of de psyche een universele of primordiale eigenschap is van alles wat bestaat. Panpsychisme gaat ervan uit dat alle materie bezield is, een soort van bewustzijn heeft of een psychische aard heeft; wat ook wel de wereldziel wordt genoemd. Het panpsychisme is een van de oudste filosofische theorieën, die wordt toegeschreven aan filosofen zoals: Thales, Plato, Spinoza en Leibniz. Bijvoorbeeld volgens Aristoteles stelde de eerste Griekse filosoof Thales van Milete (ca. 624–545 v. Chr.) dat; 'alles vol goden zit,' volgens hem wordt dit aangetoond door de werking van magneten. Het panpsychisme wordt ook teruggevonden in de antieke filosofieën zoals het stoïcisme, vedanta en mahayana. In de 19e eeuw was het panpsychisme een standaard theorie in de filosofie van de geest, maar de interesse daalde omstreeks het midden van de 20e eeuw vanwege de opkomst van het logisch positivisme; dat alleen aanvaardt wat daadwerkelijk zintuiglijk waargenomen en vastgesteld kan worden. Door onder andere de bekendheid en het aangeven van het moeilijke probleem van bewustzijn is het panpsychisme weer in opkomst gekomen.
Panpsychisme wordt aan diverse andere metafysische posities gerelateerd. Panpsychisme is het eens met het idealisme dat alles in zekere zin mentaal is, maar stelt dat het mentale een eigen werkelijkheid heeft. Panpsychisten en dualisten zijn het erover eens dat mentale eigenschappen niet gereduceerd kunnen worden tot fysische eigenschappen, maar die zijn daarentegen volgens panpsychisme wel verweven in de realiteit. Het panpsychisme is het ook eens met het neutraal monisme; dat mentaal en fysiek fundamenteel gezien niet te scheiden zijn, echter waar neutraal monisme neutraal blijft stelt panpsychisme dat het fysieke het 'verzwakte' mentale is. Panpsychisme is ook verenigbaar met niet-reductief fysicalisme; in zoverre dat mentale eigenschappen worden toegeschreven aan fysische eigenschappen, maar dan wel opzichzelfstaand. Monopsychisme is ook vergelijkbaar, die stelt dat alle mensen dezelfde eeuwige ziel, geest, bewustzijn of intellect met elkaar delen; in plaats van aparte entiteiten. Deze doctrine komt voor in boeddhisme, hindoeïsme, sabianisme, kabbala, averroïsme en rastafari.
Het panexperiëntialisme is een vorm van panpsychisme, die soms wordt aangeduid als de stroming die stelt dat een bewuste ervaring of het bewustzijn een fundamenteel bestanddeel van het universum is. Het wordt geassocieerd met de filosofieën van onder anderen Charles Hartshorne en Alfred North Whitehead, al is de term panexperiëntialisme bedacht door David Ray Griffin om de procesfilosofische opvatting te onderscheiden van het panpsychisme. De procesfilosofie van Whitehead, of ook wel de filosofie van het organisme, stelt dat de fundamentele elementen van het universum zogenaamde 'ervaringsgebeurtenissen' zijn, die nog kleiner zijn dan subatomaire deeltjes. David Chalmers impliceert dat het bewustzijn net als ruimte, tijd en massa tot de fundamentele grootheden behoort. Zodat onbekende fenomenen die nog niet verklaard zijn (met behulp van de fysische methoden) duidelijker kunnen worden omschreven.

##### Nieuw mysterianisme
| |  |  |
| Volgens Colin McGinn kunnen we de fysische processen wel weergeven, zoals met een PET-scan de hersenactiviteit (links) of met tractografie een connectoom (rechts), maar een persoonlijke ervaring kunnen we niet toegankelijk maken met een scanner. |  |  |

Het nieuw mysterianisme is de filosofische stroming die stelt dat het lichaam-geestprobleem of het opvolgende moeilijke probleem van bewustzijn niet kan worden opgelost door de mens. Het onoplosbare probleem onderstreept de onverklaarbaarheid van qualia, oftewel de subjectieve bewuste ervaringen van een individu. Het nieuw mysterianisme wordt ook wel gezien als een onverklaarde vorm van niet-reductief fysicalisme. Het zogenaamde emergente materialisme stelt ook dat mensen niet slim genoeg zijn om de wisselwerking tussen geest en materie te verklaren. Daarnaast wordt weleens gesteld dat de geest of het bewustzijn een gevolg van materie is, in de vorm van emergentie, zonder oorzakelijke verklaring. Colin McGinn is de grootste voorstander van het nieuw mysterianisme en stelt vrijwel compromisloos dat het bewustzijn een mysterie blijft; die nooit door de menselijke intelligentie ontrafelt zal worden. Andere 'mysterianisten' denken dat het begrijpen van het bewustzijn buiten ons huidige menselijke verstand ligt, maar geloven daarentegen wel dat het bewustzijn begrijpelijker zal worden door toekomstige ontwikkelingen in de wetenschap en de technologie.
Volgens Colin McGinn zijn er meer eeuwigdurende filosofische problemen die niet door mensen opgelost kunnen worden. Dit wordt ook wel cognitieve sluiting (cognitive closure) genoemd. Voorbeelden van dergelijke problemen naast het lichaam-geestprobleem zijn die van persoonsidentiteit en vrije wil. Emil du Bois-Reymond (1818–1896) schetste zeven wereldraadsels waarvan hij drie zowel wetenschappelijk als filosofisch onoplosbaar verklaarde (ignoramus et ignorabimus); omdat ze transcendentaal zouden zijn. Het gaat om de oorsprong van materie en kracht, de oorsprong van beweging en de oorsprong van (eenvoudige) sensaties. Noam Chomsky maakt bijvoorbeeld onderscheid tussen schijnbaar oplosbare problemen en schijnbaar onoplosbare problemen. Hij merkt daarbij op dat de cognitieve vermogens van alle organismen beperkt zijn door hun biologie. Hij noemt als voorbeeld dat een muis nooit zal spreken zoals een mens, op diezelfde manier kunnen wij bepaalde problemen niet oplossen. Steven Pinker is ook een aanhanger van het nieuw mysterianisme, hoewel hij zijn positie wel zou opgeven wanneer er een Darwin of Einstein van het bewustzijn komt met een verbluffend nieuwe vinding, zodat het opeens allemaal duidelijk wordt.

##### Fenomenologie

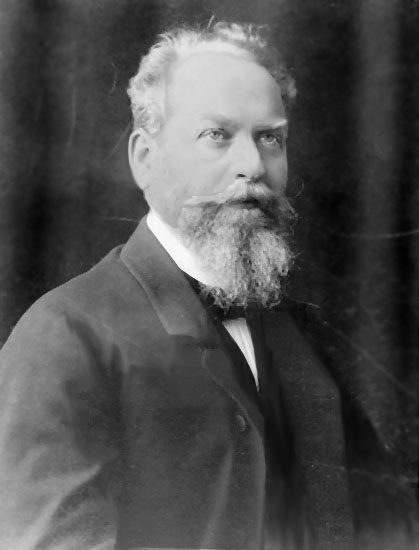
Edmund Husserl is de grondlegger van de fenomenologie.

De fenomenologie is de filosofische stroming opgericht door Edmund Husserl, die in tegenstelling tot de andere stromingen geen verklaring geeft over het causale verband tussen lichaam en geest, of hersenen en bewustzijn. Volgens Maurice Merleau-Ponty bezitten wij geen lichaam, maar zijn wij ons (doorleefde) lichaam; die waarneming mogelijk maakt. Fenomenologie verwerpt daarom het rationalisme (kennis komt door rede) en het empirisme (kennis komt door ervaring); omdat die lichaam en geest apart denken. Daarmee is de fenomenologie een onderzoekersmethode die de eigenschappen van het bewustzijn opzichzelfstaand bestudeert. Er wordt geprobeerd om de bepalende voorwaarden voor het bewustzijn objectief op te stellen, die vaak beschouwd worden als subjectief. Het gaat om de inhoud van (bewuste) ervaringen zoals beoordeling, percepties, en emoties. Hoewel de fenomenologie er wel naar streeft om wetenschappelijk te zijn, probeert men het bewustzijn niet te bestuderen zoals de klinische psychologie en de neurologie dat doen. In plaats daarvan maken zij gebruik van een systematische reflectie, oftewel van introspectie, om zodoende de essentiële eigenschappen en ervaringsstructuren te bepalen. De methode om rapportages te maken van individuele ervaringen is in de vroege 20e eeuw wel in opspraak gekomen, wegens twijfels over de betrouwbaarheid. Later is dit tot op zekere hoogte hersteld, vooral door een combinatie van technieken; waarmee hersenactiviteit wordt onderzocht.
Er zijn diverse veronderstellingen die meehelpen om het fundament van de fenomenologie te verklaren:
1. Het concept van een objectief onderzoek wordt verworpen door middel van een proces genaamd; 'fenomenologische epochè'. Waarbij alle oordelen over het bestaan van de buitenwereld worden opgeschort (worden tussen haakjes gezet), zodat fenomenen verklaart kunnen worden aan de hand van hun eigen inherente betekenissysteem.
2. De opvatting, dat iemand door het analyseren van dagelijks menselijk gedrag, meer begrip of beter inzicht kan krijgen over de natuur.
3. Dat mensen onderzocht moeten worden, want personen kunnen begrepen worden door hun unieke manier van weerspiegeling op de maatschappij.
4. Een voorkeur geven aan het verzamelen van bewuste ervaringen in plaats van de traditionele gegevens.
5. Ontdekkend oriënteren door onderzoeken te verzamelen met behulp van methoden die veel minder beperkend zijn in vergelijking met alle andere wetenschappen.[194]

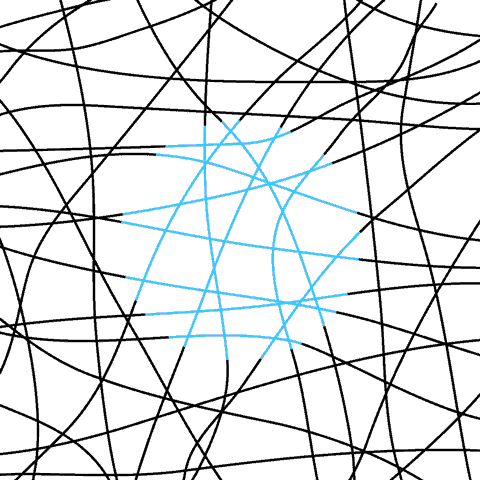
Het effect van neon kleur verspreiding, de blauwachtige tint binnen de cirkel is een illusie.

De driehoek van Gaetano Kanizsa wordt gecreëerd door illusoire contouren.

Intentionaliteit is een centraal begrip binnen de fenomenologie en verwijst naar het feit dat het bewustzijn altijd bewust is van iets. Bijvoorbeeld denken is altijd iets denken, een ervaring heeft ook altijd inhoud want die is ook gericht op iets. Husserl maakte verder een tweedeling van een intentionele handeling; de echte inhoud (noesis) en de ideële inhoud (noema). De noesis is het gedeelte die een specifiek karakter of betekenis geeft aan de intentionele handeling, zoals beoordelen of aanschouwen, haten of liefhebben, accepteren of weigeren, enzovoort. Het is de echte inhoud omdat het werkelijk onderdeel uitmaakt van het bewustzijn, oftewel het is de handeling van de desbetreffende. De noesis hang ook altijd samen met het noema. Het noema is de (ideële) inhoud van een intentionele handeling, een bepaalde betekenis die ook buiten het bewustzijn van de desbetreffende kan bestaan. Verder is de precieze betekenis een controverse gebleven.
Waarneming heeft verder in de fenomenologie een eigen interpretatie van intentionaliteit, die stelt dat de enige bezitting van een mens; de ervaring van de objecten is waarop hij zich richt. Een zogenaamde immanente objectiviteit, de verschijning van het object heeft hij tot zijn beschikking, nooit het object zelf. Verder wordt er onderscheid gemaakt tussen waarnemingen van bewustzijnstoestanden, oftewel een interne of 'immanente waarneming'; zoals het waarnemen van woede in zichzelf. Daarnaast zijn er waarnemingen van externe objecten, oftewel een externe of 'transcendente waarneming'. Immanente waarnemingen zijn volgens Husserl onbetwijfelbaar; het is onmogelijk om woede te voelen zonder dat het bestaat. Daartegenover staat de 'transcendente waarneming' van bijvoorbeeld een stoel, deze waarnemingen zijn betwijfelbaar; het is mogelijk dat de stoel niet echt bestaat en slechts een illusie is. Een overeenkomst met de transcendente objecten is het klassieke probleem binnen het filosofisch scepticisme; het lijkt vrijwel onmogelijk om er zeker van te kunnen zijn dat transcendente objecten echt bestaan. Bijvoorbeeld de 'transcendente' waarneming van een huis is op zichzelf incompleet, oftewel een 'afschaduwing'; omdat we niet het complete huis kunnen zien. Een waarneming staat dan nooit op zich, maar is altijd geplaatst binnen een 'horizon' van vroegere en toekomstige afschaduwingen.
Fenomenologen als Husserl proberen een nauwere verbinding te leggen tussen filosofie en wetenschap, als een filosofie die 'andere' wetenschappen een fundament aanreikt. Waar empirische wetenschappen kennis over feiten wint, stoelt de fenomenologie op de constanten van alle ervaringsmogelijkheden. Daarmee is de fenomenologie volgens Husserl, in tegenstelling tot feitenwetenschappen, een volledig eidetische of 'wezenswetenschap'. Interdisciplinaire disciplines zijn bijvoorbeeld de psycho-fenomenologie; de studie van subjectieve ervaring, en de neuro-fenomenologie; een pragmatische toepassing van hersenen (praktijk) en bewustzijn (theorie).

#### Oosterse filosofie
De Oosterse filosofie is niet alleen geografisch gezien gescheiden van de Westerse filosofie maar kent ook andere uitgangspunten. Het grootste verschil is dat er in principe geen onderscheiding tussen religie en filosofie (soms ook psychologie) wordt gemaakt.

Het AUM of Om symbool verwijst naar Atman en Brahman. Als geheel staat het ook wel voor de beleving van het oneindige; het kosmisch bewustzijn.

##### Hindoeïsme

###### Non-dualisme
Het brahmanisme ontwikkelde zich in de Upanishads van een offerreligie naar een meer filosofische op het innerlijk gerichte religie. De aard van de wereld komt daarbij naar voren in de begrippen Brahman en Atman. Het begrip Brahman had zich ontwikkeld tot het onpersoonlijke Absolute waaruit alles ontstaat, niet gebonden aan tijd (kala), ruimte (desa) en causaliteit (nimitta), dit in tegenstelling tot de deva's, de goden. Atman had zich ondertussen ontwikkeld tot de diepste zelf. Waar deze ontwikkeling al eerder was begonnen, werd in de Upanishads de conclusie getrokken dat beiden een waren. Elke persoon heeft wel een eigen vorm, maar heeft dezelfde essentie. De echte overkoepelende werkelijkheid is Brahman die zich in personen als Atman manifesteert.

Een belangrijke revolutie in religieus denken die voortkomt uit de Upanishads is dat wat er na de dood gebeurt. Vanaf deze tijd zijn samsara, karma en moksa centrale begrippen in de Indische filosofie en religie. Samsara is daarbij de eeuwigdurende cyclus van dood en wedergeboorte. Aangezien er sprake is van zielsverhuizing bij de wedergeboorte, is men afhankelijk van karma – hoe men zich gedragen heeft in het eerdere leven. Het loont dus om een goed leven te leiden, want dan wordt men opnieuw geboren als goede. Dit betekende echter niet dat men hiermee echt geholpen was, aangezien de Upanishads het leven vooral als lijdensweg zien. De moksa of verlossing uit de eeuwigdurende cyclus geldt daarom als belangrijkste doel van goed leven. Daarbij verdwijnt de individuele ziel in de universele ziel zoals een rivier verdwijnt zodra deze in zee uitmondt.
In een verklaring van het begrip Om onderscheidt de Mandukya-Upanishad vier vormen van de zelf, atman. De eerste is vaisvanara, de wakende toestand waarbij dat wat buiten is wordt waargenomen. De tweede is taijasa, de dromende toestand waarbij dat wat binnen is wordt waargenomen. De derde is prajna, de diepe slaap zonder dromen en verlangens. Het vierde deel (turiya) is dat waarin zowel het buiten als het binnen niet worden waargenomen, waarbij er geen sprake is van waarneming of niet-waarneming. Dit buiten het bereik van de gewone handelingen liggende is ongrijpbaar en is de essentie van atman.

Binnen de vedantaschool ontwikkelde dit zich in de stroming advaita met als belangrijkste filosoof Shankara. A-dvaita (niet-tweeheid) wijst daarbij op non-dualisme, het een-zijn van Brahman en Atman. In Brahman ligt daarbij het overkoepelende bewustzijn, cit, dat zich onderscheidt van maar tegelijkertijd voortzet in citta, het fenomenologisch bewustzijn.

###### Dualisme
Binnen de verschillende astika's of orthodoxe hindoeïstische scholen was echter ook ruimte voor substantiedualisme. Zo onderscheidt de samkhyaschool van Kapila het stoffelijke actieve prakrti en het geestelijke passieve purusa, het bewustzijn. Waar bij de Upanishads en de advaitaschool de werkelijkheid een illusie is, de maya, werd deze bij samkhya werkelijkheid, de prakrti. Atman werd purusa en gold niet meer als overkoepelend zelf, maar als een verzameling individuen. Daarmee verdween ook de noodzaak tot een godsbegrip.

In de prakrti werken drie krachten of guna's, de lichte goede sattva, de passievolle dynamische noch goede noch slechte rajas en de negatieve apathische tamas. De prakrti omvat niet alleen de stoffelijke wereld, maar ook het denken, voelen en handelen, wat in het Westen meestal tot het geestelijke domein wordt gerekend. Het geheel wordt onderverdeeld in 25 tattva's, waaronder de prakrti zelf, het intellect (buddhi), het ik-bewustzijn (ahamkara), de zintuiglijke vermogens, de rede (vac), de zintuigen en de vijf elementen (mahabhuta) en daar tegenover de purusa.

De drie guna's zijn daarbij verantwoordelijk voor de dynamiek van de cyclus van ontstaan en ondergang. Daarbij is de eenheid van prakrti en purusa slechts een schijnbare eenheid, zoals een kleurloos kristal rood kleurt als er een rode bloem achter gehouden wordt. De weg naar moksa ligt in het inzicht dat de purusa geen deel uitmaakt van de wereld met zijn lijden en dat de prakrti zonder het bewustzijn van de purusa geen lijden voelt.
De yogaschool baseerde zich sterk op samkhya, maar kent wel een godsbegrip. Deze is evenwel geen scheppende god, aangezien de schepping verklaard wordt door de wisselwerking tussen purusa en prakrti.
Bij de nyayaschool is zowel een pluralisme als dualisme te zien. Zo wordt er onderscheid gemaakt tussen zes of zeven padhartha's of categorieën. Dit zijn dravya (substantie), guna (kwaliteit), karma (activiteit), samanya (algemeenheid), vishesha (bijzonderheid), samavaya (verbondenheid) en de later toegevoegde abhava (niet-bestaan).

Daarbij zijn er weer negen dravya's, waaronder de vijf fysieke elementen (pancha mahabhuta) en daarnaast kala (tijd), dik (ruimte), atman (zelf) en manas (geest). Het dualisme is hier te vinden bij het onderscheid tussen de eerste fysieke groep en de tweede, die niet tastbaar is.

Het aantal guna's varieert van zeventien tot vierentwintig en ook hier is een onderscheid, ditmaal tussen het wel en niet direct waarneembare. Naast het substantiedualisme is er hier dus ook een eigenschapsdualisme.

Het zelf is daarbij de grond voor het bewustzijn, maar is slecht een bijkomstigheid (agantuka) en komt alleen in bepaalde omstandigheden voor.
Het idealisme komt voor in advaita vedanta. Lichaam, geest en de wereld worden gezien als dezelfde onveranderlijke eeuwige bewuste entiteit genaamd Brahman. Advaita betekent non-dualisme en stelt dat alles uit een puur absoluut bewustzijn (chaitanya) bestaat. Daarbij dat de wereld schijnbaar is opgemaakt uit een verandering van entiteiten, want dat is een illusie, oftewel maya. Het enige wat bestaat is Brahman en dit wordt beschreven als Satchitananda (wezen, bewustzijn en gelukzaligheid). Vishishtadvaita is een andere vorm van Vedanta en komt van de filosoof Ramanuja. Hij bekritiseerde Advaita Vedanta door te stellen dat het bewustzijn altijd intentioneel en een eigenschap van iets is. Ramanuja's Brahman wordt gedefinieerd als een verscheidenheid van kwaliteiten en eigenschappen in één (monistische) entiteit. Deze doctrine heet samanadhikaranya (diverse dingen in een gemeenschappelijk substraat).

##### Charvaka
Het materialisme komt ook voor in de Indische filosofie, wellicht als eerste in de filosofische geschiedenis (±600 v.Chr.), in de charvakaschool. Deze nastikaschool verwierp alles behalve materie, volgens hen was materie samengesteld uit vier elementen, met god en ziel inbegrepen. Het bewustzijn was voor hen niks anders dan een constructie opgebouwd uit atomen. Een gedeelte van de school geloofde in een materiële ziel, die bestond uit lucht of adem. Aangezien dat ook vormen van materie waren verklaarde zij wel dat een ziel niet zou overleven na de dood.

##### Boeddhisme

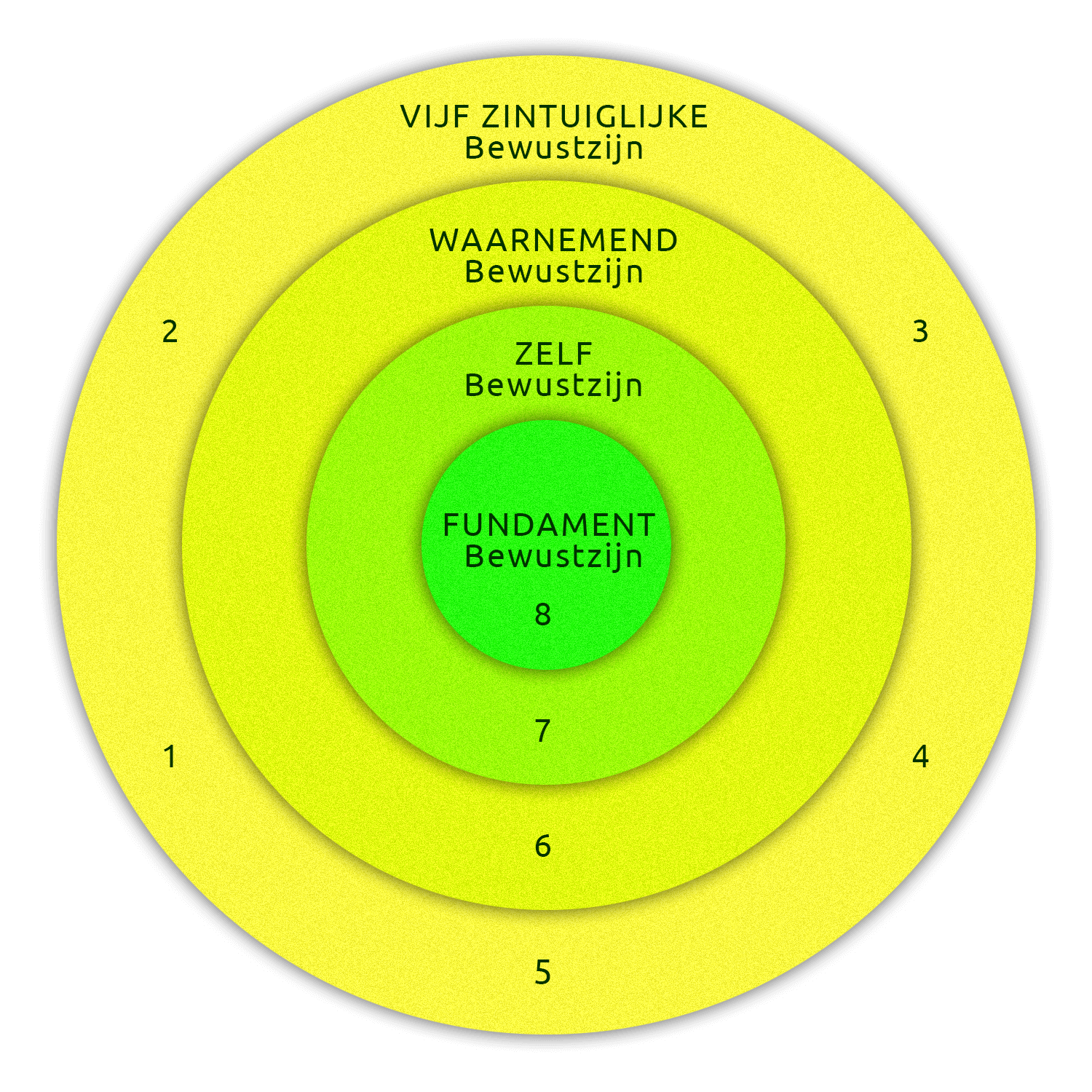
De acht bewustzijnen
1. Oog-bewustzijn (kijken)
2. Oor-bewustzijn (horen)
3. Neus-bewustzijn (ruiken)
4. Tong-bewustzijn (proeven)
5. Lichaam-bewustzijn (voelen)
6. Geest-bewustzijn (cognitie)
7. Verontreinigt-bewustzijn (geest)
8. Pakhuis-bewustzijn (reflexiviteit)

Boeddha (ca. 480–400 v.Chr.) was de stichter van het boeddhisme en ontkende het 'zelf' of atman. Volgens Boeddha was de wereld opgebouwd uit een oneindig basiselementen, de levenloze dharma's. Deze dharma's ontstaan en vergaan continu en daarmee ook alle voorwerpen, dieren en ook mensen. Daarmee verandert ook de 'ik' continu en is er geen zelf, maar een niet-zelf of anatman of anatta. Er kan ook niet gesproken worden over verleden-heden-toekomst, er is sprake van een opeenvolging van hedens. Dat het lijkt of er wel sprake is van een zelf, komt omdat er een verband is tussen deze dharma's, het afhankelijk ontstaan (pratitya-samutpada) – een vorm van causaliteit. Dit betekent dat alle dingen, waaronder mentale gebeurtenissen, (wederzijds) afhankelijk ontstaan vanuit andere oorzaken en condities. Voor de mens komt dit terug in het levensrad met zijn twaalf nidana's – oorzaken of schakels – dat de samsara of de cyclus van dood en wedergeboorte uitbeeldt. De eerste twee, avidya (onwetenheid) en sankhara (wil tot leven) zijn overgebleven uit het vorige leven en zijn de oorzaak dat de cyclus zich doorzet en daarmee van het lijden. De derde, en eerste uit dit leven, is vijnana, het bewustzijn. Daarna volgt onder meer ook nama-rupa, naam en vorm, en sadayatana, de zes zintuigen waarbij het verstand of geest (manas) als innerlijk zintuig gezien wordt.
Sariputta beschreef de geest en het lichaam als onafscheidelijk van elkaar; zoals twee rietbundels die al staande tegen elkaar aanleunen. De componenten die het fysieke en mentale bestaan opbouwen staan bekend als de vijf khandhas. Dit zijn: materie, lichaam of fysieke vorm (rupa), sensaties of zintuiglijke ervaring (vedana), perceptie of voorstelling (saññā), mentale samenstelling (saṅkhāra) en bewustzijn of onderscheidingsvermogen (vijñāna).
De meeste boeddhistische scholen definiëren voor elk van de zes zintuigen een bewustzijn. Dit zijn: oog-, oor-, neus-, tong-, lichaams-bewustzijn en geest-bewustzijn. In boeddhistische zin noemt men het geest-bewustzijn ook wel de apengeest; vanwege de onrustigheid en het constante gekwebbel.

De Yogacaraschool voegt daar twee soorten aan toe: het verontreinigt-bewustzijn (manas-vijñāna); de faculteit van de geest (zelfbewustzijn), en het pakhuis-bewustzijn (ālaya-vijñāna) of het allesomvattende fundament-bewustzijn, zij vormen samen de acht bewustzijnen. De andere zeven bewustzijnen ontstaan en evolueren of transformeren vanuit het pakhuis-bewustzijn. Het pakhuis-bewustzijn ontvangt ook indrukken en bewaart deze als potentiële energie, bija of zaden, als opslagplaats voor toekomstige manifestaties en activiteiten, het onderbewuste is een gerelateerde eigenschap. Aangezien dit als een container voor ervaringsgerichte indrukken fungeert wordt het ook wel het zaad- of containerbewustzijn genoemd. Het pakhuis-bewustzijn verklaart volgens de Yogacaraschool ook een continuïteit van de geest, aangaande de opeenstapeling van karma en wedergeboorte. Daarnaast zijn de andere bewustzijnen afwezig in de processen van dood en wedergeboorte. Het pakhuis-bewustzijn functioneert ook als een causale potentie voor dharma; waaruit de fenomenen of bestanddelen van een menselijke ervaring kunnen ontstaan. Volgens Alan Wallace: 
Geen van de lichaamsdelen – in de hersenen of elders – vormen de mentale toestanden of processen. Dergelijke subjectieve ervaringen ontstaan niet vanuit het lichaam, maar ontstaan ook niet vanuit het niets. Veeleer, alle objectieve mentale verschijnselen ontstaan vanuit het (lichaams-) substraat, alle subjectieve mentale toestanden en processen ontstaan vanuit het bewustzijnssubstraat.
 Sommige scholen omschrijven nog een negende bewustzijnssoort, genaamd het zuiverbewustzijn (amala-vijñāna) of het eenheidsbewustzijn (param-alaya). Deze gaat voorbij alle dualismen en staat gelijk aan nirwana of sunyata.
- Abhidharma

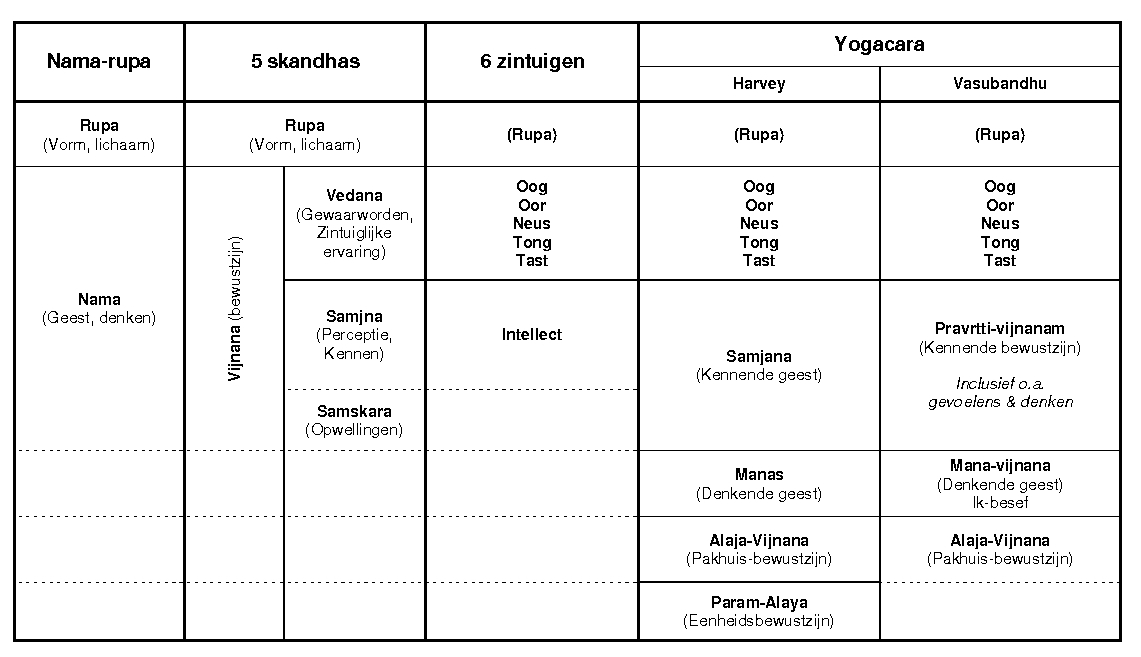
Overzicht van vier boeddhistische beschrijvingen van de geest/bewustzijn, die later in de Abhidhamma nader zijn omschreven.

Abhidhamma (± 300 v.Chr.) is een boeddhistische literatuur die uit zeven delen bestaat. In het eerste deel wordt een geestanalyse gedaan waarin het gewone denken gedefinieerd wordt als prapañca, oftewel 'conceptuele proliferatie'. Volgens deze theorie wordt perceptuele ervaring gebonden aan meerdere conceptualisaties, zoals: verwachtingen, oordelen en verlangens. De toename van het aantal conceptualisaties vormt de illusie 'daarbovenop' – dit gebeurt wanneer begrippen als zelf en 'othering' boven een steeds veranderende stroom van aggregaatstoestanden worden geplaatst. Met deze opvatting van de geest wordt er geen strikt onderscheid gemaakt tussen bewuste geestvermogens en daadwerkelijke zintuiglijke waarneming van diverse fenomenen. Het bewustzijn wordt in plaats daarvan verdeeld in zes modaliteiten; de vijf (standaard) zintuigen en een zesde voor mentale perceptie. Men stelt dat het ontstaan van cognitieve gewaarwording afhankelijk is van zintuiglijke waarneming. Het beseffen van de geestvermogens zelf, bestaat uit mentale of 'introspectieve gewaarwording' (manovijñāna) en aandacht (āvartana); oftewel het uitzoeken van objecten uit een voortdurend veranderende stroom van zintuiglijke indrukken.
Theravada (± 400 v.Chr.) is de boeddhistische leer die een concept introduceert waarin de geest een factor van het bestaan is. Deze 'levensstroom' (bhavanga) is een onderstroom die de toestand van het zijn vormt. De continuïteit van een karmisch persoon wordt daarmee verzekerd in de vorm van een geeststroom (citta-santana). Een reeks van stromende mentale momenten vloeit voort vanuit een subliminale levenscontinuïteitsgeest (bhavanga-citta), zoals mentale inhoud en aandacht.
- Mahayana

Mahayana is een van de hoofdstromingen in het boeddhisme, waar de Yogacaraschool een onderdeel van is. Deze school is beïnvloed door een vroegere boeddhistische school genaamd de Sautrāntika, die hadden een vorm van fenomenalisme en zagen de wereld als onwaarneembaar. Met de beoordeling dat externe objecten alleen bestaan als een ondersteuning voor cognitie, die alleen mentale representaties van de objecten kunnen vatten. In opvolging werd de Yogacaraschool ook wel de alleengeestschool genoemd, vanwege het standpunt dat bewustzijn de uiteindelijke bestaande werkelijkheid is.
Vasubandhu (de medeoprichter van Yogacara) gebruikte bijvoorbeeld het droomargument; waarin dromen bewijzen dat de zintuigen die werkelijkheid van illusie scheiden niet volledig vertrouwd kunnen worden. Daarbij gebruikte hij een mereologische weerlegging van het atomisme om aan te geven dat externe objecten mentale entiteiten zijn.
Mahayana scholen hadden verschillende opinies over de zelfreflectie van bewustzijn (svasaṃvedana). Dharmakirti accepteerde het idee van de Yogacara school, dat het reflexieve (zelf)bewustzijn te vergelijken is met een lamp die zichzelf en omringende objecten verlicht. Dit werd strikt afgewezen door Madhyamika geleerden als Candrakīrti, omdat alle objecten en mentale gebeurtenissen gekenmerkt worden door een leegte (sunyata). Bewustzijn kon niet de inherente reflexieve uiteindelijke werkelijkheid zijn, omdat dit zou betekenen dat bewustzijn zelf-valideert en daarmee niet gekenmerkt kan worden als een leegte. Deze standpunten werden uiteindelijk op elkaar afgestemd in de 8e eeuw door Shantarakshita (725–788). In zijn synthese (de twee waarheden doctrine) hanteert hij de idealistische Yogacara standpunten over reflexief (zelf)bewustzijn als een relatieve of 'conventionele waarheid' (die de ware aard verduistert) ten opzichte van de 'ultieme waarheid' (de ware aard is sunyata).
- Tibetaans

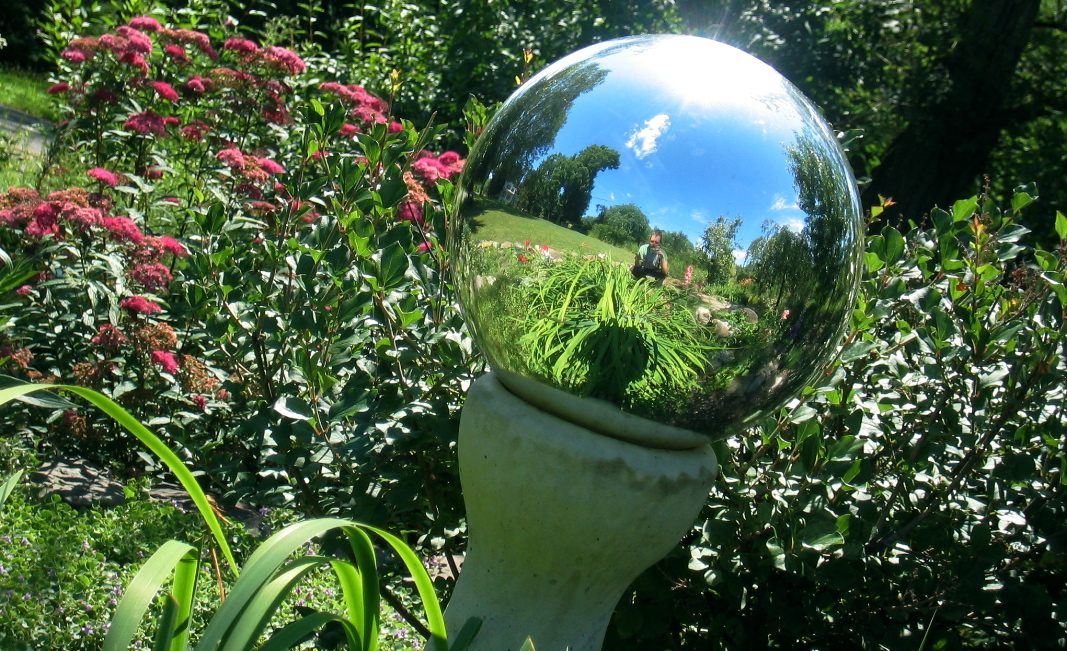
Dzogchen leringen vergelijken de aard van de geest met een spiegel(reflectie). Al zijn de reflecties goed of slecht, mooi of lelijk, zuiver of onzuiver; de aard van de spiegel blijft ongewijzigd en zonder beperkingen. Net zoals de aard van de geest.

Tibetaans boeddhistische (± 800) theorieën evolueerden rechtstreeks vanuit de Mahayana scholen. Tsongkhapa (1357–1419) is de oprichter van de Gelug school, in zijn werk geeft hij een nadere verklaring van het fundatie- of pakhuisbewustzijn (ālaya-vijñāna) vanuit de acht bewustzijnen. Later zou hij het pragmatische idealisme van Shantarakshita hebben verworpen. Volgens de 14e dalai lama kan de geest gedefinieerd worden als: 
een entiteit die de aard van een louter ervaring heeft, dat is; ”helderheid en weten.” Het is de wetende natuur, of het agentschap, wat de geest wordt genoemd, en dat is immaterieel. Dit staat los van de zintuiglijke waarneming die afhankelijk is van de (fysieke) organen, oftewel onze zintuigen.
 Het dualistische karakter van de geest bestaat uit helderheid (gsal); oftewel de mentale activiteit die cognitieve fenomenen produceert (snang-ba), en weten; oftewel de mentale activiteit die cognitieve fenomenen ontvangt.

Tibetaanse filosofie van de geest is uiteindelijk een vorm van soteriologie, die zich richt op meditatieve praktijken zoals Dzogchen en Mahamudra; die het de beoefenaars mogelijk maken om de ware reflexieve aard van hun geest direct te ervaren. Deze onbelemmerde kennis van iemands primordiale, lege, non-duale boeddha-natuur wordt rigpa genoemd. De meest innerlijke natuur van de geest wordt door diverse scholen omschreven als een pure klaarheid of helder licht (od gsal of prabhāsvara in Vajrayana) en vergeleken met een kristallen bol of spiegel. Sogyal Rinpoche spreekt als volgt over de geest: 
Stel je de lucht voor, leeg, ruim en zuiver vanaf het begin; de essentie is zoals dat. Stel je de zon voor, lichtgevend, helder, onbelemmerd en spontaan aanwezig; de aard is zoals dat.
- Zen

Zen-boeddhisme is een filosofie van geest waarin het vooral gaat om het verschil tussen de zuivere ontwaakte geest en de verontreinigde onzuivere geest. De zenmeester Huangbo Xiyun beschreef de zuivere geest als eindeloos zonder beperkingen, terwijl de verontreinigde geest overschaduwd werd door gehechtheid aan vormen en concepten. De zuivere boeddha-geest is in staat om dingen te zien zoals ze werkelijk zijn; als een absolute en non-duale 'zodanigheid' (tathātā). Deze non-conceptuele kijk is inclusief het paradoxale feit dat er (uiteindelijk) geen verschil is tussen een verontreinigde geest en een zuivere geest, evenals geen verschil tussen samsara en nirwana. De Japanse filosoof Dogen (1200–1253) stelde dat lichaam en geest niet ontologisch noch fenomenologisch gescheiden waren, maar gekarakteriseerd worden door een eenheid genaamd shin jin (lichaamgeest). Volgens Dogen maakt het 'afwerpen van lichaam en geest' (shinjin datsuraku) in zittende meditatie het mogelijk om 'dingen zoals ze zijn' (genjokoan) te ervaren, oftewel de aard van de oorspronkelijke verlichting (hongaku).

## Psychologie
De psychologie bestudeert het gedrag en de geest, oftewel de mentale processen die betrekking hebben op alle aspecten van onbewuste en bewuste ervaringen. Het bewustzijn wordt in de psychologie globaal gezien op twee manieren gedefinieerd. Namelijk het innerlijke leven zoals de individuele beleving van bijvoorbeeld gevoelens (het P-bewustzijn) en het 'uitwendige leven' zoals de gedragingen met betrekking tot andere mensen en de omgeving (het A-bewustzijn). Door de opkomst van het behaviorisme was de psychologie vooral gericht op het uiterlijk waarneembare en meetbare gedrag, omdat het innerlijke leven zich niet objectief zou laten registreren door wetenschappelijke waarneming, maar alleen subjectief door introspectie en begrijpen. Sinds de eerste helft van de 20e eeuw maakt men grotendeels gebruik van wetenschappelijke methodes, waardoor diverse algemene principes zijn opgesteld over waarnemen binnen de psychologie. Van deze beperking is men redelijkerwijs teruggekomen, mede dankzij stromingen als de humanistische psychologie, maar vooral door de cognitieve revolutie in de jaren 60.
Carl Gustav Jung noemde het behaviorisme ook wel de 'psychologie zonder ziel'. Jung beschreef vier bewustzijnsfuncties, oftewel vier primaire persoonlijkheidstypes, namelijk de 'rationele' (oordelende) functies: denken en voelen en de 'irrationele' (waarnemende) functies: gewaarwording en intuïtie. Volgens Jung is denken de functie van intellectuele cognitie; het vormen van logische conclusies, voelen de functie van subjectieve beraming, gewaarwording de waarneming door de zintuigen, en intuïtie is het waarnemen op een onbewuste manier of het waarnemen van een onbewuste inhoud. Hij wees er ook op dat deze functies verder uitgedrukt kunnen worden op een introverte en een extraverte manier.

### Waarnemingspsychologie
De psychologische disciplines die zich specifiek richten op waarneming, zijn de: experimentele psychologie, de neuropsychologie en de cognitieve psychologie. De experimentele psychologie verwijst naar het werk die experimentele methoden toepast op de studie van gedrag, en de onderliggende processen daarvan, zoals: aandacht, motivatie en emotie. De neuropsychologie houdt zich bezig met de hersenfuncties in relatie met het gedrag. Er worden voornamelijk mensen onderzocht met een hersenbeschadiging, die kunnen eventueel resulteren in een beperking van waarneming. Zoals bij een gebrek of stoornis in taalgebruik (afasie), aandacht (neglect), geheugen (amnesie), controlefuncties (executieve functies) en herkenning of benoeming (agnosie). In tegenstelling tot de klassieke neurologie, die zicht richt op de fysiologie van het zenuwstelsel, onderzoekt de neuropsychologie hoe de hersenen correleren met het bewustzijn (lees hoofdstuk 'geneeskunde' voor meer over neuropsychologie).

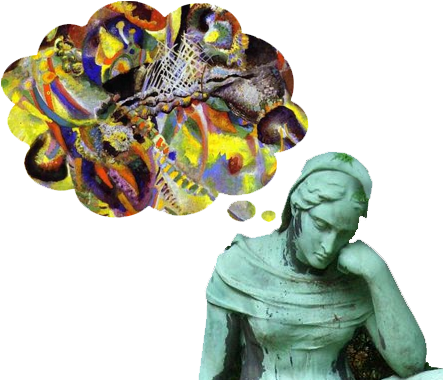
Denken gaat ergens over, gevoel is op een bepaalde manier, en beide kunnen een mentale toestand vormen.

#### Cognitieve psychologie
Cognitieve psychologie is de studie van cognitie; oftewel van mentale of cognitieve processen, zoals: taalgebruik, geheugen, probleemoplossing, creativiteit, denken, waarneming, aandacht en metacognitie. In de cognitieve psychologie bestudeert men de cognitieve of mentale processen van individuen (zoals de executieve functies), die resulteren in bepaalde mentale toestanden. De mentale toestanden of geestestoestanden van het individu corresponderen met het denken – dit is de intentionele of representatieve toestand die ergens over gaat, zoals iets geloven, bedenken, hopen of vrezen (een propositionele attitude) – samen met het gevoel, oftewel de kwalitatieve of fenomenele toestand op een bepaalde manier, zoals pijn, genot, haat, liefde, woede of vreugde. De twee soorten toestanden hebben enigszins een relatie onderling, maar sommige representatieve toestanden zijn niet (onderscheidend) kwalitatief, want personen die dezelfde propositie delen kunnen daarover verschillen wat hun gevoel daarover betreft. Hoewel er overeenkomsten zijn tussen beide toestanden, is er (nog) geen duidelijke markering of eenduidige omschrijving van wat een mentale toestand of geestestoestand precies inhoud.
Mentale inhouden of gebeurtenissen zijn items die 'in' de geest of het bewustzijn 'tevoorschijn komen', en kunnen gevormd worden door onder andere het mentale proces zelf, zoals het opslaan en toepassen van kennis met mentale representatie. Het mentale proces is de werking van de geest, die bestaat uit een aantal 'faculteiten' of cognitieve functies, zoals denken (ideevorming, verbeelden, geloven, en redeneren), perceptie, geheugen (werkgeheugen en langetermijngeheugen), wil, taal, emotie, en ten slotte het bewust zijn van de functies; het bewustzijn zelf. Die ook vooral bijdraagt aan het combineren van de cognitieve functies, zoals met mentale beeldvorming.

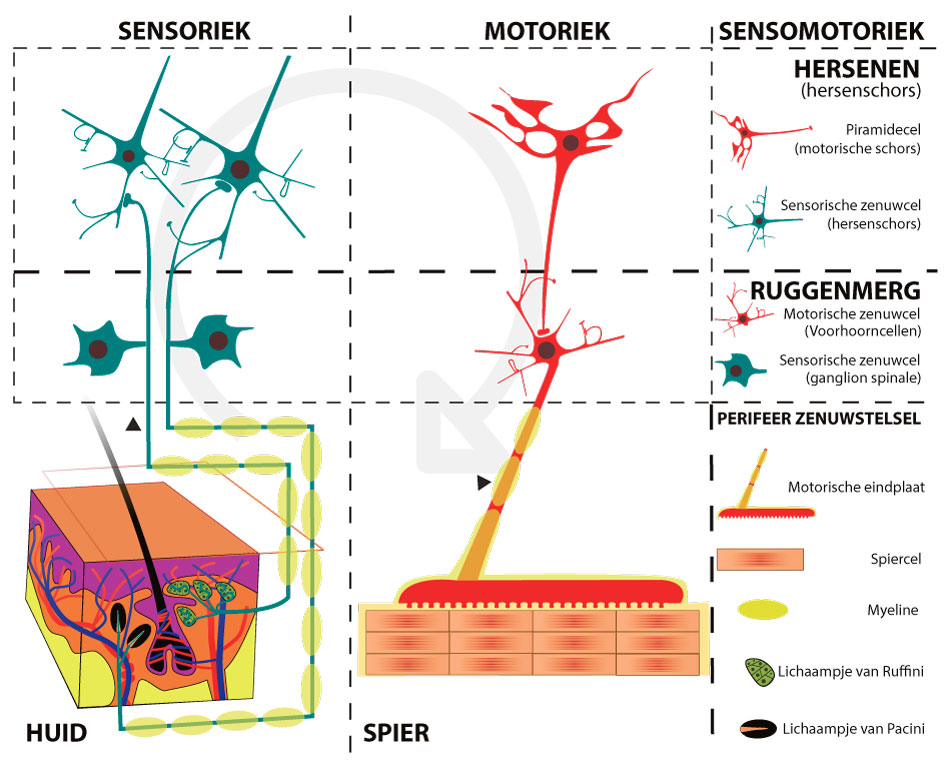
Een onderverdeling van het zenuwstelsel in sensoriek en motoriek.

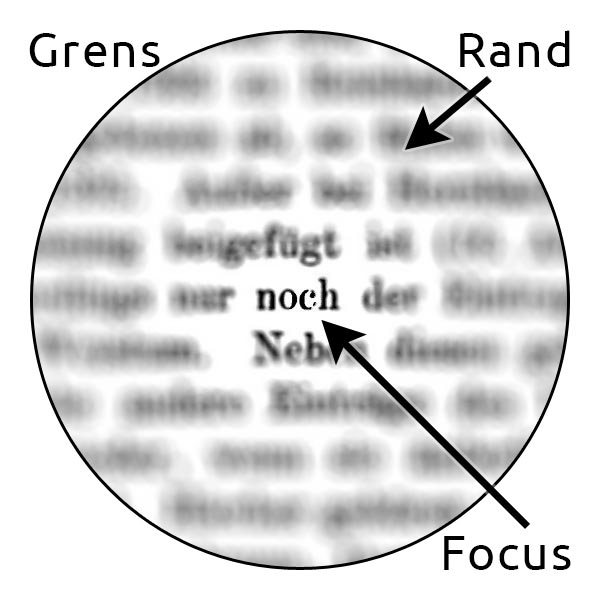
Spotlicht model van aandacht.

Waarneming is vrijwel de belangrijkste functie van het bewustzijn. Waarnemen is het organiseren, het identificeren, of het interpreteren van zintuiglijke informatie, om zodoende de omgeving; zowel uitwendig als inwendig te begrijpen. Het zijn de signalen en gewaarwordingen vanuit de zintuigstelsels en betreffen: zien, horen, ruiken, proeven, voelen, temperatuur aanvoelen, pijn voelen, evenwicht houden, lichaampositie of beweging waarnemen, inwendige organen waarnemen (zoals hongergevoel, plasgevoel en ademhaling) en tijd waarnemen. De verschillende soorten van gewaarwordingen, zoals: warmte, geluid en smaak worden zintuiglijke modaliteiten genoemd. Waarneming is niet alleen de passieve ontvangst van deze signalen, maar wordt ook gevormd door de cognitieve stijl en processen, zoals: leren, geheugen, verwachting en aandacht.
Het proces van waarneming begint met een object of stimulus in de wereld, aangeduid als een distale stimulus of een distaal object. De stimulus stimuleert de zintuigen van het lichaam, in het zintuigstelsel wordt de energie getransformeerd naar neurale activiteit in het zenuwstelsel, dit proces wordt zintuiglijke transductie genoemd (of signaaltransductie). Het rauwe patroon van neurale activiteit wordt de proximale stimulus genoemd. Deze signalen worden doorgegeven aan de hersenen en verwerkt, dit proces wordt neurotransmissie genoemd. De resulterende mentale recreatie van de distale stimulus is vervolgens het waargenomene, oftewel een perceptie van een sensatie.
Aandacht betekent in psychologische zin: 'een bewustzijnstoestand die zich richt op een bepaald gedeelte van de beschikbare perceptuele informatie'. De belangrijkste functie van aandacht is het uitfilteren van relevante gegevens, met behulp van concentratie en mentale inspanning; zodat de gewenste gegevens naar andere mentale processen kunnen worden gedistribueerd, om ze vervolgens samen te voegen tot een zinvol geheel, oftewel een centrale coherentie. Zonder de mogelijkheid om overtollige informatie uit te filteren kunnen we niet goed focussen, met het eventuele gevolg dat onze hersenen overbelast kunnen raken. Aandacht kan verder onderverdeeld worden in exogene controle en endogene controle. Exogene controle werkt van beneden naar boven (bottom-up) en is verantwoordelijk voor: alertheid, arousal, oriëntatiereactie, selectieve aandacht (spotlight attention) en het uitspringeffect (pop-out effect). Endogene controle werkt van boven naar beneden (top-down) en is verantwoordelijk voor de bewustere aandachtsprocessen, zoals: aandachtstraining (attentional control) – oftewel waar men aandacht aan besteedt en wat men negeert, verdeelde aandacht (divided attention) – oftewel op meer dingen tegelijk letten, lokale en globale aandacht (global precedence) – oftewel letten op details en geheel, ten slotte komt nog de bewuste verwerking zelf.
Metacognitie betekent in algemene zin: de gedachten die iemand heeft over zijn eigen gedachten. Metacognitie omvat zaken als: kijken hoe effectief iemand zijn eigen taakprestaties kan monitoren, het reflecteren van iemand zijn capaciteit over bepaalde mentale taken en het vermogen om cognitieve strategieën toe te passen. Metacognitie wordt in de cognitieve psychologie vooral toegepast op het gebied van onderwijs. De mogelijkheid om metacognitieve vaardigheid te verhogen van iemand heeft een aanzienlijke invloed aangetoond op leer- en studiegedrag. Bijvoorbeeld het vermogen om doelen te stellen, met daarnaast een effectieve zelfregulering om die doelen te bereiken. Het is daarbij belangrijk dat men als metacognitieve taak hun eigen mate van kennis en doelen wel realistisch blijft evalueren. Hieraan gerelateerd is het autobiografische of autonoetic bewustzijn, oftewel het mentale vermogen om onszelf te verplaatsen in het verleden, de toekomst of andere denkbeeldige situaties.

### Bewustzijnstoestanden
Naast het bewustzijn als waaktoestand, zijn er hersentoestanden waarbij het bewustzijn afwezig lijkt te zijn, zoals bij: droomloze slaap, coma of de dood. Er zijn ook bepaalde omstandigheden waarbij de relatie tussen het bewustzijn en de wereld minder ingrijpend veranderd, deze staan bekend als: 'gewijzigde bewustzijnstoestanden' (altered states of consciousness), het gaat om bewustzijnstoestanden die sterker afwijken van de bèta-hersengolven dan de normale waaktoestanden. Sommige bewustzijnstoestanden komen van nature voor, terwijl andere geproduceerd kunnen worden door bijvoorbeeld hersenbeschadiging, geneesmiddelen, psychoactieve middelen of meditatie. Bewustzijnstoestanden kunnen gepaard gaan met veranderingen in denkwijze, verstoringen van tijdsbesef, controleverlies, veranderingen qua emotionele expressie, afwisselingen van het lichaamsbeeld en veranderingen in betekenissen of belangen.
Bij psychologische dissociatie heeft iemand nauwelijks tot geen aandacht voor zijn omgeving. Men is dan 'gedissocieerd' van de realiteit, dit is ten opzichte van het realiteitsbesef verliezen, zoals met een psychose. Het komt meestal door (over)vermoeidheid. Er bestaan ook lichtere vormen zoals dagdromen, polderblindheid, trance of hypnose. Maar ook zwaardere vormen zoals dissociatieve stoornissen, waarbij aandoeningen als depersonalisatie, dissociatieve amnesie en dissociatieve identiteitsstoornis belangrijke kenmerken zijn.

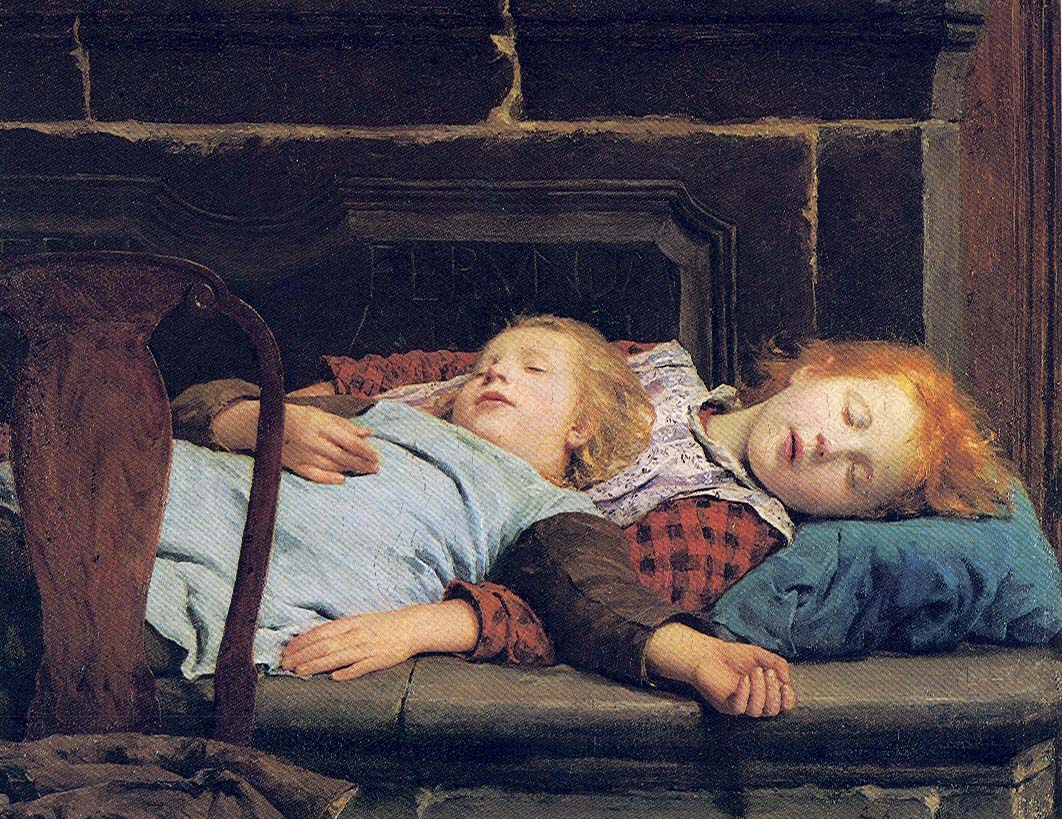
Schilderij van slapende kinderen door Albert Anker uit 1895.

Wakker wezen is niet per se een uniforme toestand maar kent een aantal verschillende gradaties, zoals: helderheid, ontspannenheid en slaperigheid. Sommige mensen zijn alert aan het begin van de dag ('ochtendmensen') en anderen in de avond ('avondmensen'). De bewustzijnstoestand voor het slapen gaan wordt hypnagogie genoemd, na het slapen wordt hypnopompie genoemd, beide bewustzijnstoestanden worden aangeduid als sluimerhallucinaties.
Het gebruik van bepaalde voedingsstoffen kan het bewustzijn ook beïnvloeden, zoals koffie en energiedrank voor opgewektheid en er wordt beweerd dat voedingen met tryptofaan slaapverwekkend kunnen werken. De twee meest geaccepteerde gewijzigde bewustzijnstoestanden zijn slapen en dromen. Hoewel droomslapen (remslaap) en slapen zonder te dromen (diepe slaap) sterk op elkaar lijken, is er wel een ander patroon van hersenactiviteit, metabole activiteit en oogbeweging. Beide worden ook geassocieerd met een afzonderlijke ervaring of cognitie – ten opzichte van elkaar. Mensen die ontwaakt worden uit een diepe slaap rapporteren slechts vage gedachten, hun ervaring is vaak nogal onsamenhangend. Terwijl bij een ontwaking uit de remslaap worden de ervaringen rijker en gedetailleerder omschreven en gerapporteerd.
Een verscheidenheid van drugssoorten en alcohol hebben opmerkelijke effecten op het bewustzijn. Er zijn een aantal varianten bekend, zoals bewustzijnsverlaging door sedativa, bewustzijnsverruiming door hallucinogenen en bewustzijnsstimulering door stimulantia. Sommige soorten kunnen leiden tot bewustzijnsverstoringen zoals bij hallucinaties, wanen of depersonalisatie. Gebruikers beschrijven hun ervaringen met drugs vaak als euforisch, delirisch, mystisch of spiritualistisch. De onderliggende hersenmechanismen van deze effecten zijn niet zo goed onderzocht als die van alcoholgebruik, maar er is wel substantieel bewijs dat de chemische neurotransmitter serotonine; een essentiële rol speelt in dergelijke veranderingen van hersenactiviteit.
Er is ook onderzoek gedaan naar de fysiologische veranderingen van yogi's en andere beoefenaars van meditatie. Er werden hersengolven gemeten tijdens de meditatiesessies, met als resultaat dat meditatie verschilt ten opzichte van gewone ontspanning. Het wordt echter betwist of er voldoende bewijs aanwezig is, zodat mediteren eventueel meegerekend kan worden als een (officiële) aparte fysiologische bewustzijnstoestand.
Een opmerkelijke bewustzijnstoestand of ervaring is een déjà vu; waarbij het lijkt alsof een gebeurtenis eerder is meegemaakt. De gangbare verklaring stelt dat het beeld eerst wordt opgeslagen in de hersenen (langetermijngeheugen) waarna men zich er bewust van wordt (in plaats van andersom). Bij een gewaarwording van déjà vu ontbreekt daarom ook de aanvullende informatie van de herinnering. Dit is omdat de situatie zich niet afgespeeld heeft in een eerder verleden, het is een soort 'kortsluiting' van of in het desbetreffende moment.

#### Flow

Het flowmodel van Mihály Csíkszentmihályi. Vanaf het neutrale midden is de intensiteit van de mentale toestand het hoogst aan de zijkant, wanneer uitdagingsniveau en vaardigheidsniveau (hoog) op elkaar zijn afgestemd; kan flow bereikt worden.

Een andere specifieke bewustzijnstoestand of mentale toestand is flow, wat in de volksmond ook wel the zone of een optimale ervaring wordt genoemd, waarin een persoon geheel opgaat in zijn bezigheden, oftewel door gerichte aandacht en volledige betrokkenheid een genoegen of voldoening verkrijgen vanuit een bepaalde activiteit. Het is een doelbewuste overgave die wellicht de ultieme ervaring is waarin emoties worden benut voor het leren en uitvoeren van een werkzaamheid. Emoties worden niet alleen opgenomen en in goede banen geleid maar ze worden ook positief, energiek en zijn afgestemd op de uitvoerende taak. Flow wordt gekenmerkt door een spontaan gevoel van geluk (en soms zelfs van extase) tijdens het uitvoeren van een taak., hoewel flow daarnaast ook wordt omschreven als een concentratie of gerichte aandacht op niets anders dan de betreffende activiteit, dus men vergeet zichzelf en zijn emoties.
Flow is beschreven door de Amerikaanse psycholoog Mihály Csíkszentmihályi, door hem samengevat is flow een doelbewuste motivatie. Het concept bestaat al duizenden jaren alleen dan meer als een spirituele beoefening in sommige Oost-Aziatische religies. In het Westen is de theorie onderdeel van de positieve psychologie, het wordt bijvoorbeeld toegepast in de ergotherapie. Verder kan flow in het dagelijkse leven op allerlei activiteiten worden toegepast, zoals: educatie, muziek, sport, spel, werk en naast het individu ook op groepen.
Nakamura en Csíkszentmihályi identificeren zes factoren die de ervaring van flow omvatten: een intense en gerichte aandacht voor het moment, een samenvoeging van activiteit en bewustzijn, een verlies van het (reflecterende) zelfbewustzijn, een gevoel van persoonlijke controle of autonomie over de situatie of activiteit, een verlies van tijdsperceptie en de activiteit is intrinsiek belonend, oftewel de activiteit zelf is de beloning, wat ook aangeduid wordt als een 'autotelische' ervaring oftewel een 'zelfdoelmatige' ervaring. Flow deelt veel kenmerken met hyperfocus, wat een intense vorm van mentale concentratie of visualisatie is; die het bewustzijn richt op een onderwerp of taak. Iemand kan vervolgens wel op een zijspoor belanden waardoor belangrijke taken en prioriteiten uit het zicht kunnen raken, zoals bij gameverslaving. Dergelijke passieve activiteiten zoals een bad nemen of televisie kijken wekken meestal geen flow-ervaring op. Ten opzichte van hyperfocus geeft flow uiteindelijk een positiever effect. Flow komt ook overeen met een piekervaring, dit is een transpersoonlijke of extatische bewustzijnstoestand; oftewel een hoog niveau van stimulering of euforie, terwijl flow meer een intern mentaal proces is die aan een piekervaring voorafgaat.

#### Synesthesie en ideesthesie

Ongeveer hoe een (grafeem-kleur)synestheet de letters en cijfers waarneemt of ziet.

Synesthesie is een ongebruikelijke ervaring die door een bepaalde vermenging van stimuli vanuit diverse zintuiglijke en cognitieve processen kan ontstaan, die normaal gesproken gescheiden worden. Mensen die een levenslange geschiedenis van dergelijke ervaringen meemaken staan bekend als synestheten. Een van de meestvoorkomende soorten is grafeem-kleursynesthesie waarbij letters en cijfers bepaalde kleuren kunnen vertonen. Er zijn twee hoofdcategorieën van synesthesie, namelijk projectieve synesthesie en associatieve synesthesie. Synestheten die projecteren zien daadwerkelijk kleuren, cijfers en vormen etc., synestheten die associëren zien dergelijke verschijnselen niet maar geven ze wel aan vanuit hun ervaring of hun sterke gedachte daarover. De soorten synesthesie worden aangeduid met de notatie x → y, waarbij x de 'inductor' is, oftewel de 'ervaringstrigger', en y is de 'concurrent', oftewel de 'aanvullende ervaring'. Bijvoorbeeld wanneer letters en cijfers (grafemen) worden waargenomen met kleuren wordt het aangeduid als: grafeem → kleursynesthesie. Ook wanneer synestheten kleuren en beweging zien als gevolg van het horen van muzikale tonen zou het aangeduid worden als: toon → (kleur-, beweging-) synesthesie.
Hoewel er meer dan 80 soorten van synesthesie zijn gemeld, zijn er verschillende die vaker voorkomen dan de rest. Dit zijn onder meer: geluiden die bepaalde kleuren weergeven, dieptes die bepaalde cijfers weergeven, geluiden die bepaalde gevoelens veroorzaken, mensenkarakters die bepaalde letters en cijfers weergeven, andermans gevoel heel sterk aanvoelen, woorden die een bepaalde smaak geven, de tijd die bepaalde visualisaties weergeeft, kleuren die bepaalde geuren of smaken geven, of persoonlijkheden die bepaalde kleuren weergeven (zoals een aura).

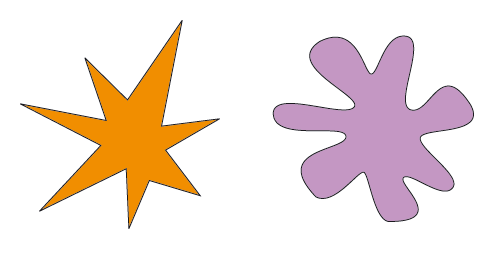
Wie is Boeba en wie is Kiki? Dit is een voorbeeld van ideasthesia (ideesthesie) waarbij de conceptualisatie van de stimulus een belangrijke rol speelt.

Onderzoek over synesthesie roept vragen op over hoe de hersenen informatie combineren, vanuit de verschillende sensorische modaliteiten, deze worden aangeduid als kruis-modaliteitswaarnemingen of multisensorische integratie. Een voorbeeld hiervan is het Boeba/Kiki-effect die aangeeft dat vrijwel iedereen een lichte vorm van synesthesie heeft. Het experiment is ontworpen door Wolfgang Köhler. Waarbij mensen wordt gevraagd om te kiezen wie van een tweetal vormen Boeba is, en wie Kiki is. 95% tot 98% van de mensen kiest Kiki als de puntige vorm en Boeba als de bolle vorm. Dit is omdat de vorm en de klank van de namen overeenstemmen met de figuren, terwijl dat niet per se een vereiste voorwaarde hoeft te zijn.
Onderzoekers hopen dat de studie over synesthesie een beter begrip van het bewustzijn en de neurale correlaten gaat opleveren. Synesthesie kan vooral relevant zijn wat het filosofische probleem van qualia betreft, aangezien synestheten extra qualia ervaren. Een belangrijk inzicht uit het onderzoek over qualia kan komen uit de bevindingen dat synesthesie overeenkomende eigenschappen heeft met ideesthesie; de gewaarwording van of door ideeën of concepten. Ideesthesie wordt gedefinieerd als een fenomeen waarbij de actievering van een concept (de inductor) oproept tot een perceptieachtige ervaring (de concurrent). Terwijl synesthesie ervan uit gaat dat zowel inductor als concurrent zintuiglijk is, veronderstelt ideesthesie dat de concurrent semantisch is.
Onderzoek naar ideesthesie kan belangrijke gevolgen hebben voor het oplossen van het mysterie rondom een menselijke bewuste ervaring. Deze is volgens ideesthesie vooral gebaseerd op de manier waarop we concepten tot stand brengen, met andere woorden; conceptualiseringsprocessen spelen een cruciale rol in het genereren van qualia. Dus een zintuiglijke ervaring wordt grotendeels bepaald door de betekenis die we aan de stimuli toeschrijven.

#### Bijna-doodervaring
Een bijna-doodervaring (BDE) is een persoonlijke ervaring of een gewijzigde bewustzijnstoestand die in verband wordt gebracht met het naderen van de dood. De bijna-doodstudies zijn een veld binnen de psychologie en psychiatrie die de fysiologie, psychologie en fenomenologie (soms ook transcendentie) van bijna-doodervaringen bestuderen.
De elementen die vaak naar voren komen in een BDE zijn weergegeven in The NDE-scale:

Visioenen uit het hiernamaals van Jheronimus Bosch omstreeks 1490.

Tijd gaat langzamer of sneller, gedachteproces versnelt, een terugkomst van scènes uit het verleden, een inzicht of begrip (aha-erlebnis), een gevoel van vrede of aangenaamheid, een gevoel van geluk of vreugde, een gevoel van harmonie of eenheid met het universum, een confrontatie met een schitterend licht, de zintuigen voelen levendiger, een besef van dingen die ergens anders gaande zijn (buitenzintuiglijke waarneming), het ervaren van scènes uit de toekomst, een gevoel van lichaamsscheiding (uittreding), een ervaring van een andere onaardse wereld, een ontmoeting met een mystiek wezen (of een aanwezigheid), het horen van een ongeïdentificeerde stem, het zien van overledenen of religieuze geesten, of aan een grens komen; a point of no return.
Volgens bronnen wordt een BDE geassocieerd met een aantal nawerkingen of levensingrijpende effecten. De effecten worden door de onderzoekers samengevat als veranderingen in: waarden, houdingen, geloof, persoonlijkheid, relaties, spiritualiteit en levensbeschouwing. Veel van de nawerkingen worden beschouwd als positief of gunstig, maar dat is niet altijd het geval.
Over het algemeen zijn er drie verklaringsmodellen of interpretaties met ieder diverse variabelen. De psychologische modellen suggereren dat een BDE een gevolg is van mentale en emotionele reacties vanuit de waarneming van doodsbedreiging en verwachting. Andere psychologische variabelen van onderzoekers zijn: verbeeldingskracht, depersonalisatie, dissociatie, fantasieneigingen en de herinnering van geboorte. Fysiologische modellen richten zich vooral op somatische, biologische of farmacologische verklaringen voor BDE, met vaak de nadruk op de fysiologie van de hersenen. Variabelen die door onderzoekers gemeld worden zijn: anoxie (geen zuurstof), zuurstofgebrek, hypercapnie (te veel koolstofdioxide in het bloed), endorfinen, serotonine, diverse neurotransmitters, temporale kwab disfuncties of insulten, de NMDA-receptor, activatie van het limbisch systeem, drugs, het oculair ischemisch syndroom (ernstige vorm van retinopathie) en de processen die verband hebben met de remslaap of de verschijnselen die voortkomen uit de grens tussen slapen en wakker wezen. Een derde model die ook wel als de transcendente verklaring wordt beschouwd; noemt een aantal categorieën die meestal buiten het bereik van de fysiologische en psychologische verklaringen vallen. Dit verklaringsmodel onderzoekt of een BDE kan worden gerelateerd aan het bestaan van een leven na de dood, een gewijzigde bewustzijnstoestand, een mystieke ervaring of het concept van lichaamsgeestscheiding.
Vanuit Nederland heeft vooral de cardioloog Pim van Lommel veel onderzoek gedaan naar bijna-doodervaringen. Hij publiceerde zijn onderzoek in het tijdschrift: The Lancet, bracht meer dan 20 artikelen uit over BDE en schreef het boek: Eindeloos Bewustzijn – een wetenschappelijke visie op de bijna-dood ervaring. Voor het onderzoek was hij van mening dat het bewustzijn alleen door hersenactiviteit kan worden geproduceerd. Tijdens zijn onderzoek is hij van mening veranderd, hij stelde vervolgens dat het bewustzijn gefaciliteerd wordt door de hersenen, oftewel dat bewustzijn ontvangen of gehuisvest wordt door de hersenen. De Nederlandse neurobioloog Dick Swaab prijst Pim van Lommel in zijn boek Wij zijn ons brein voor het in kaart brengen van de BDE, maar geeft hem daarnaast ook kritiek. Het boek zou volgens Swaab tot de pseudowetenschap moeten behoren. Volgens Pim van Lommel wordt het etiket pseudowetenschap al snel opgeplakt wanneer het afwijkt van de materialistische opvattingen.

### Onderbewustzijn
| |  |  |
| Freuds theorie (links) stelt dat het menselijke bewustzijn meestal op een onbewuste manier werkt. In vergelijking stelt Jung het bewustzijn voor als het zichtbare spectrum die overloopt naar het onzichtbare spectrum oftewel het onderbewustzijn (rechts). |  |  |

Er zijn ook onbewuste of onderbewuste toestanden waarmee gewaarwordingen worden bedoelt die niet (of onmiddellijk) toegankelijk zijn, ze treden automatisch op en zijn niet beschikbaar door middel van (directe) introspectie. Empirisch bewijs suggereert dat onbewuste verschijnselen voorkomen als onderdrukte gevoelens, automatische vaardigheden, subliminale boodschappen, gedachten, gewoonten of automatische reacties, en mogelijk zelfs complexen zoals verborgen fobieën en verlangens. Vanuit de psychoanalytische theorie worden onbewuste processen direct weergegeven in dromen, freudiaanse versprekingen en grappen. Het 'onbewustzijn' kan dus gezien worden als een bron van dromen en automatische gedachten, die zonder enige aanwijsbare oorzaak verschijnen, als een archief van vergeten herinneringen, die op een later tijdstip nog steeds toegankelijk zijn voor het bewustzijn, een plaats van impliciete kennis; dingen die we zo goed hebben geleerd dat we ze doen zonder na te denken.
Waarnemingen kunnen dus ook onbewust waargenomen worden die later weer bewust (gemaakt) kunnen worden. Dit wordt ook wel het 'voorbewuste' genoemd, en kan ook verwijzen naar de beschikbare informatie voor cognitieve verwerking die zich op het gegeven moment buiten het bewustzijn begeeft. Een van de meest voorkomende vormen van het voorbewuste is priming, andere vormen van voorbewuste verwerking is blindzien en het 'puntje van de tong' fenomeen, waarbij iemand de inhoud van een woord weet maar de vorm ontbreekt (gedeeltelijk).
Vooral Sigmund Freud ontwikkelde een theorie van de onbewuste geest, die een belangrijke rol speelt in de psychoanalyse. Hij beschreef drie facetten waar het psychische apparaat, of de psyche van de mens uit bestond: het onbewuste of instinctieve (id), het voorbewuste of rationele (ego) en het bewuste of morele (superego). Later is de theorie aanzienlijk veranderd door psychiaters als Carl Gustav Jung en Jacques Lacan. Jung trok een analogie tussen de psyche en het licht van het elektromagnetische spectrum. Het midden is het zichtbare spectrum en stelt het bewustzijn voor, deze loopt over naar het onderbewustzijn in de rode en blauwe uiteinden. Rood komt overeen met de onbewuste basisdriften en het onzichtbare infrarode gedeelte met de invloed van het biologische instinct (het persoonlijk onbewuste); die fuseert met de chemische en fysische condities. De blauwe kant staat voor spirituele ideeën en de archetypen (het collectief onbewuste), die hun invloeden uitoefenen buiten het zichtbare, overeenkomend met het ultraviolette gebied.
Het idee dat het onbewuste of onderbewuste überhaupt bestaat wordt zowel betwijfeld als ondersteund.

### Bewustzijnsstroom

Het bewustzijn wordt ook wel gezien als een stromende beek.

William James wordt meestal in verband gebracht met het populariseren van het idee dat het bewustzijn stroomt als een beek. In zijn boek (The Principles of Psychology) uit 1890 beschrijft hij een 'stroom van gedachten' die bepaald worden door vijf kenmerken: 1. Elke gedachte heeft de neiging om een onderdeel te zijn van het persoonlijke bewustzijn. 2. Binnen ieder persoonlijk bewustzijn veranderen de gedachten altijd. 3. Binnen ieder persoonlijk bewustzijn zijn de gedachten aanmerkelijk continu. 4. Het lijkt altijd te dealen met objecten die onafhankelijk van elkaar zijn. 5. Het is geïnteresseerd in bepaalde delen van deze objecten met de uitsluiting van anderen.
Een vergelijkbaar concept komt voor in de boeddhistische filosofie, uitgedrukt door het Sanskriet als citta-santāna; oftewel de 'stroming van de geest'. In de boeddhistische visie wordt deze 'geeststroom' gezien als een bron van ruis, die de aandacht afleidt van een onveranderlijke en onderliggende werkelijkheid.
In het Westen is de impact van de bewustzijnsstroom eerder ingeslagen op de literatuur dan de wetenschap. Stream of consciousness als verhaaltechniek betekent schrijven op een bepaalde manier die poogt om van moment tot moment de gedachten, ideeën, gevoelens, observaties, herinneringen en ervaringen van een karakter te portretteren. Vaak zijn het lange onafgebroken en onafgemaakte zinnen, het verhaal kan plotseling een hele andere richting opgaan, en de schrijver richt zich zelden op een plot of de lezer. Het is als het ware een stroom van wat er opkomt in het bewustzijn.

### Parapsychologie
De parapsychologie is een grensgebied binnen de psychologie, oftewel het is een parawetenschap die volgens de wetenschap onder pseudowetenschap zou moeten vallen. De parapsychologie stelt het bewustzijn vooral voor als een staat van buitenzintuiglijke waarnemingen, zoals: helderziendheid, helderhorendheid, helderuikendheid, heldervoelendheid, helderproevendheid en helderwetendheid. Of het bewustzijn is in staat tot bepaalde kinesen, zoals: aerokinese, cryokinese, elektrokinese, psychokinese, pyrokinese, telekinese en thermokinese. Andere parapsychologische verschijnselen, psi of paranormale gaven, zijn: telepathie, proscopie, reïncarnatie of een verschijningservaring.

## Geneeskunde

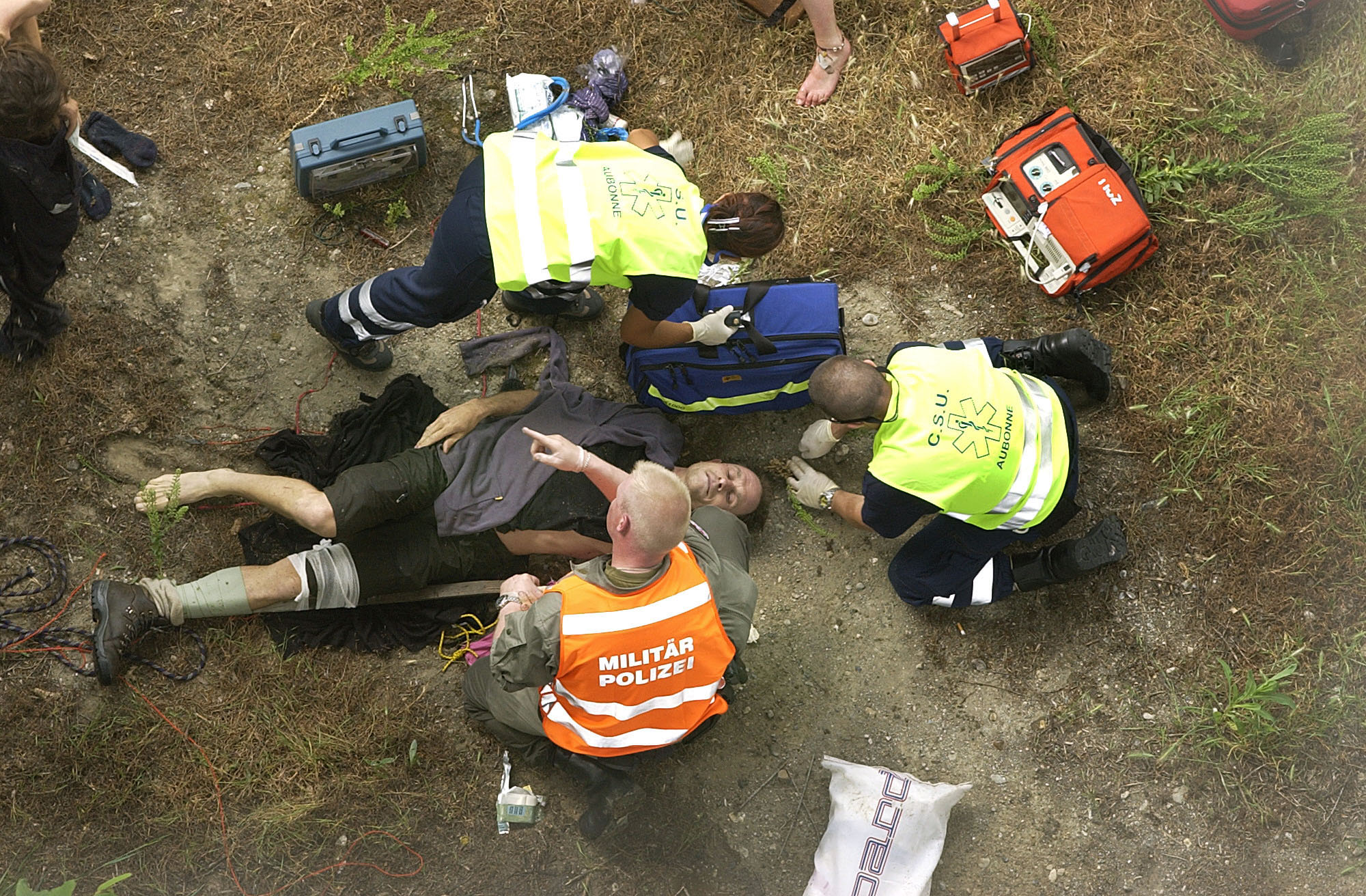
De geneeskunde richt zich vooral op de hoeveelheid bewustzijn van een persoon.

De medische benaderingen van het bewustzijn zijn vooral praktijkgericht. Het vloeit voort uit de noodzaak om mensen te behandelen met hersenverstoringen, of neurologische aandoeningen, door een gevolg van ziekte, hersenbeschadiging of gifstoffen. In de geneeskunde worden de conceptuele onderscheidingen van bewustzijn als nuttig beschouwd; in de mate waarop zij kunnen bijdragen aan een betere begeleiding van behandelingen. Terwijl de filosofische benadering van het bewustzijn zich richt is op de fundamentele aard en de inhoud daarvan, richt de medische aanpak zich vooral op de hoeveelheid bewustzijn van een persoon. Het bewustzijn wordt in de geneeskunde beoordeeld aan de hand van een bepaald niveau, die kan variëren van hersendood aan de lage kant tot volledige alertheid aan de hoge kant. Als iemand helemaal niet reageert op prikkels van buitenaf, maar wel ademt, dan is de persoon buiten bewustzijn, oftewel bewusteloos. Een vorm van een diepe bewusteloosheid is een coma, waarbij een persoon geen oogcontact of verbaal contact meer kan geven.

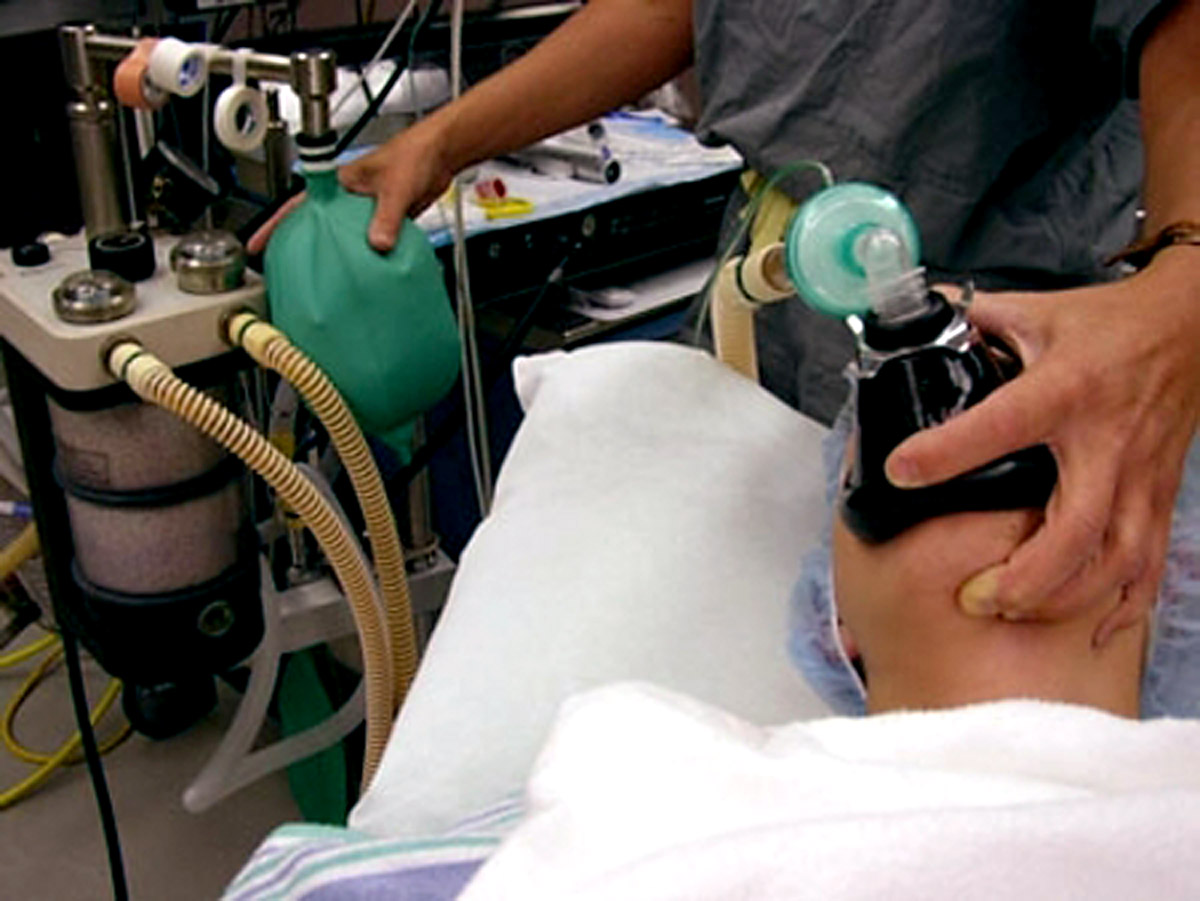
Een anesthesie-masker in gebruik.

Bij het verlenen van eerste hulp bij ongevallen is het belangrijk om zo snel mogelijk vast te stellen of iemand bij bewustzijn is; zodat de behandeling daarop afgestemd kan worden. Patiënten kunnen ook lijden aan bewustzijnsstoornissen, of moeten verdoofd worden voor een chirurgische ingreep. Dit wordt altijd uitgevoerd door een anesthesioloog en is vooral nodig om de waarneming van pijn uit te schakelen, zodat de chirurgische ingrepen makkelijker verlopen.
Tijdens een narcose (algehele anesthesie) verliest een patiënt zijn bewustzijn volledig; want een patiënt droomt niet tijdens narcose en heeft achteraf ook geen besef van de operatieduur. Bij een regionale anesthesie worden pijnprikkels geblokkeerd die anders via het centrale zenuwstelsel zouden gaan, een lokale anesthesie is ook mogelijk; beter bekend als een plaatselijke verdoving.
Naast de praktijkgerichte geneeskunde zijn er ook toegepaste moraalwetenschappen die zich bezighouden met de ethische implicaties van het bewustzijn, zoals bij ziektegevallen. Bijvoorbeeld de medische ethiek, voor de uitvoering van geneeskunde, of de bio-ethiek voor levensingrijpende aangelegenheden. Beide houden zich bezig met medisch-ethische kwesties, terwijl neurowetenschappers patiënten met bewustzijnsstoornissen bestuderen; om de werking van hersenen beter te doorgronden.

### Beoordeling

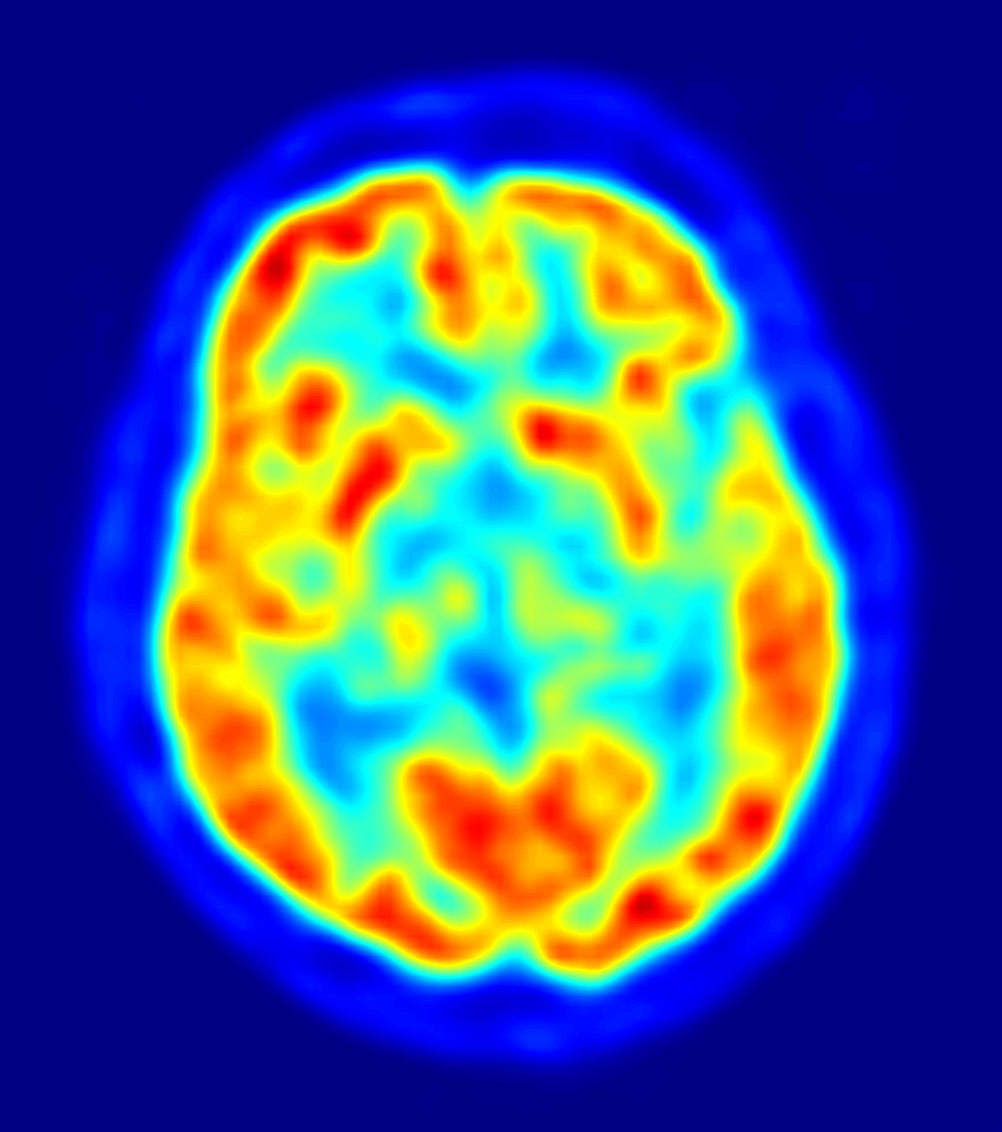
Een PET-scan, apparatuur die het bewustzijnsniveau kunnen aangeven zijn in ontwikkeling.

In de geneeskunde wordt het bewustzijn onderzocht met een reeks van procedures, die bekend staan als de neuropsychologische beoordeling. Er zijn twee methodes die van toepassing zijn om het bewustzijnsniveau van patiënten vast te stellen. Een eenvoudige procedure, die minimale training vereist, en een complexere procedure die aanzienlijke deskundigheid vereist. De eenvoudige procedure begint met de vraag of de patiënt kan bewegen en kan reageren op stimuli. Wanneer dat het geval is, wordt er nagegaan of men op een zinvolle manier kan reageren op vragen en opdrachten. Er wordt gevraagd naar de naam, huidige locatie, huidige dag en de tijd. Als iemand in staat is om daar aan te voldoen; wordt hij meestal als volledig bij bewustzijn beschouwd.
De complexere procedure staat bekend als een neurologisch onderzoek, en wordt meestal uitgevoerd in het ziekenhuis door een neuroloog. Een formeel neurologisch onderzoek wordt uitgevoerd door middel van een reeks van nauwkeurige testen. Die beginnen met een basis van sensomotorische reflexen en worden afgesloten met een test over (geraffineerd) taalgebruik. De uitkomst kan worden samengevat met behulp van de Glasgow-comaschaal, waarin een score van 3 hersendood aangeeft, en een score van 15 volledig bij bewustzijn aangeeft. De Glasgow-comaschaal heeft drie subschalen, gebaseerd op oogreactie, bewegingsreactie en verbale reactie. Een eenvoudige versie van de Glasgow-comaschaal staat bekend als de AVPU-methode. Er is ook een eenvoudige pediatrische versie van de schaal, deze is voor kinderen bedoeld die nog te jong zijn om te kunnen spreken.
Een andere techniek die het bewustzijn mogelijkerwijs nog beter kan indexeren, en daarbij onafhankelijk is van gedrag en zintuiglijke waarneming, is de perturbational complexity index (PCI). PCI wordt berekend door een 'verstoring' van de cortex met transcraniële magnetische stimulatie (TMS), voor het aangrijpen van interacties in de hersenen (integratie). Om dan vervolgens het tijd-ruimtelijke patroon van deze elektrocorticale activiteit (elektrofysiologisch) te comprimeren; zodat hun algoritmische complexiteit kan worden gemeten (informatie). PCI wordt mogelijkerwijs gebruikt aan het ziekbed in de toekomst, zodat het bewustzijnsniveau ook objectief bepaald kan worden door apparatuur.

### Bewustzijnsstoornissen
Medische aandoeningen die het bewustzijn belemmeren worden beschouwd als stoornissen van het bewustzijn. De categorie omvat in het algemeen minimale bewustzijnstoestand en vegetatieve toestand, maar soms ook een minder ernstige vorm van het locked-in-syndroom en de ernstigere vorm van coma. Uiteindelijk is hersendood de meest ernstige vorm, die kan leiden tot een onomkeerbare verstoring van het bewustzijn. Andere aandoeningen met een mindere mate van verslechtering (zoals dementie en een delier), of een tijdelijke verstoring (zoals gegeneraliseerde epilepsie) van het bewustzijn, zijn niet opgenomen in deze categorie. De differentiële diagnose van deze aandoeningen is een actief gebied binnen het medisch onderzoek.

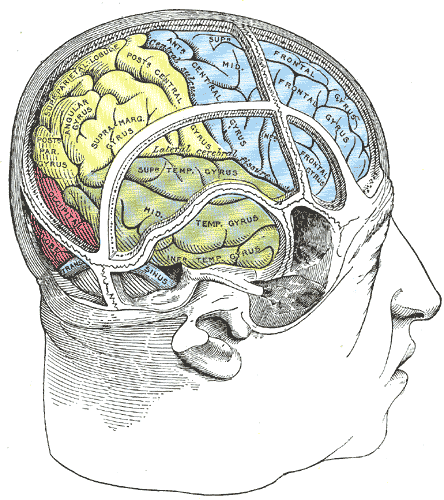
Een neglect wordt meestal geassocieerd met een laesie in de rechter pariëtale kwab (in het geel).

| Stoornis                         | Beschrijving |
| -------------------------------- | --- |
| Locked-in syndrome               | De patiënt is bij bewustzijn, heeft slaap-waakcyclus, zinvol gedrag (oogbeweging), maar is geïsoleerd vanwege tetraplegie en pseudobulbar palsy. |
| Minimale bewustzijnstoestand     | De patiënt is bij bewustzijn met tussenpozen van waakzaamheid en toont enigszins zinvol gedrag.                                                  |
| Aanhoudende vegetatieve toestand | De patiënt heeft een slaap-waakcyclus maar is niet bij bewustzijn en vertoont alleen reflexief en ondoelmatig gedrag.                            |
| Chronische coma                  | De patiënt is niet bij bewustzijn, heeft geen slaap-waakcyclus en toont alleen reflexief gedrag.                                                 |
| Hersendood                       | De patiënt is niet bij bewustzijn, heeft geen slaap-waakcyclus en toont geen (mediërend) reflexief gedrag.                                       |

#### Anosognosie
Een van de meest opvallende bewustzijnsstoornissen is anosognosie, een Grieks-afgeleide term die letterlijk 'onbewust van de ziekte' betekent. Het is in eerste instantie een aandoening waarbij patiënten een bepaalde handicap hebben, meestal als gevolg van een beroerte, maar in de tweede instantie ontkennen ze dat er iets mis is. De meest voorkomende vorm komt voor bij mensen die door beroerte een beschadiging hebben oplopen aan de pariëtale kwab, in de rechterhersenhelft. Waardoor een zogeheten neglect kan ontstaan die resulteert in een onvermogen om directe actie of aandacht te kunnen besteden aan (een deel van) de linkerlichaamshelft. Met een neglect wordt een lichaamsdeel ontkend door de patiënt, alsof het niet bij het lichaam hoort. Bij anosognosie ontkennen patiënten dat ze niet in staat zijn om bijvoorbeeld een arm te bewegen, ze zijn ervan overtuigd dat ze de arm wel kunnen bewegen. Wanneer ze ondervraagd worden ontwijken ze een direct antwoord, bijvoorbeeld met een excuus, of ze geven een onzinnige verklaring. Ze kunnen zich er niet van bewust zijn dat zij hun verlamming ontkennen. Het komt ook regelmatig voor dat een patiënt na een succesvolle behandeling zijn voorgaande ontkenning ontkent. Een extremere variant van anosognosie is het syndroom van Anton, waarbij patiënten corticaal blind zijn maar dat zelf ontkennen. Wanneer ze geconfronteerd worden met bewijs doen zij een beroep op confabulaties, oftewel onopzettelijk liegen. Een ander fenomeen die voorkomt bij corticale blindheid is blindzien, waarbij iemand wel reageert op bepaalde visuele stimuli, maar zich daar niet bewust van is.
Het lichaamsbeeld of een stoornis van de lichaamsbeleving zijn beide gerelateerde termen. Een voorbeeld is anorexia, met een test genaamd de pinokkio-illusie kan men nagegaan hoe dat ongeveer wordt waargenomen. Een andere vorm van afwijkende lichaamsbeleving is een fantoomledemaat, waarbij een beleving van fantoompijn kan ontstaan. Dit kan onder andere verlicht worden met een zogenoemde spiegelbox, bedacht door Vilayanur Ramachandran. Door het spiegelbeeld van de andere arm of voet te bekijken (in beweging) kan de fantoompijn verlicht worden. Een fantoomledemaat is op die manier virtueel aanwezig, en kan zodoende met ontspanningsoefeningen worden behandeld. De hersenen worden hierbij voor de gek gehouden door de waarneming van de reflectie vanuit de spiegelbox. Hoewel een aantal studies bemoedigende resultaten laten zien, bestaat er geen consensus over de effectiviteit van de spiegeltherapie, vanwege een aantal onduidelijkheden in de toepasbaarheid.

### Bewustzijnsniveaus
Een wijziging van het bewustzijnsniveau is een aanduiding van arousal die anders is dan normaliter. Dit kan een gevolg zijn van een aantal factoren, waaronder veranderingen in het chemische milieu van de hersenen (door bijvoorbeeld vergif of andere bedwelmende stoffen), onvoldoende zuurstof, onvoldoende bloedstroom in de hersenen of een overmatige druk binnen de schedel (intracraniële druk). Langdurig bewustzijnsverlies wordt verstaan als een teken van een medische noodsituatie. Een tekort aan bewustzijnsniveau suggereert dat beide hersenhelften, of het reticulaire activerende systeem (waarvan de formatio reticularis een belangrijk onderdeel is), beschadigd zijn. Bewustzijnsverlies correleert ook met een toename van morbiditeit (ziektecijfer) en sterftecijfer. Het is daarom een belangrijke maatstaf voor de medische en neurologische status van een patiënt, de meeste bronnen beschouwen het bewustzijn dan ook als een van de vitale functies.

## Wetenschap

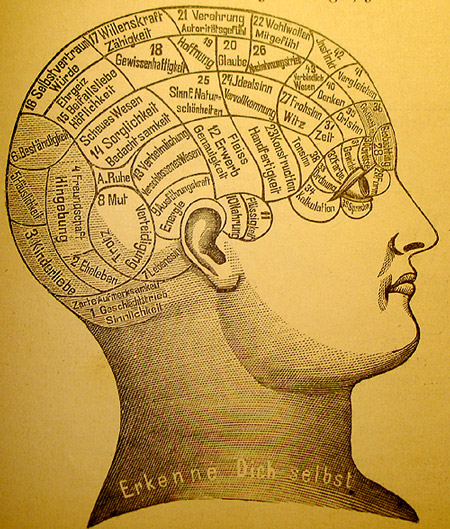
Het frenologisch in kaart brengen van de hersenen behoorde tot de eerste pogingen om mentale functies te correleren met specifieke hersengebieden

Sinds het voorstel van René Descartes (1596-1650) voor het dualisme overheerste de algemene overeenstemming dat de ziel, geest, soms psyche of het bewustzijn, enkel een kwestie van religie of filosofie zou zijn. De wetenschap zou niet in staat zijn om het bewustzijn te verklaren omdat die zich buiten ruimte en tijd zou begeven. Decennialang is het bewustzijn als onderzoeksonderwerp vermeden door de meerderheid van de mainstream wetenschappers. De filosoof Gilbert Ryle kenmerkt het dualisme van René Descartes als een geest of spook in een machine, waarin mentale activiteit geen interactie kan hebben met fysieke activiteit en andersom, terwijl dat wel het geval is.
Een van de hoofdredenen was dat een fenomeen gedefinieerd in subjectieve termen niet goed bestudeerd kon worden met behulp van objectieve experimentele methoden. Sinds de jaren 80 zijn vooral neurowetenschappers en psychologen begonnen met een beweging die richting een wetenschap van het bewustzijn gaat. Er werd steeds meer experimenteel werk in boeken gepubliceerd en in wetenschappelijke tijdschriften samen met een aantal stichtingen of conferenties die regelmatig worden georganiseerd.
Het bewustzijn wordt sinds de jaren 80 van de 20e eeuw serieus onder de loep genomen door de wetenschap, dit is bijvoorbeeld in tegenstelling met het vitalisme en de energetische lichaamsvormen zoals chakra's, chi, energiebanen, marmapunten, reflexologiepunten en acupunctuurpunten. Want die worden in objectieve zin tenietgedaan door disciplines zoals; organische chemie, biochemie, moleculaire biologie, neurobiologie en neurofysiologie. Omdat deze velden er niet in geslaagd zijn om een dergelijke 'energiestroom' of 'vitale kracht' te ontdekken. Met als verklaring dat het de fysieke biologische en neurologische processen of activiteiten zijn, die in een bepaalde conditie kunnen resulteren als een mentale energie, vitaliteit of 'levenskracht' die door het bewustzijn als dusdanig wordt ervaren.
De moderne medische en psychologische onderzoeken over bewustzijn zijn gebaseerd op psychologische experimenten zoals in het onderzoek naar priming met behulp van subliminale boodschappen. Maar ook casestudies bestuderen veranderingen in het bewustzijn zoals bijvoorbeeld bij trauma, ziekte of drugsgebruik. Globaal bekeken zijn de wetenschappelijke benaderingen gebaseerd op twee kernbegrippen. De eerste identificeert bewustzijnsinhoud met de ervaringen die door (proef)personen worden gerapporteerd. De tweede maakt gebruik van een bewustzijnsconcept die ontwikkeld is door neurologen en andere medische professionals die zich bezighouden met patiënten die verstoord gedrag vertonen.
In beide gevallen is het uiteindelijke doel een techniekontwikkeling die het bewustzijn (van mensen en andere dieren) objectief kan beoordelen, om de onderliggende neurale en psychologische mechanismen te doorgronden. Met name de neurowetenschap en de cognitiewetenschap hebben er toe geleid dat de (neurale) correlaten van zelfbewustzijn en bewustzijn in toetsbare verklaringsmodellen worden opgesteld.

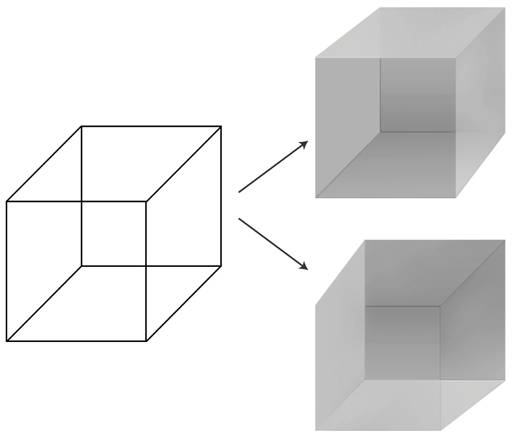
De Necker-kubus blijft onveranderd als stimulus, terwijl onze waarneming van de stimulus wel verandert

### Waarneembaarheid
Binnen de experimentele onderzoeken over bewustzijn ondervindt men moeilijkheden wegens het ontbreken van een algemeen aanvaarde operationele definitie. In de meeste onderzoeken worden mensen gebruikt die mondeling hun ervaring omschrijven, die observatie is dan vervolgens de inhoud van het bewustzijn. Dat is niet altijd consistent, want bijvoorbeeld wanneer proefpersonen aandachtig naar de Necker-kubus kijken veranderd het vooraanzicht of het perspectief, terwijl de stimulus hetzelfde blijft. Bij een specifieke vorm van priming (response priming) wordt het gedrag van proefpersonen duidelijk beïnvloed door de stimuli; waarvan ze zich niet bewust zijn. Het doel is om de relatie tussen het bewustzijn van stimuli en de effecten van die stimuli op hersenactiviteit en gedrag nader te verklaren.

De taalgebieden van de hersenen. De hoekwinding in het oranje, winding boven de rand in het geel, centrum van Broca in het blauw, centrum van Wernicke in het groen, en de primaire gehoorschors in het roze.

Mondeling verslag wordt over het algemeen beschouwd als de meest betrouwbare indicator van het bewustzijn, maar het brengt wel een aantal problemen met zich mee. Want wanneer mondelinge verslagen als observaties worden behandeld; ontstaat de mogelijkheid dat er fouten optreden. Het is vrij lastig omdat proefpersonen hun eigen ervaringen verkeerd kunnen omschrijven, daarnaast is het nog moeilijker om die fouten te achterhalen. Daniel Dennett pleit voor een aanpak die hij heterofenomenologie noemt. Waarmee het mondelinge verslag als een waar of onwaar verhaal wordt behandeld. Deze aanpak wordt echter niet op grote schaal aangenomen.

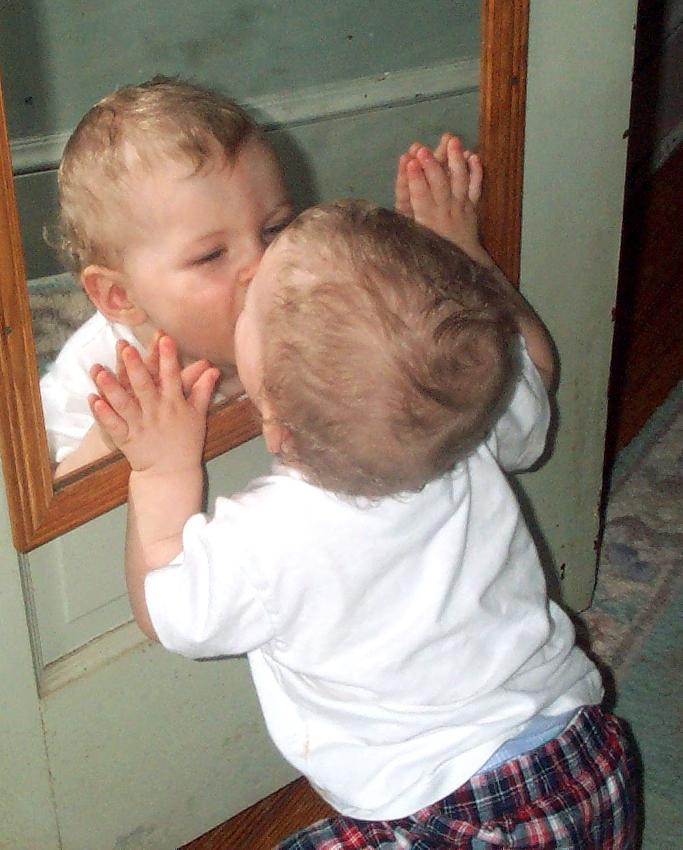
Een baby van 6 tot 12 maanden ziet de reflectie als een speelkameraadje.

Een ander probleem met mondelinge verslagen is dat het criterium zich beperkt tot mensen met een taalvaardigheid. Deze benadering kan niet worden ingezet om het bewustzijn te bestuderen van andere diersoorten, niet sprekende kinderen, of mensen met een vorm van hersenbeschadiging die spraak of taal belemmert. Een derde probleem is dat filosofen die de turingtest betwisten, het mondelinge verslag (in principe) geheel kunnen loskoppelen van het bewustzijn. Omdat de zogenaamde filosofische zombie gedetailleerde mondelinge verslagen zou kunnen doen over zijn 'bewustzijn', terwijl zijn werkelijke bewustzijn ontbreekt.
Het mondelinge verslag van bewustzijn wordt in de praktijk wel gezien als de gouden standaard, maar daarnaast wordt er ook andere criteria gebruikt. Bijvoorbeeld in de geneeskunde wordt het bewustzijn beoordeeld als een combinatie van verbaal gedrag, arousal, hersenactiviteit en doelgerichte beweging. De betrouwbaarheid van arousal en doelgerichte beweging als indicators voor het bewustzijn zijn omstreden. Omdat diverse studies aantonen dat doelbewuste gedragingen bij proefpersonen op verschillende manieren kunnen worden opgewekt zonder dat zij zich daar compleet bewust van zijn. Studies over de neurowetenschap van vrije wil hebben ook aangetoond dat de ervaringen die mensen beschrijven, wanneer zij zich doelbewust gedragen, soms niet overeenkomt met hun werkelijke gedragingen of met de opgenomen patronen van elektrische activiteit vanuit hun hersenen.
Een andere benadering wordt specifiek toegepast op de studie van het zelfbewustzijn, oftewel zelfherkenning; het vermogen om jezelf te onderscheiden van anderen. In 1970 ontwikkelde Gordon Gallup een operationele test voor het zelfbewustzijn, die bekend staat als de spiegeltest. De test onderzoekt of dieren in staat zijn om zichzelf te herkennen in de spiegel ten opzichte van andere dieren. Het klassieke voorbeeld betreft het plaatsen van een vlek op het voorhoofd van een individu, om dan vervolgens te kijken of zij de vlek verwijderen of ten minste aanraken. Daarmee geven de individuen aan of zij zichzelf herkennen in de spiegel. Dieren die met succes slagen voor deze test zijn: mensen ouder dan 18 maanden, chimpansees, tuimelaars, orka's, duiven, eksters en olifanten.

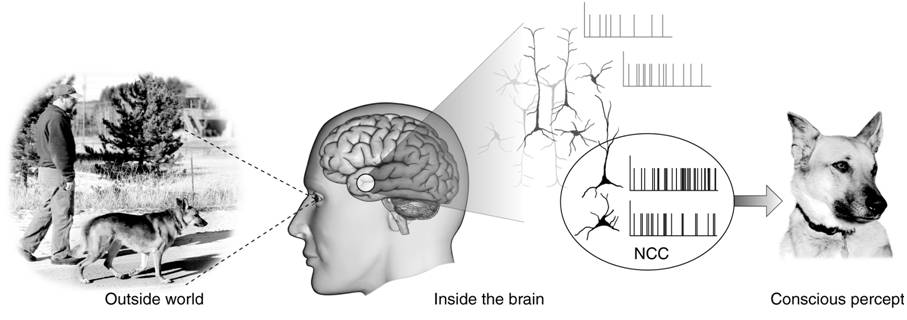
De neurale correlaten van bewustzijn vormen de kleinst mogelijke set van neurale activiteiten en structuren die aanleiding geven tot een bewuste waarneming. In dit geval gaat het om de gesynchroniseerde actiepotentialen in de neocorticale piramidale neuronen.

### Neurowetenschap
De neurowetenschap bestudeert het zenuwstelsel, die beschouwd wordt als de fysieke basis van de geest of het bewustzijn. Neurowetenschappers onderzoeken hoe biologische neurale netwerken vormen en fysiologisch samenwerken om mentale functies en inhouden te produceren zoals: reflexen, multisensorische integratie, motorische coördinatie, circadiaan ritme, emotionele reacties, leren en geheugen.
Er zijn diverse neurale theorieën in de neurowetenschap die het bewustzijn proberen te verklaren. Waarvan de meeste op een bepaalde manier betrekking hebben met de zogenaamde neurale correlaten van bewustzijn (NCC). Waarbij het gaat om een wederzijdse samenhang tussen hersenactiviteit en bewustzijnservaring. Het gaat daarbij om neurale verklaringsmodellen die uitleggen hoe, waar en waarom de correlaten kunnen bestaan. Een gangbare vraagstelling is hoeveel of welke neurale netwerken aanleiding kunnen geven om een bewuste ervaring te produceren.
Een zogenaamde 'locusbrug' (bridge locus) is een hypothetische set van neuronen waarvan de activiteit de basis is van een bepaalde perceptie, die zonder die noodzakelijke en voldoende voorwaarde niet zal optreden. Niet alle geleerden geloven in een dergelijke brug, ze stellen dat hersenen dynamischer werken; dan bijvoorbeeld een noodzakelijke voorwaarde voor een bepaalde perceptie. De term wordt in het algemeen niet vaak gebruikt.
De filosofie van de neurowetenschap is een interdisciplinair vakgebied, het betreft in de eerste plaats een toepassing van neurowetenschappelijke concepten ten aanzien van traditionele filosofische vragen. Bijvoorbeeld het verkennen van diverse mentale representatie theorieën en het opmaken van connectomen. Op de tweede plaats betreft het de fundamentele vraagstukken binnen de neurowetenschap zelf, dit wordt als onderscheiding ook wel neurofilosofie genoemd. Een voorbeeld hiervan is de indirectheid van de studies, men kan het karakter van mentale processen niet (rechtstreeks) meten. Hoewel het debat over de relatie tussen hersenen en bewustzijn open staat voor discussie, zijn de neurowetenschappen wel relevant voor de filosofie en vice versa.

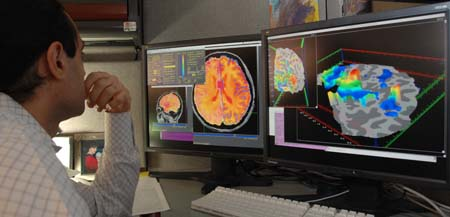
Met functionele MRI probeert men na te gaan welke hersengebieden actief zijn bij bepaalde gewaarwordingen.

Het ontdekken en beschrijven van neurale correlaten biedt geen (complete of eenduidige) theorie van het bewustzijn, er ontbreekt dan nog uitleg die aangeeft hoe bepaalde systemen (oorzakelijk) überhaupt iets kunnen ervaren. Maar het begrijpen van NCC kan een stap in de richting van een dergelijke theorie inhouden. De meeste neurobiologen gaan ervan uit dat de variabelen, die aanleiding geven tot het bewustzijn, zich bevinden in het neuronale niveau, gebaseerd op de klassieke natuurkunde. Daarnaast zijn er bewustzijnstheorieën die ook gebaseerd zijn op de moderne natuurkunde (lees hoofdstuk 'kwantummechanica' voor meer hierover).
Neurale modellen vanuit de klassieke natuurkunde beschrijven verschillende soorten neurale processen en eigenschappen, die gerelateerd zijn aan het bewustzijn. Met verschillende beeldvormingsapparatuur zoals elektro-encefalografie (EEG) en fMRI wordt er een samenhang aangetoond tussen hersenactiviteit en bewustzijnservaring. Er ontbreekt echter een oorzakelijk verband, vandaar dat het sinds de 21e eeuw een correlatie wordt genoemd. Op welke manier hersenenactiviteit daadwerkelijk het bewustzijn produceert is de grote vraag binnen de neurale onderzoeken. De neurale theorieën zijn enigszins allemaal verbonden (of overlappen) met elkaar.

#### Neurale oscillatie
Neurale oscillatie of synchronisatie is de ritmische of herhalende neurale activiteit in het centrale zenuwstelsel. Het zenuwweefsel kan op verschillende manieren oscillerende activiteit veroorzaken, die worden aangedreven door zowel interactie tussen neuronen als mechanismen binnenin neuronen. De macroscopische oscillaties, oftewel de hersengolven kunnen met behulp van EEG gedetecteerd worden. Sinds 1924 is het opnemen van hersengolven mogelijk gemaakt door de uitvinder van EEG; Hans Berger. Sindsdien zijn er tal van experimentele studies geweest, om bijvoorbeeld de functionele rol van neurale oscillatie te onderzoeken, maar er ontbreekt (nog) een volledige gelijkvormige uitleg. De mogelijke functies zijn; de neurowetenschappelijke benadering van het bindingsprobleem, neurale codering (informatieoverdracht) en de centrale patroongeneratoren (type neuraal netwerk).

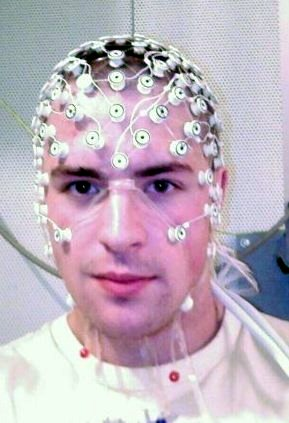
Een set-up van elektro-encefalografie opname-apparatuur

Een elektro-encefalografie weergave van gamma-golffrequenties

Diverse oscillaties worden onderverdeeld in hersengolven, die ieder weer hun eigen frequentie hebben. Sinds de opkomst van digitale elektro-encefalografie is het mogelijk om gamma-golven op te nemen. Die gamma-golven hebben een frequentiebereik van 25 tot 80 hertz. In 1988 werd er voorgesteld dat meerdere neuronen (zonder rechtstreekse verbinding) synchroon kunnen oscilleren als hun receptieve veld wordt gestimuleerd. Het fenomeen werd door veel opvolgende experimenten gedemonstreerd, met name door Francis Crick (mede ontdekker van DNA) en neurowetenschapper Christof Koch. Beide beweerden in 1990 dat een synchroniserende oscillatie van 40 hertz causaal verband zou hebben met het (visuele) bewustzijn. Naderhand in 2003 bleek uit (hun eigen) onderzoek; dat 40-hertz-oscillatie op zich onvoldoende aanleiding geeft tot een bewustzijnservaring.

De gezichtsbaan van een mens. Het corpus geniculatum laterale vertoont thalamocorticale oscillatie met de visuele cortex.

Aanvullend wordt er door de neurowetenschapper Rodolfo Llinás en zijn collega's voorgesteld dat het bewustzijn voortkomt vanuit zogenaamde thalamocorticale oscillatie (recurrent thalamo-cortical resonance); die hij overigens zelf heeft ontdekt. Dit is een waargenomen fenomeen van neurale oscillatie tussen de thalamus en de verschillende gebieden van de hersenschors. Waarin de ventrobasale specifieke (content) en de centrolaterale niet-specifieke (context) – oftewel de thalamocorticale systemen – op elkaar inwerken door synchroniserende oscillaties in gammafrequenties van 20 tot 50 hertz. Dit verklaringsmodel stelt voor dat informatie vanuit het zintuigstelsel in de hersenen wordt geïntegreerd als een algehele waarneming.
Ook de resultaten van de neurowetenschapper Andreas K. Engel en zijn collega's demonstreerden het belang van neurale synchronisatie, vooral de gammagolven die perceptuele informatie verwerken. Met name dat temporele correlaties (synchronisaties) voor een binding van functies kunnen zorgen, die vervolgens kunnen resulteren in (samenhangende) zintuiglijke representaties. Engel richt zich ook op de implicaties die neurale synchronisatie studies teweegbrengen, om zodoende de neurale correlaten van bewustzijn beter te begrijpen. Daarnaast richt hij zich op neurodynamica, een studie die interactie tussen mechanische en fysiologische eigenschappen of gedragingen van het zenuwweefsel bestudeert. Neurodynamica koppelt hij met enactivisme, die stelt dat cognitie ontstaat door middel van dynamische interactie van een waarnemend organisme samen met zijn milieu. Zodat hij vervolgens met die koppeling de grondslag kan onderzoeken van cognitie in de sensomotoriek, die motoriek en sensoriek (stimuli opdoen via zintuigen) met elkaar verbind.

#### Herintredende circuits

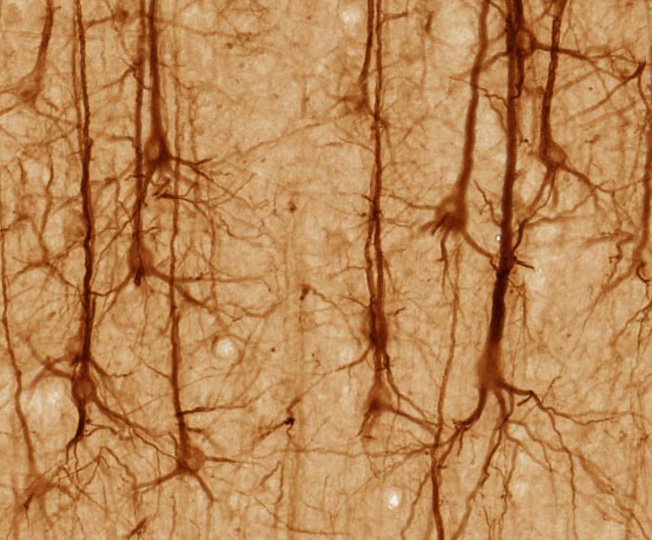
Neuronen kunnen zich met elkaar verbinden om zodoende een neuraal netwerk te vormen.

Herintredende neurale circuits (neuraal netwerk) is een theorie afkomstig van Nobelprijswinnaar (1972) en (neuro)bioloog Gerald Edelman. Volgens hem worden bewuste belevingen veroorzaakt door herintredende of terugwaarts-projecterende circuits (reentry) in de hersenen. Dit houdt in dat een bepaald gebied, zoals de primaire visuele schors (voor verwerking van visuele prikkels), niet alleen informatie ontvangt uit de buitenwereld. Maar ook vanuit de hogere gebieden in de hersenen, waarbij vooral de terugwaarts-projecterende neuronen een rol spelen. Deze theorie sluit aan bij het idee dat waarnemen gepaard gaat met een categorisatie of toekenning van betekenis. Onze waarneming van bijvoorbeeld een gezicht bestaat niet alleen uit een verzameling van afzonderlijke kenmerken (zoals ogen, neus en een mond), maar ook uit een blij of droevig gezicht, of een bekend of onbekend gezicht.
Vooral terugwaartse projecties vanuit de hogere gebieden in de hersenen dragen volgens Edelman bij aan een integratie en/of toekenning van betekenis of gevoelskleur aan de afzonderlijke kenmerken, dit is een mogelijke oplossing voor het bindingsprobleem. Ook bij neuralenetwerkonderzoeken spelen terugwaartse projecties een belangrijke rol, met name bij simulaties van functies zoals geheugen en waarneming. Overeenkomende theorieën stellen echter weer dat het bewustzijn niet een gevolg is van terugkoppelingen vanuit de hogere gebieden (naar de sensorische gebieden), maar dat het eerder tussenkoppelingen zijn van de hogere gebieden onderling. Een overeenkomende bewustzijnstheorie komt van Erich Harth, waarbij de creatieve lus een cyclus van zelfrefererende neurale activiteit voorstelt, bestaande uit terugkoppelingslussen tussen zintuigschakelaars, zoals het corpus geniculatum laterale voor visuele en auditieve waarneming.

#### Linkerhersenhelft interpretator

De linker grotehersenhelft.

Volgens de vooraanstaande cognitieve neurowetenschapper Michael Gazzaniga is het bewustzijn vooral geassocieerd met de linkerhersenhelft. Die functioneert als een soort hersenverteller; een zogenaamde interpretator. De interpretator probeert voortdurend de buitenwereld te begrijpen, en het gedrag samen te vatten en te interpreteren, zoals met een verantwoording afleggen. Daarbij kunnen ook fouten worden gemaakt zoals in het proces genaamd geheugenvervalsing. Bijvoorbeeld herinneringen worden gekoppeld aan gebeurtenissen die nooit echt hebben plaatsgevonden, er worden eventueel vergeten details in het geheugen (onterecht) aangevuld. In zijn baanbrekende gespleten breinstudies, liet Gazzaniga zien dat de rechterhersenhelft bewust was van het linkergezichtsveld en andersom. Met een laesie in de gezichtszenuw of in de primaire visuele cortex is een patiënt zich bewust van een scotoom (aangetast gezichtsveld). Echter met een laesie in de visuele associatieschors is de patiënt zich niet bewust van de scotoom.
Daarom is het bewustzijn volgens Gazzaniga en andere neurowetenschappers een verspreid fenomeen. Die zich in verschillende gebieden van de hersenen voordoet, de interpretator is zich alleen bewust van de (genererende) binnenkomende informatie. Het wordt daarmee gezien als een emergentie van eigenschappen, die van moment tot moment 'strijden' om hun aandacht te verkrijgen. De winnaar komt vervolgens naar voren als het onderliggende neurale systeem voor de bewuste ervaring van het moment. Volgens Gazzaniga komt de subjectieve gewaarwording voornamelijk voort uit onze dominantere linkerhersenhelft, die met een 'meedogenloze' zoektocht fragmenten verwoordt die in ons bewustzijn verschijnen.

#### Affectieve neurowetenschap

Emotie bestaat doorgaans uit een relatief korte bewuste ervaring, met intense mentale energie van plezier of ongenoegen, in vergelijking met een gemoedstoestand.

Affectieve neurowetenschap is de studie over de neurale mechanismen van emoties, opgezet door Jaak Panksepp. Het is een interdisciplinair vakgebied dat neurowetenschap combineert met de psychologische studie van persoonlijkheid, emotie en stemming. Emoties zijn gerelateerd aan de activiteit in verschillende hersengebieden, zoals: onze aandacht vestigen, gedragingen motiveren en vaststellen wat er gaande is.
Het periaqueductale grijs (PAG) in de hersenstam is een schakelcentrum; betrokken bij een aantal gedragingen, zoals de regulatie van hartslag en bloeddruk. Als er een laesie in het PAG zit dan treedt er bewustzijnsverlies op, deze observatie betekent niet dat het PAG het centrum is van bewustzijn, maar wel dat het PAG een cruciale rol speelt voor het bewustzijn.

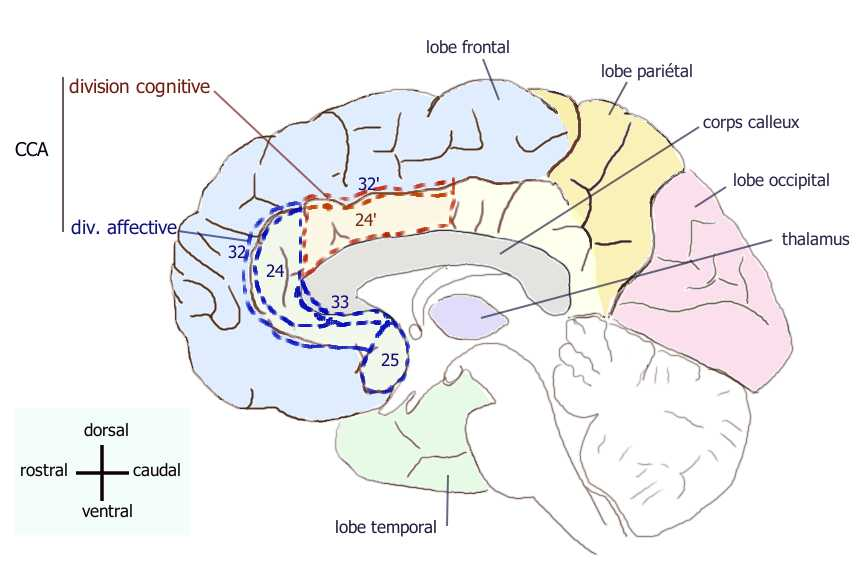
De cortex cingularis anterior onderverdeelt in cognitief (rood) en affectief (blauw).

Ook de cortex cingularis anterior (CCA) in de hersenen wordt geassocieerd met functies die samenhangen met bewuste ervaringen. Naast de autonome functies is CCA ook betrokken bij: stimulussubstitutie, besluitvormingstheorie, empathie, impulscontrole en emotie. Bijvoorbeeld bij het vertonen van korte emotionele video's aan vrouwelijke deelnemers is de activering in CCA hoger. Er zijn aanwijzingen dat het bewustzijn verband heeft met CCA, want wanneer reacties van proefpersonen niet overeenstemmen met de werkelijke situatie wordt er meer error-related negativity (ERN) aangemaakt. ERN wordt vlak na een foutieve reactie (of responsconflict) aangemaakt, maar vooral bij de bewustwording van tegenvallende prestaties of gebeurtenissen.
Francis Crick identificeert een specifiek gedeelte in de CCA (sulcus cinguli anterior) als een eventuele kandidaat en locatie voor de vrije wil van mensen. Crick baseert deze bevinding op scans van patiënten met laesies die hun gevoel van onafhankelijke wil lijken te belemmeren, zoals bij het alien-handsyndroom. Het syndroom kan optreden bij gespletenbreinpatiënten en wordt door sommige neurowetenschappers opgevat als een dual- of dubbelbewustzijn, waarbij het lijkt alsof er twee afzonderlijke bewustzijnen met elkaar concurreren.

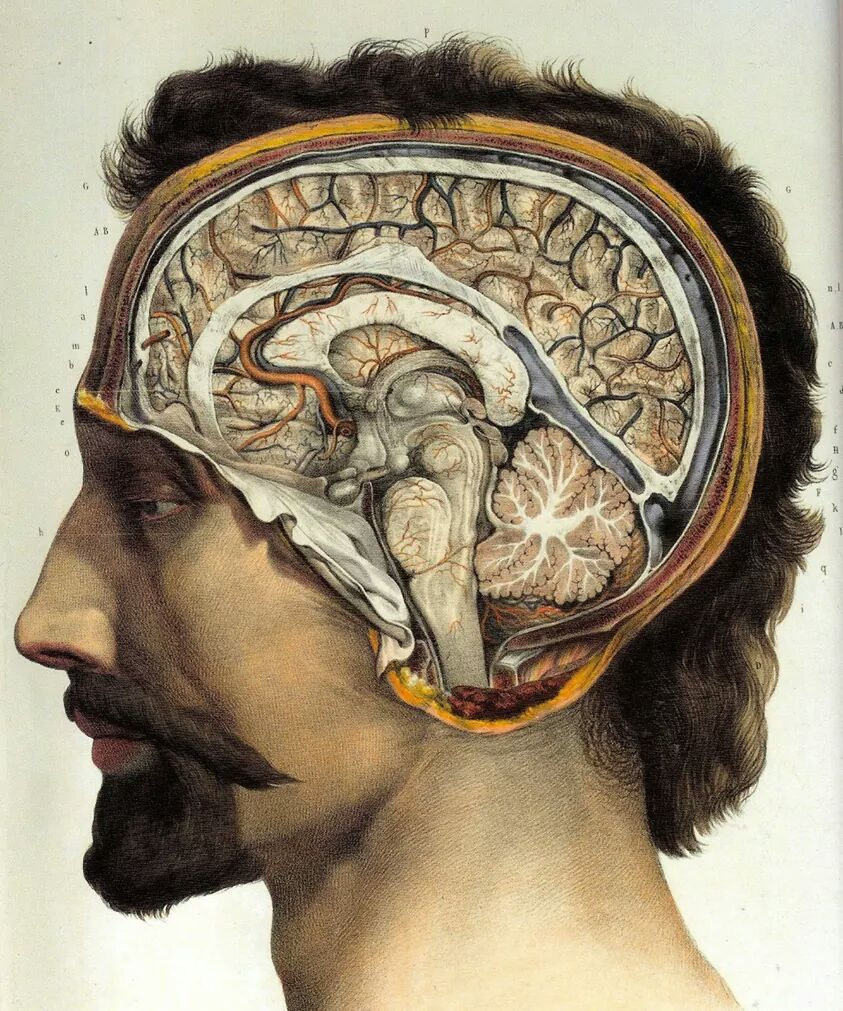
De neurowetenschap beschouwt de geest of het bewustzijn als de uitvoering van de hersenfuncties.

#### Bewustzijn na de dood
Bewustzijn na de dood valt binnen het kader van een leven na de dood. Bewustzijn hangt nauw samen met fysiologische hersenwerking, die bij een defect als hersendood, als afwezig wordt beschouwd. Door middel van diverse experimentele manipulaties van hersenactiviteit naar bewustzijn en andersom, wordt onderlinge beinvloeding aangetoond, bijvoorbeeld met functionele neurografie. Daarmee wordt de afhankelijkheid van hersenen aangegeven. Er is geen bewijs van een bewustzijn onafhankelijk van hersenen of na de dood. Desalniettemin is de mogelijkheid (nog) niet volledig uitgesloten. Dergelijke theorieën blijven daarom omstreden.

### Cognitiewetenschap
De cognitiewetenschap onderzoekt de inhoud en de werking van cognitie. Het is een interdisciplinair vakgebied die psychologie, kunstmatige intelligentie, filosofie, neurowetenschap, taalkunde en antropologie met elkaar verbind. Het omvat het onderzoek over intelligentie en gedrag, met vooral de nadruk op informatieverwerking, zoals in: perceptie, taal, geheugen, aandacht, redeneren en emotie. Cognitiewetenschap wordt ook wel de wetenschappelijke studie van de geest genoemd. In tegenstelling tot de neurobiologische verklaringen van de neurale correlaten van bewustzijn, richten de cognitieve theorieën over het bewustzijn zich vooral op verklaringen die het verband tussen neurale activiteit en bewustzijn wel beschrijven. Dankzij het conceptualiseren van het bewustzijn kunnen de eigenschappen daarvan in kaart worden gebracht, zodoende kunnen er toetsbare voorspellingen worden opgemaakt.

Een illustratie van het Cartesiaans theater.

#### Meervoudigeversiesmodel
Het meervoudigeversiesmodel van de filosoof Daniel Dennett is een fysicalistische theorie over het bewustzijn. Deze is gebaseerd op het cognitivisme, waarmee het bewustzijn wordt gezien als een vorm van informatieverwerking. Centraal staat de afwijzing van het door hem bedachte Cartesiaans theater, die een enkele plek in de hersens aangeeft waarin alles samenkomt, waardoor het bewustzijn vervolgens ontstaat. Dennett beargumenteert dat er niet een (enkele) bevoorrechte plaats is waar de werving van bewustzijn plaatsvindt, zoals met het Cartesiaans materialisme wel wordt beweerd.
Volgens het model is er diverse sensorische invoer nodig voor een bepaalde gebeurtenis, vervolgens zijn er diverse interpretaties over die invoer. Die sensorische invoer komt aan in de hersenen, waar het verscheidende keren wordt geïnterpreteerd. Deze reeks van fragmenten geven aanleiding tot een bepaalde bewuste gebeurtenis, oftewel de zogenaamde 'meervoudige versies' veroorzaken dan een gelijkvormig verhaal. Wanneer de fragmenten zijn voltooid, wordt het een gedraging; die niet meer 'in een theater' hoeft te wachten als een aparte presentatie daarvan. De theorie ontkent een duidelijke en eenduidige grens tussen bewuste ervaringen en fysieke verwerkingen. Volgens Dennett is het bewustzijn te vinden in de acties of stromingen van informatie, die over elkaar gaan van locatie tot locatie; in plaats van een 'enkelvoudige versie' of beschouwing van een bepaalde ervaring.

#### Globale werkruimte theorie

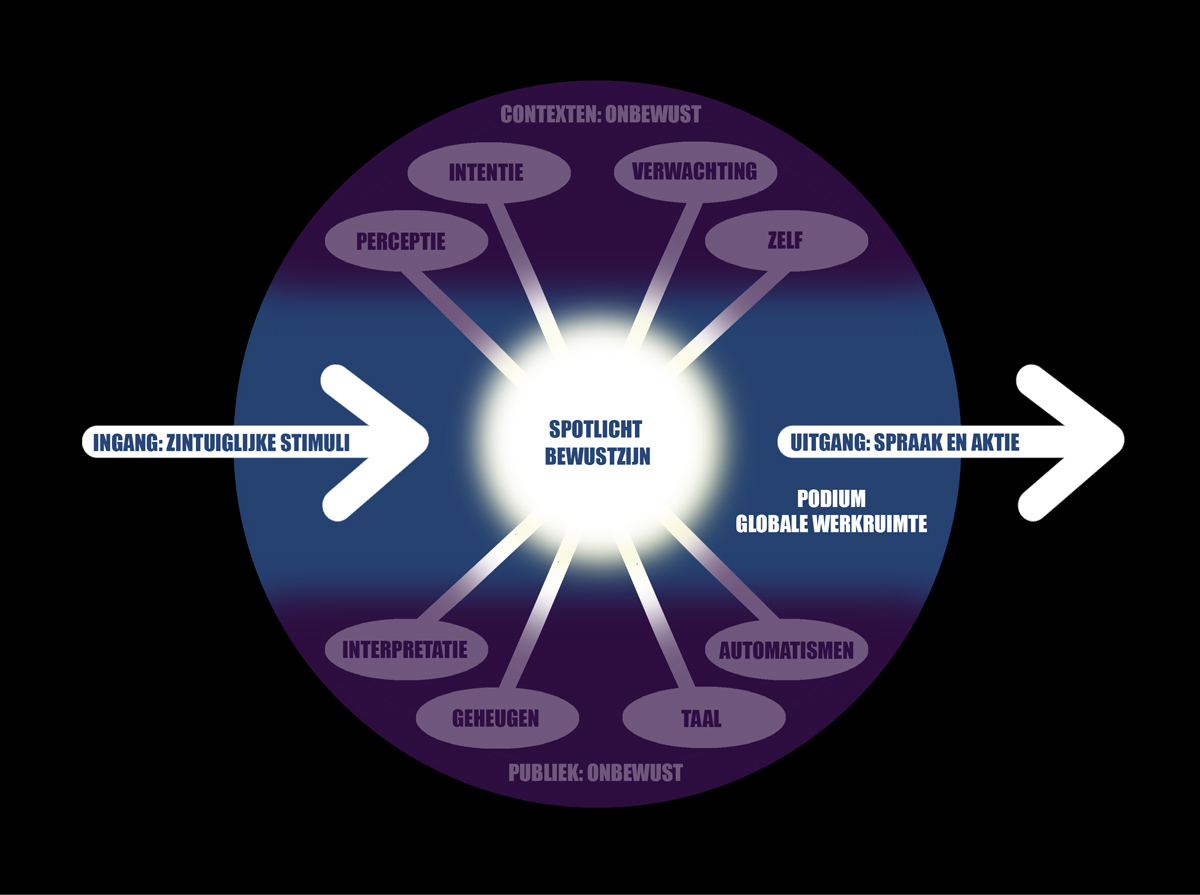
Een diagram van de globale werkruimte theorie.

De globale werkruimte theorie (GWT) komt vanuit de functieleer en is ontworpen door de neurobioloog Bernard Baars. GWT stelt dat de bewuste cognitieve inhoud beschikbaar wordt gemaakt in een 'globale werkruimte' – voor verschillende cognitieve processen, zoals: aandacht, evaluatie, geheugen en verbale communicatie. Het concept van GWT stelt een corresponderende gebeurtenis voor, oftewel een; 'tijdelijke actieve subjectieve ervaring' in ons werkgeheugen. Daar wordt het innerlijke leven mee bedoelt, waarin we onszelf kunnen voorzien van visuele beelden (mentale beeldvorming) en verhalen (de interne monoloog).
Voor de duidelijkheid wordt de zogenaamde theater-metafoor gebruikt (zoals de rechter afbeelding ook aangeeft). In het 'theater van bewustzijn' schijnt een spotlicht bestaande uit selectieve aandacht op het podium. Het spotlicht onthult de inhoud van bewustzijn, waar acteurs komen en gaan, een speech geven en interactie met elkaar hebben (de bewustzijnsinhoud). Het publiek is niet verlicht, die zitten in het donker (het onbewuste) naar het toneelspel te kijken. Achter de schermen zit het bestuur en de toneelknechten, scenarioschrijvers, scène ontwerpers en dergelijke (de uitvoerende processen). Zij zorgen samen voor de zichtbare activiteiten in het spotlicht, maar ze zijn zelf onzichtbaar. Dit concept verschilt met het Cartesiaans theater omdat het niet gebaseerd is op 'iemand' die het theater bekijkt, dat is eerder het zelfbewustzijn, daarnaast speelt het zich niet allemaal af op dezelfde plaats, het verschilt in die opzichten van een homunculus.

De cognitieve neurowetenschapper Stanislas Dehaene ontwikkelde computationele modellen van het bewustzijn, gebaseerd op GWT, die ook wel; 'globale neurale werkruimte theorie' wordt genoemd. Om de neurale basis te onderzoeken heeft hij functionele neurografie experimenten uitgevoerd, waarin hersenactiviteiten (attentional blink) werden opgenomen. Daaruit blijkt dat bewustwording van informatie een activatie verhoogt in de pariëtale en frontale hersengebieden.

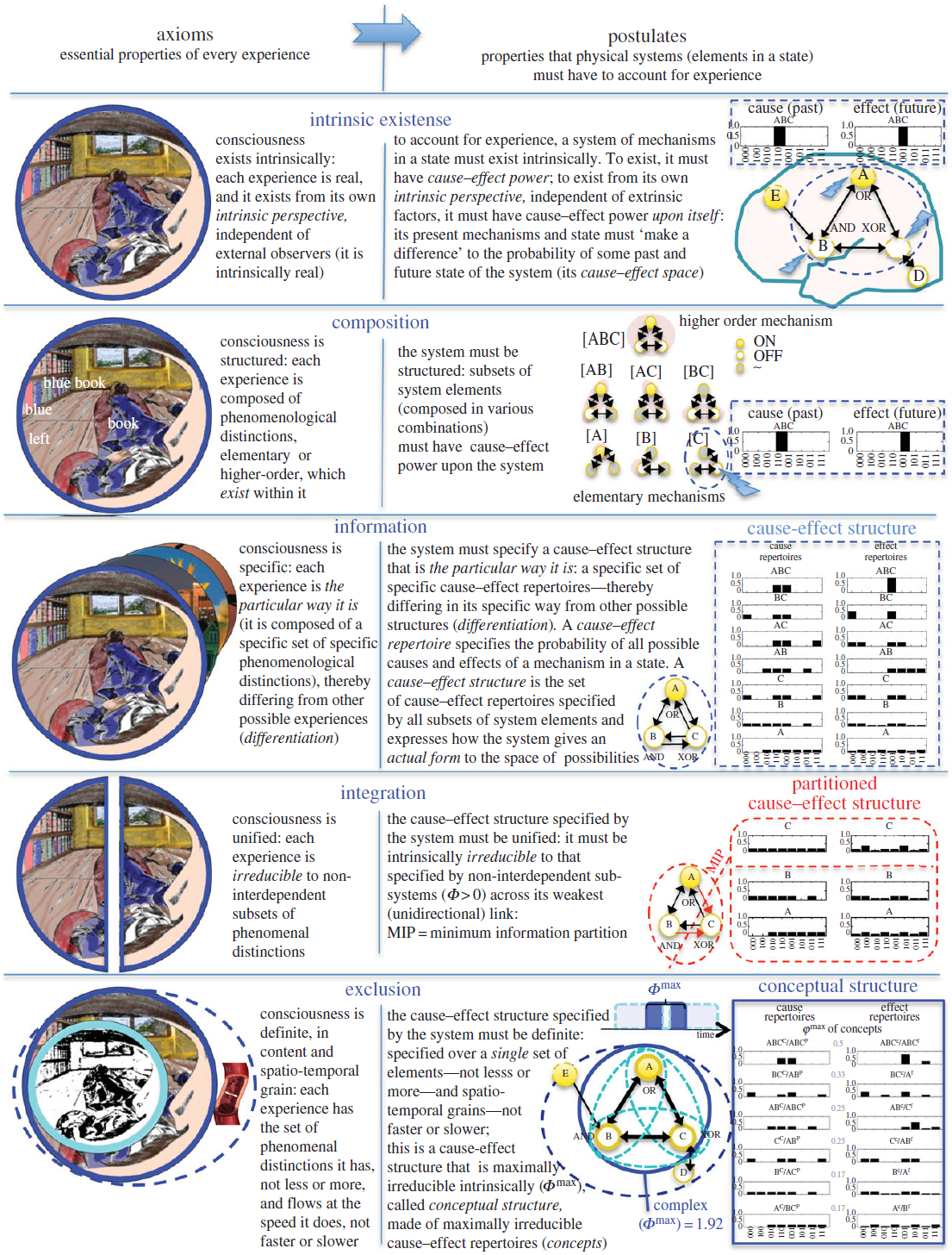
De Axioma's en postulaten van de geïntegreerde informatietheorie. De illustraties zijn gekleurde versies van Ernst Mach zijn werk: 'zicht vanuit het linkeroog'.

#### Geïntegreerde informatietheorie
Geïntegreerde informatietheorie (integrated information theory (IIT)) is een opgezet raamwerk die de aard van het bewustzijn probeert te verklaren en te begrijpen. IIT is ontwikkeld door psychiater en neurowetenschapper Giulio Tononi van de universiteit van Wisconsin-Madison. De geïntegreerde informatietheorie van bewustzijn probeert het bewustzijn of bewuste ervaring uit te leggen op het fundamentele niveau met behulp van de axiomatische methode. De theorie gaat uit van twee belangrijke stellingen over de aard van het bewustzijn: dat het bewustzijn informatie bevat van de betreffende ervaring, en dat informatieve onderdelen van een ervaring (qualia) integreren met elkaar.

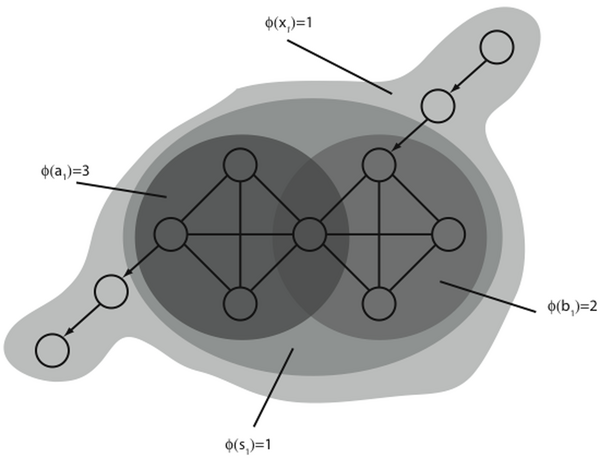
Een schematische weergave volgens de geïntegreerde informatietheorie, oftewel een systeemontleding van een overlappende samenstelling.

In plaats van te beginnen met de fysieke principes die nodig zijn voor het bewustzijn, begint IIT met de ervaring zelf, oftewel het bewustzijn. De essentiële eigenschappen van bewustzijn (de axioma's) worden eerst geïdentificeerd, om vervolgens te concluderen wat voor soort eigenschappen de fysische systemen (de postulaten) moeten hebben.
De axioma's zijn gekozen aan de hand van een criterium, namelijk: het gaat over ervaring zelf (als geheel), die is evident aanwezig; dus dat vereist geen bewijs, het gaat om de essentie dus het moet gelden voor alle soorten ervaringen, het moet een complete beschrijving zijn zonder vergeten eigenschappen, het moet consistent zijn zodat er geen contradicties onderling kunnen ontstaan, en ze moeten onafhankelijk zijn; zodat ze niet van elkaar afgeleid kunnen worden. Aan de hand van dat criterium zijn de axioma's van IIT: intrinsiek bestaan, compositie, informatie, integratie en exclusie. De axioma's kan men aannemen als vanzelfsprekende waarheden, verkregen door middel van introspectie (zelfonderzoek).
Vervolgens stelt IIT dat elke bewuste ervaring causaal wordt gegenereerd vanuit een fysiek substraat. Dit is een bewering in de vorm van een postulaat. Het is vrij opmerkelijk, in vergelijking met andere bewustzijnstheorieën, dat de geformuleerde postulaten een gevolgtrekking zijn van fenomenologie naar natuurkunde, in plaats van andersom. Dit is omdat IIT ervan uit gaat dat het bewustzijn en de axioma's daarvan daadwerkelijk bestaan, terwijl de fysieke substraten vermoedens of voorspellingen zijn, vanuit het bewustzijn gecreëerd. IIT verbindt de axioma's met de verantwoordelijke postulaten, die ook in wiskundige vorm worden weergegeven, waarin phi (Φ) staat voor de geïntegreerde informatie.
In een geüpdatete versie van IIT (3.0) worden vijf axioma's met hun postulaten in een overzicht vastgesteld:
| Axioma's/postulaten         | De essentiële eigenschappen van het bewustzijn                                                                                   | De vereisten voor de fysieke substraten van het bewustzijn |
| --------------------------- | --- | --- |
| Intrinsiek bestaan          | Bewustzijn bestaat echt: onmiddellijk en absoluut, daarbij onafhankelijk van externe waarnemers.                                 | Het systeem van mechanismen kunnen in een bepaalde toestand ervaringen genereren, die intrinsiek bestaan door hun oorzakelijke vermogen (die het verschil maken) op zichzelf. |
| Samenstelling of compositie | Bewustzijn is gestructureerd: elke ervaring is een samenstelling van verschillende eigenschappen.                                | Het systeem moet gestructureerd zijn want een subsectie van het systeem draagt bij aan de specifieke aspecten van ervaring. |
| Informatie                  | Bewustzijn is specifiek: elke ervaring is op een bepaalde manier die verschilt ten opzichte van andere ervaringen.               | Het systeem van mechanismen moet in een bepaalde staat zijn om conceptuele structuur in een conceptuele ruimte kunnen specificeren. Met een spanwijdte van verleden-toekomsttoestanden die zich in een systeem op een bijzondere manier onderscheiden (verschillen) van andere mogelijke conceptuele structuren. |
| Integratie                  | Bewustzijn is verenigd: elke ervaring is onherleidbaar tot eigenschappen die niet afhankelijk zijn van elkaar.                   | Het systeem moet worden verenigd, de conceptuele structuur die gespecificeerd wordt moet door de onafhankelijke subsystemen onherleidbaar zijn naar zichzelf. |
| Uitsluiting of exclusie     | Bewustzijn is definitief: elke ervaring is beperkt, de ervaring is niks meer of minder, het sluit een andere soort ervaring uit. | Het systeem moet definitief zijn op elementair en tijdruimterijk gebied, die maar één conceptuele structuur specificeert, namelijk diegene die maximaal onherleidbaar is. |

#### Hogere orde theorie

De dorsale route (groen) en ventrale route (paars) vanuit de visuele cortex betreft de lagere orde van visuele waarneming.

De hogere orde theorie (HOT) van bewustzijn stelt dat het bewustzijn bestaat in percepties, gedachten of overtuigingen vanuit een lagere of eerste mentale functie. HOT probeert de kenmerkende eigenschappen van het bewustzijn te verklaren als een verband tussen de bewuste toestand in kwestie en een hogere orde met een bepaalde representatie daarover, zoals een perceptie of gedachte. Vooral het fenomenele bewustzijn is vermoedelijk een representatie door een hogere orde vanuit een (quasi) perceptuele inhoud, zoals bijvoorbeeld een mentale beeldvorming.
Hogere orde theorieën onderscheiden zich van andere cognitieve bewustzijnstheorieën, omdat die alleen een eerste orde van mentaliteit omschrijven, bestaande uit bepaalde soorten die het bewustzijn vormen. HOT houdt ook rekening met het verschil tussen een onbewuste (lagere orde) en een bewuste (hogere orde) hersenverwerking. Beide soorten mentale verwerkingen betreffen een verandering van een eerste orde, volgens HOT is datgene wat cognitie bewust maakt; een hogere orde observatie van een eerste orde verwerking. In termen van de neurowetenschap is HOT gerelateerd aan de verbinding tussen het eerste zintuigstelsel, zoals in de occipitale kwab, en de hogere orde representaties, zoals in de pariëtale kwab. Bijvoorbeeld bij visuele waarneming wordt onderscheid gemaakt tussen een vroegere onbewuste waarneming en een latere bewuste waarneming. Er zijn verder diverse types van de hogere orde theorie, die ieder hun eigen eigenschappen van de lagere en hogere orde beschrijven. De hogere orde theorieën zijn ontstaan in de filosofie, maar krijgen ook ondersteuning vanuit de wetenschap.
Er zijn overigens diverse andere cognitieve theorieën met overeenkomsten, zoals Attended Intermediate-level Representation theory (AIR) van Jesse Prinz, self-model theory of subjectivity (SMT) van Thomas Metzinger en prediction error minimization (PEM) van Jacob Hohwy. Een bevredigende wetenschappelijke theorie van bewustzijn vereist een specificatie van gedetailleerde mechanistische modellen. Er is echter geen model van bewustzijn die voldoende of volledig rekening lijkt te houden met de multidimensionale eigenschappen van een bewuste ervaring. Hoewel sommige van deze modellen bekendheid hebben opgedaan en aansluiten op neurobiologische bevindingen, bestaat er ook kritiek op de cognitieve concepten. Er is bovendien nog niet een definitief model, of fundament die als algemeen aanvaard wordt beschouwd.

### Bewustzijn en AI
Of een AI-systeem ooit een vorm van bewustzijn kan verwerven is onderwerp van veel discussie. In het volgende schema worden wat verschillen en overeenkomsten opgesomd:

#### In schema
| bewustzijnskenmerk                                     | wezens met een centraal ontwikkeld zenuwstelsel | AI-systemen en artificiële neurale netwerken |
| verworven kennis                                       | wordt op economische wijze opgeslagen in neurale netwerkstructuren . Reeksen gebeurtenissen in de vorm van verhalen | dataopslag in een hiërarchische structuur waar vele varianten in mogelijk zijn. |
| nieuwe ervaringen                                      | worden opgenomen via zintuigen, maar worden daarin ook beïnvloed door interne signalen zoals herinneringen, angst, emoties, schrik en hormonale reacties | vragen aan AI-systemen (zoekopdrachten) leveren gegevens op uit bestaande, maar zich voortdurend uitbreidende databases op internet. Dit kunnen ook beelden en geluiden zijn, maar niet zgn. qualia, die zintuig-specifiek zijn. Het zoekgebied kan door een externe censor beperkt worden. De geleverde gegevens zijn niet "nieuw", maar in de geleverde combinatie kan het de gebruiker wel nieuwe inzichten en betekenissen geven. |
| Verwachtingspatroon                                    | Een voortdurend geactualiseerd (zintuigelijk) verwachtingspatroon stelt het bewustzijn in staat om afwijkingen snel te detecteren en daarop te reageren. | Een robot heeft een voorgeprogrammeerd verwachtingspatroon dat noodzakelijk beperkt is. Met iets dat daar buiten valt kan hij niks beginnen. |
| paradigma verschuivingen (verandering van wereldbeeld) | geleidelijke aanpassing van de neurale structuur, afhankelijk van de hardnekkigheid van die paradigma verschuiving. Synaptische plasticiteit speelt hier een belangrijke rol. | een nieuwe hiërarchische structuur kan worden gevormd naast reeds bestaande structuren totdat (extern) besloten wordt welke structuur gehandhaafd moet worden |
| doelgerichtheid                                        | alle levende wezens zijn in hun gedrag doelgericht met het oog op handhaving van hun zelf en vergroting van hun overlevingskans Doelgerichte handelingen worden bewust voortdurend gemonitord door vergelijking met de verwachte uitkomsten van die handeling. Zie verder bij "aandacht". | AI-systemen zijn dienstbaar aan de gebruiker: hun doel is dus extern gericht. Om doelgerichtheid op zich zelf te kunnen betrekken zou een AI-systeem onafhankelijk moeten kunnen opereren van zijn opdrachtgever (bv. als robot). Maar het doel van zo'n robot zal nog steeds extern geprogrammeerd moeten worden. Automatische wapens die zelf hun doel zoeken, kunnen binnen een beperkte context algoritmisch hun acties aanpassen. |
| betekenisgeving                                        | "begrijpen" is een vorm van betekenisgeving waarbij nieuwe ervaringen worden vergeleken met reeds verkregen kennis en kan dan leiden tot mogelijke doelgerichte vervolgacties van het individu                                                                                            | AI-systemen kunnen niet autonoom betekenis toekennen aan kenniselementen in hun database omdat zij daarvoor een subjectieve doelgerichtheid missen. Standaard AI-systemen interpreteren de opdracht die hun gegeven wordt echter wel in het licht van reeds bekende betekenissen in hun database. Een robot met sensoren die op de buitenwereld gericht zijn moet op die signalen reageren om doelgericht te kunnen opereren. Dit vereist betekenisgeving in een vooraf opgesteld stramien, dat noodzakelijkerwijs beperkt is en extern (door mensen) bepaald is. Ook collectieve besluitvorming van meerdere robots is mogelijk |
| verwerking van signalen                                | veel signalen worden zonder er bij na te denken, dus onbewust, verwerkt en kunnen leiden tot automatische handelingen. Signalen die afwijken van het verwachte patroon worden echter wel bewust waargenomen.                                                                              | Signalen zijn opdrachten door een externe opdrachtgever en worden automatisch/algoritmisch verwerkt. Signalen via externe sensoren worden eveneens algoritmisch verwerkt |
| aandacht                                               | aandacht en bewustzijn liggen in elkaars verlengde, alhoewel over deze relatie verschillende opvattingen zijn. Processen die automatisch (algoritmisch) verlopen behoeven geen aandacht en bewustzijn en laten ook geen sporen in het geheugen na                                         | de gegeven opdracht initieert een algoritmisch proces dat verder automatisch verloopt. Eventueel kan via externe signalen (sensoren bv.) het proces worden aangepast. Het meest kansrijke resultaat wordt gegenereerd en kan aanleiding zijn tot gedragsverandering bij robots. |
| tijdservaring                                          | tijdsperceptie is een voorbeeld van een qualia die alleen maar in een bewuste toestand wordt ervaren. Slaap etc. kent geen tijdservaring. De intensiteit van de bewust doorlopen ervaringen bepaalt de snelheid van de subjectieve tijdservaring                                          | tijd speelt geen rol. Er kan hooguit extern een limiet gesteld worden op de maximaal te besteden tijd aan de uitvoering van een opdracht. |
| empatisch vermogen                                     | spiegelneuronen en de emotionele verwerking van ervaringen spelen hier een belangrijke rol | geen equivalent vanwege het subjectieve karakter van dit kenmerk. Chatbots zijn echter wel in staat deze illusie te wekken. |

### Evolutie
| |  |  |
| Het zenuwstelsel, de zintuigstelsels en de hersenen, wordt wel gezien als systeemeis voor het bewustzijn. Het zenuwstelsel van mensen (links) bestaan uit ongeveer 100 miljard zenuwcellen. Een pantoffeldiertje heeft geen zenuwstelsel en bestaat slechts uit één cel, toch is hij in staat om: te bewegen, te vluchten voor vijanden, seks te hebben, voedsel te verzamelen en om te reageren op andere stimuli, zoals licht en aanraking. Zijn dat enkel reflexen en instincten, of is er een primitieve vorm van bewustzijn aanwezig? |  |  |

Bewustzijn is waarschijnlijk een geëvolueerde adaptatie, omdat het voldoet aan bepaalde criteria geformuleerd door George C. Williams, zoals: complexiteit, functionaliteit en het is klaarblijkelijk een eigenschap die de fitness verhoogt. Het is moeilijk om te achterhalen wanneer in de loop van de evolutie het bewustzijn precies is ontstaan.
Er is bijvoorbeeld aangevoerd dat bewustzijn is ontstaan met de eerste mensen, met de eerste zoogdieren, met de eerste zoogdieren en de vogels of met de eerste reptielen. Andere auteurs dateren de oorsprong van bewustzijn samen met de eerste dieren met een zenuwstelsel, of met de eerste gewervelden in het cambrium, meer dan 500 miljoen jaar geleden. Ook wordt de bewering gedaan dat iedere vorm van leven een bewustzijn heeft, of zelfs dat het bewustzijn een fundamenteel onderdeel van het universum is.
Donald Griffin stelt dat het bewustzijn geleidelijk is geëvolueerd. Elk mogelijk scenario roept daarnaast ook de vraag op wat de overlevingswaarde van het bewustzijn is. John Eccles stelt dat de bijzondere fysieke anatomische adaptaties van de hersenschors in zoogdieren de aanleiding gaven tot het bewustzijn. Daartegenover betogen anderen dat het bewustzijn veel primitiever is en evolueerde doordat het interactievermogen zowel met de omgeving als op sociaal gebied verbeterde. Als een energiebesparend gereedschap in plaats van alleen een lichamelijke energieverspilling.
Daniel Povinelli suggereert dat het bewustzijn is geëvolueerd in de grotere apen, die rekening moesten houden met hun eigen lichaamsmassa ten opzichte van de draagkracht van boomtakken. Daarmee in overeenstemming demonstreerde Gordon Gallup dat bonobo's, chimpansees en orang-oetans met de spiegeltest een zelfbewustzijn aantonen, terwijl gorilla's van de grond en de kleinere apen dat niet vertonen. Aangezien andere takken van diersoorten zoals eksters en duiven ook slagen voor de test, is het zelfbewustzijn een voorbeeld van convergente evolutie. Men dacht voorheen dat zelfherkenning ontstond in de neocortex van de hersenen, maar die is afwezig in vogels.

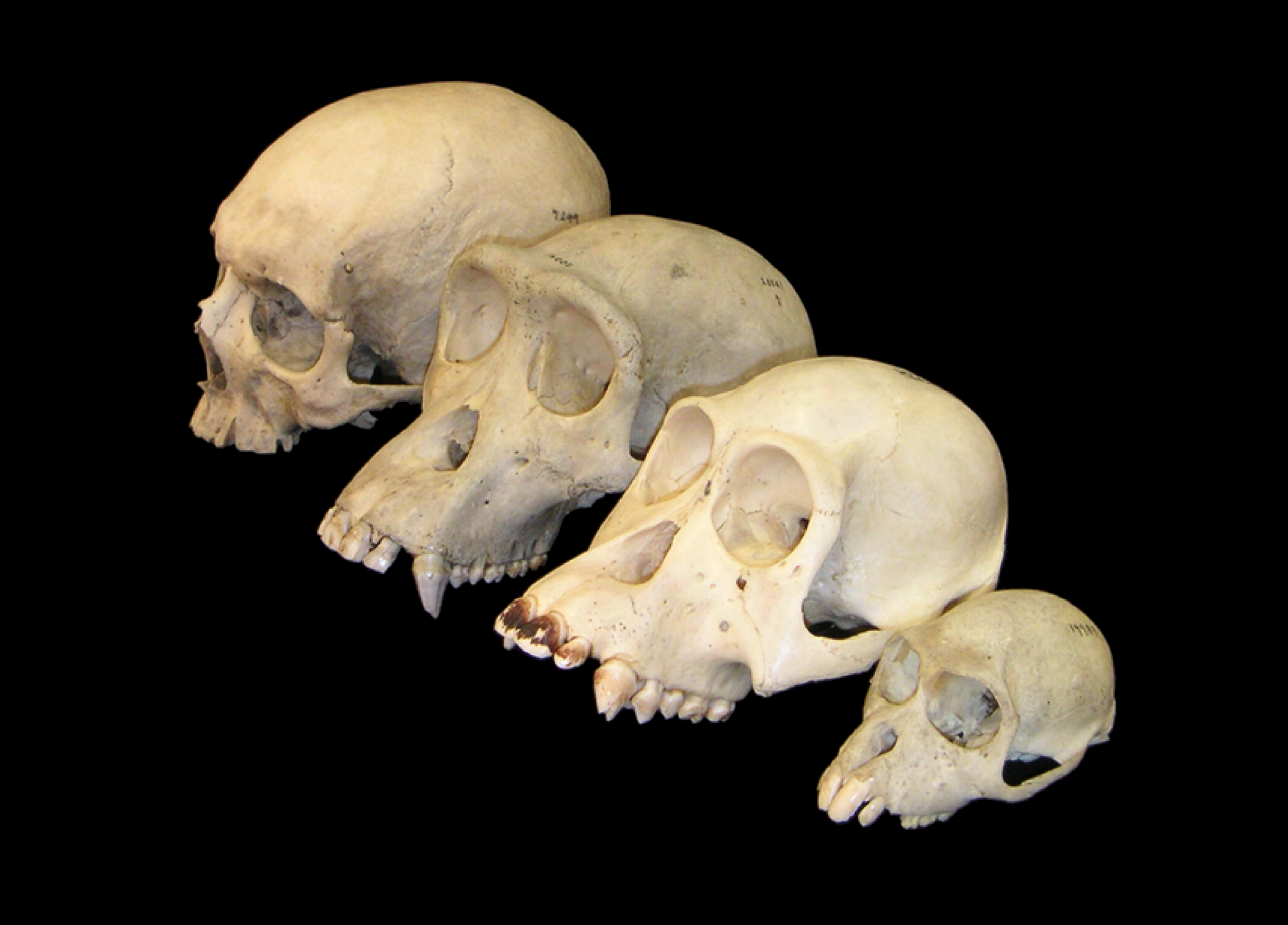
De evolutie van de hersenen, in verhouding tot lichaamsgrootte, van vroegere primaten naar mensen; is geleidelijk aan groter geworden.

Filosofen zoals Jerry Fodor veronderstellen dat kennis het doel is van perceptie (waarneming), maar evolutionair psychologen stellen dat het primaire doel van perceptie eerder een actiebegeleiding is. Meer dan de helft van de hersenverwerking wordt besteed aan het verwerken van sensorische informatie. Daarnaast verbruiken de hersenen een kwart van de totale stofwisseling, dus de zintuigen moesten wel uitzonderlijke voordelen bieden aan de verhoging van fitness. Het grote voordeel van perceptie is een weerspiegeling verkrijgen van de wereld; door middel van nuttige stimuli of informatie opdoen via de zintuigen.
De evolutionaire geschiedenis van het menselijke bewustzijn (of de geest) hangt nauw samen met de evolutie van menselijke; intelligentie, hersenen, emoties, moraliteit en taal. De tijdslijn van de menselijke evolutie begon ongeveer 7 tot 5 miljoen jaar geleden met de Hominini-afsplitsing van de nu nog levende geslachten; Pan (chimpansees) en Homo (mensen). Kenmerken van menselijke evolutie zijn bijvoorbeeld empathie, theory of mind, rouw, ritueel, taal, en gereedschap. Deze kenmerken komen ook voor bij andere zoogdieren, zoals: mensapen, olifanten en sommige walvisachtigen, alleen dan minder geavanceerd.

#### Verlengd bewustzijn

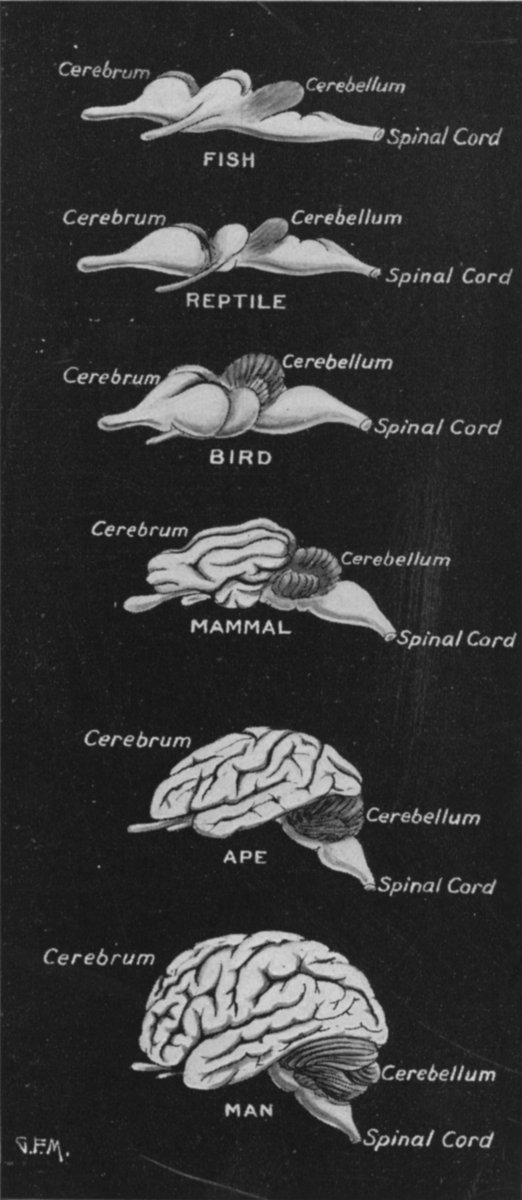
In grote lijnen heeft de evolutie van toename in hersenvolume geleid tot een toename van intelligentie en complexe gedragingen, dus wellicht ook in een toename van bewustzijn.

De bewustzijnstheorie van de erkende neurowetenschapper en neuroloog António Rosa Damásio bestaat uit drie lagen, die gebaseerd zijn op een hiërarchie van fasen, waarbij elke fase zich voortzet vanuit de voorgaande. De eerste fase is het basisprincipe van een organisme en wordt de protozelf genoemd, opvolgend komt de kernzelf en ten slotte de autobiografische zelf. De protozelf is het samenhangende geheel van de neurale patronen; die van moment tot moment alleen de (onbewuste) fysieke toestand van een organisme weergeeft. De daarbij benodigde hersengebieden zijn: de hypothalamus; die de homeostase controleert, de hersenstam; waarvan de kernen (nuclei) diverse lichaamssignalen verwerken, en de insula; die gekoppeld is aan emoties. Die emoties zijn onbewuste lichamelijke reacties op interne of externe gebeurtenissen.
De volgende fase is het kernzelf, of het kernbewustzijn, het organisme wordt hierbij voorzien van een zelfgevoel in het moment. De processen die in de hersenen de toestanden van het lichaam reguleren en representeren worden dan bewust. Deze vorm van bewustzijn is wel vrij primitief en beschrijft alleen een onmiddellijke ervaring, zoals met een plotselinge beleving van pijn of genot. De derde stap is het autobiografische zelf, of bewustzijn. Deze organismen hebben een identiteit, een ontwikkeld zelfbesef en een geheugen. Een vergelijkende omschrijving is die van Piet Vroon, die spreekt van een reptielenbrein, een zoogdierenbrein en een mensenbrein. Naast het evolutionaire perspectief en een enkele belevenis, kan Damasio's verklaringsmodel ook toegepast worden op een levensontwikkeling van een individueel organisme.

#### Neuraal darwinisme
Neuraal darwinisme, of neurale groepsselectie, is een grootschalige theorie van de hersenfuncties, opgesteld door Gerald Edelman. De theorie bestaat uit drie grote delen, waarvan het derde deel (herintredende circuits) is omschreven in een hoofdstuk onder neurowetenschap.
Met de andere twee delen maakt Edelman een onderscheid tussen primair en secundair bewustzijn:
- Primair bewustzijn: is het vermogen van mensen en dieren om waargenomen gebeurtenissen te integreren met geheugen, om zodoende een bewustzijn van het heden en het directe verleden te creëren; van de wereld om hen heen. Deze vorm van bewustzijn wordt soms ook wel het 'sensorische bewustzijn' genoemd, en wordt toegeschreven aan de meeste dieren. Het primaire bewustzijn is de aanwezigheid van verschillende subjectieve zintuiglijke inhoud van bewustzijn, zoals: sensaties, emoties, waarneming en mentale beeldvorming. Het omvat bijvoorbeeld het ervaren van blauwheid van de oceaan, vogelgefluit horen of het gevoel van pijn. Dus het primaire bewustzijn verwijst naar het bewust zijn van dingen in het heden, zonder enig gevoel van verleden en toekomst.[466]
- Secondair bewustzijn: is een individu's toegankelijkheid van zijn geschiedenis en plannen, het wordt ook vaak geassocieerd met het bewust zijn van eigen bewustzijn. Het biedt de mogelijkheid om voorbij de grenzen te gaan van het huidige geheugen, ten opzichte van het primaire bewustzijn. Secondair bewustzijn is afhankelijk van het primaire bewustzijn, het omvat bepaalde functies, zoals: bewuste zelfreflectie, abstract denken, wil en metacognitie.[467][468]

| |  | |
| De verbinding van de hersenstam (blauw) en het limbische systeem (rood) zorgt voor de essentiële lichaamsfuncties en overlevingsfuncties. Deze zenuwstelsel organisatie wordt met het primaire bewustzijn in verband gebracht. |  | De verbinding van de thalamus en de cortex cerebri (aan de bovenkant wordt het weergegeven) wordt met het secondaire bewustzijn in verband gebracht. |

De theorie focust zich op twee verschillende zenuwstelsel organisaties: enerzijds de hersenstam en het limbisch systeem en anderzijds de thalamus en de cortex cerebri. De hersenstam en het limbische systeem zorgen voor de essentiële lichaamsfuncties en overleving. Terwijl het thalamocorticale systeem signalen ontvangt van de sensorische receptoren, die signalen verstuurt naar de spieren, zoals die van armen en benen. De theorie stelt dat de verbinding van deze twee systemen dieren heeft geholpen tijdens de evolutie om (extra) adaptief gedrag aan te leren. Andere wetenschappers suggereren echter dat het primaire bewustzijn is voortgekomen vanuit het autonome zenuwstelsel in de hersenen. Dat wil zeggen; dat de evoltionaire oorsprong afkomstig zou zijn vanuit sensaties en primaire emoties; die voortvloeien uit sensoren en receptoren, zowel inwendig als uitwendig. Die signaleren of het welzijn van een dier direct wordt bedreigd door bijvoorbeeld: zuurstofgebrek, dorst, honger, pijn of extreme temperatuurverandering. Dit is gebaseerd op neurologische gegevens, waaruit blijkt dat de thalamus, hippocapmpus, orbitofrontale cortex, insula en de middenhersenen daarbij betrokken zijn.

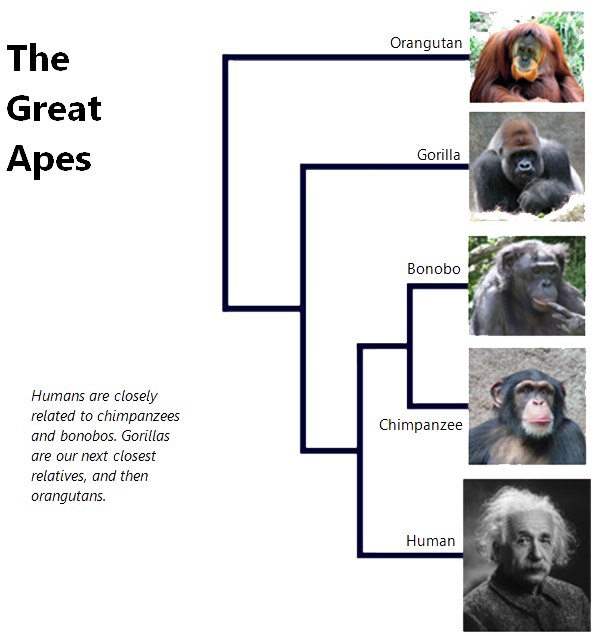
Het secondair bewustzijn wordt waargenomen bij alle mensachtigen.

Hoewel dieren met primair bewustzijn wel een langetermijngeheugen hebben, missen ze een uitdrukkelijke interpretatie. In het beste geval kunnen zij alleen in het moment dealen met de rechtstreekse plaats van handeling. Hoewel ze daarmee nog wel een voordeel hebben ten opzichte van dieren zonder die capaciteit, bracht de evolutie daarnaast een toenemende complexiteit voort in het bewustzijn, die met name bij zoogdieren voorkomt. Dieren met die complexiteit hebben het zogenaamde secundaire bewustzijn. Secondair bewustzijn wordt waargenomen bij dieren met semantische mogelijkheden, zoals bij de vier mensachtigen. De rijkste vorm is aanwezig bij de menselijke soort, die is uniek want het is een complexere vorm van communicatie (taal) die bestaat uit semantiek en syntaxis.
Er wordt ook nagegaan hoe de onderliggende neurale mechanismen van het primaire bewustzijn tijdens de evolutie zijn ontstaan en behouden. Er wordt voorgesteld dat ergens rond de divergentie van reptielen naar zoogdieren en vogels, de embryonale ontwikkeling voor een groot aantal nieuwe onderlinge neurale connecties zorgde. Op die manier werd er een rijkere 'herintredende' activiteit toegelaten tussen de meer achterste hersensystemen, voor het uitvoeren van perceptuele categorisatie, en de meer voorste hersensystemen, die verantwoordelijk zijn voor het 'waarde-categoriegeheugen'; oftewel herinneringen. Het vermogen van een dier om zijn huidige hoedanigheid te relateren aan zijn eigen (geleerde) voorgeschiedenis levert een evolutionair voordeel op. In latere evolutionaire tijdperken verschenen er meer 'herintredende circuits' die semantische en taalkundige uitvoering koppelde aan categorische en conceptuele geheugensystemen. Die ontwikkeling van het primaire bewustzijn veroorzaakte de evolutionaire opkomst van het secondaire bewustzijn.

#### Mentale evolutie

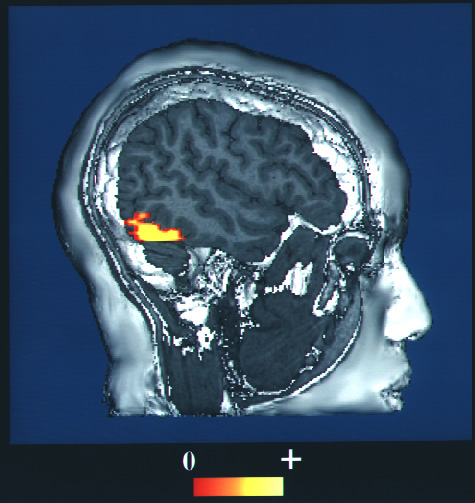
Een fMRI-scan van iemand die gezichten bekijkt, waarbij het fusiform aangezichtshersengebied geactiveerd wordt.

Modulariteit van de geest is het idee dat de geest of het bewustzijn, (gedeeltelijk) is samengesteld uit aangeboren neurale structuren of modules die afzonderlijke en vastgestelde evolutionaire ontwikkelingsfuncties hebben. Bijvoorbeeld bij een specifieke vorm van agnosie genaamd prosopagnosie is het fusiform aangezichtshersengebied beschadigd, waardoor men niet in staat is om gezichten te herkennen. Deze specifieke taak zou volgens de evolutionaire psychologie aangeduid kunnen worden als een zogenaamde gezichtsherkenningsmodule. Andere voorbeelden van (cognitieve) modules van de geest (vergelijkbaar met apps op een smartphone) zijn bijvoorbeeld: opvoeding, vriendschappen, partnerkeuze, voedselkeuze, taal, moralistisch oordelen etc. Dit standpunt wordt ook wel domeinspecifiek (of aangeboren kennis) genoemd; omdat de geestelijke vermogens worden gedifferentieerd op basis van specificiteit, oftewel het domein. Daarbij zijn ze enigszins genetisch bepaald of vooropgezet, ze worden geassocieerd met specifieke neurologische structuren in de hersenen. Het is een uitgebreide en modernere vorm van frenologie, vooral Jerry Fodor en Noam Chomsky hebben het idee van domeinspecifieke modulariteit van de geest doen herleven. Daarnaast staat het idee van modulariteit van de geest die stelt dat mentale processen interacties zijn tussen niet-domeinspecifieke faculteiten in de hersenen, zoals; geheugen, verbeelding, oordelen en waarneming. Beide visies onderling worden soms ook wel aangeduid als het nature-nurture-debat. Volgens de evolutionaire psychologie bestaat de menselijke psychologie uit psychologische adaptatie als gevolg van selectiedruk; ten opzichte van tabula rasa, want die stelt in principe dat psychische of mentale genetische erfelijkheid niet bestaat, met als verklaring dat ieder bewustzijn of geest 'schoon' of 'onbeschreven' begint; na zijn geboorte.
Memetica is de studie van mentale inhoud gebaseerd op de principes van evolutie(biologie), ten opzichte van genetica. In vergelijking met genen gaat het hierbij om de overdracht van memen die van persoon tot persoon overgaan. Een meme bestaat uit informatieve inhoud of een idee, die zich verspreidt door mensen in sociale netwerken. Ze worden overgedragen door: spraak, schrift, gebaren, apparatuur of andere manieren van nabootsing, aanleren of culturele overdracht. Een meme, zoals een geloof of stelling; kan 'gehost' worden in het bewustzijn van één of meerde individuen, waarna de meme zichzelf kan reproduceren van persoon tot persoon. Voorstanders van het concept noemen meer meme-eigenschappen, in analogie met de evolutie van genen, zoals: natuurlijke selectie, mutatie, genetische variatie, competitie en erfelijkheid. Die ieder het reproductieve succes van de meme beïnvloeden. Voortplantende memes die minder vruchtbaar zijn kunnen uitsterven, terwijl anderen overleven, 'gestorven' memes kunnen echter ook weer tot leven komen; wanneer er weer genoeg belangstelling voor is. Het succes van een meme hoeft overigens niks te zeggen over een bepaalde meerwaarde, want memes kunnen populair zijn maar tegelijkertijd ook onethisch; zoals bij terrorisme, of onwetend zoals bij pseudowetenschap, of onzinnig zoals bij sommige internetmemes. Vooral bij culturele memen is de kwaliteit vaak subjectief en een kwestie van smaak. Volgens Richard Dawkins, de bedenker van het concept, kunnen memen ook samenwerken, zoals religies die het idee delen van een leven na de dood, dergelijke samenklontering van memen noemt hij memencomplexen.

### Kwantummechanica

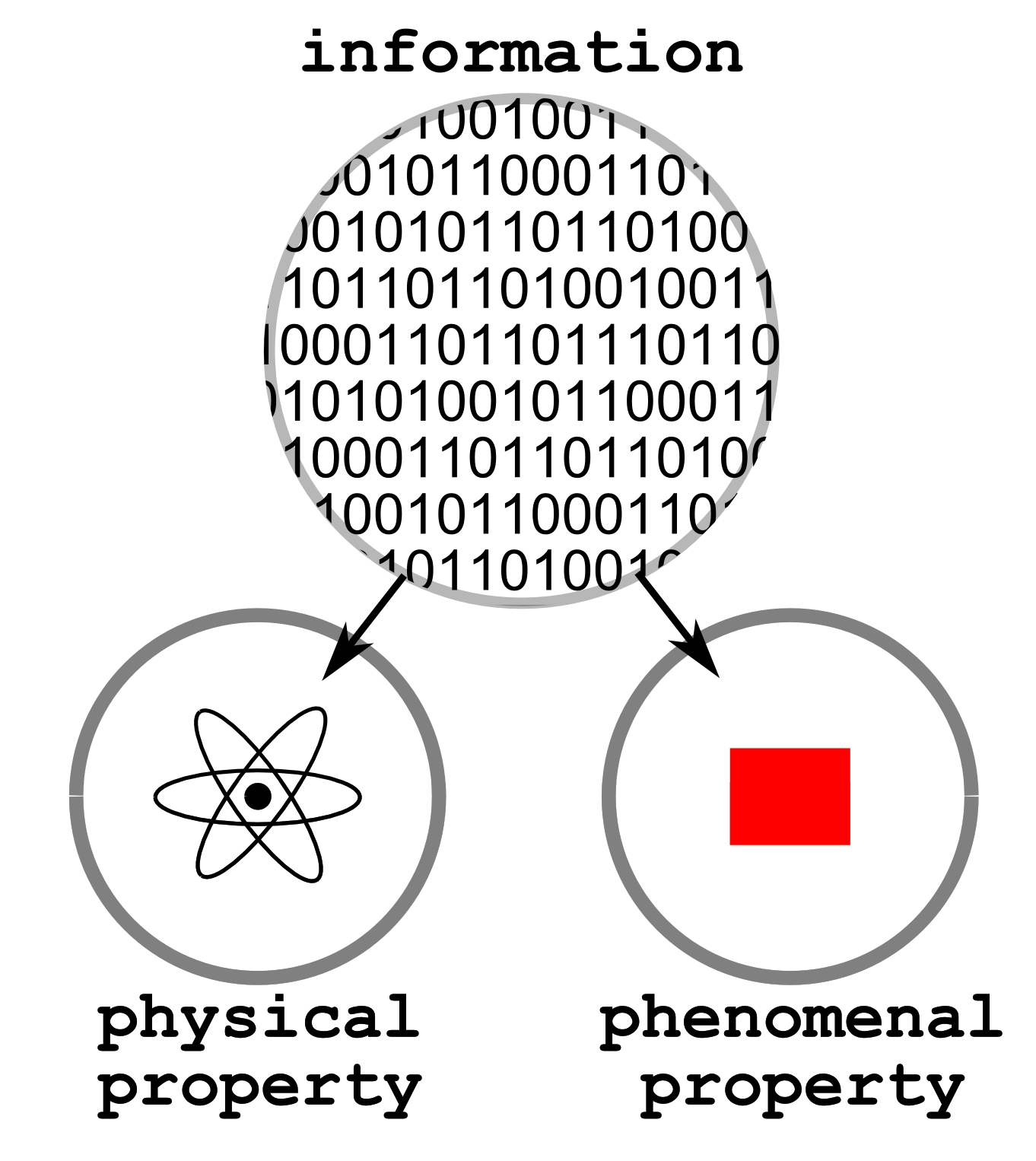
In vergelijking met de dubbel-aspecttheorie van informatie ziet David Bohm materie en bewustzijn als een expliciete orde vanuit een impliciete orde.

Er zijn ook natuurkundige theorieën van bewustzijn die een stap verder gaan dan de (standaard) cognitieve en neurale verklaringsmodellen. Het gaat om een groep van hypothesen die onder de noemer kwantumgeest of kwantumbewustzijn vallen. Volgens deze theorieën kan de basis van het bewustzijn niet verklaard worden binnen het kader van de klassieke natuurkunde. Zij stellen dat verschijnselen binnen de kwantummechanica zoals; kwantumverstrengeling en superpositie een belangrijke rol spelen in de hersenfuncties; die wellicht de basis van het bewustzijn kunnen verklaren. De voorstanders van het kwantumbewustzijn stellen dat het alternatieve en contra-intuïtieve karakter van kwantummechanica nodig is, om zodoende obstakels binnen de andere bewustzijnstheorieën te overbruggen. Binnen het onderzoek houdt men zich bezig met bepaalde kwesties, zoals de significantie van kwantummechanica binnen; het bewustzijnsonderzoek, de biologie of het zenuwstelsel, maar ook of de oorzaken van psychiatrische stoornissen verklaart kunnen worden als kwantumfysieke veranderingen.

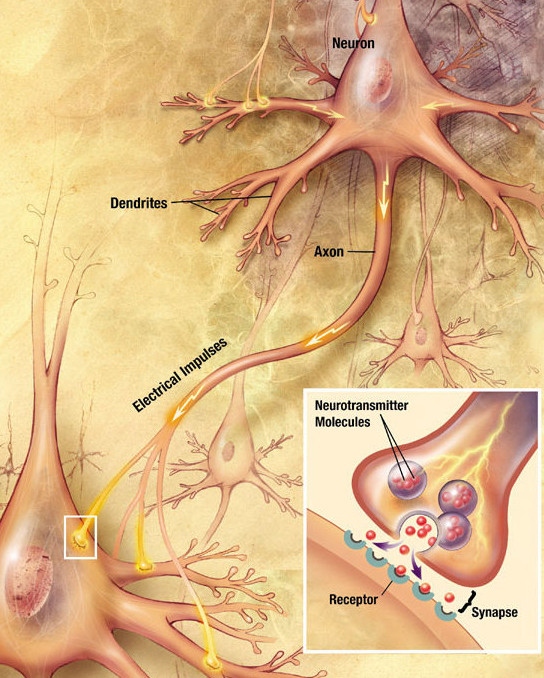
De conventionele opvatting is dat het bewustzijn ontstaat door de verbindingen tussen neuronen.

Eugene Wigner ontwikkelde het idee dat kwantummechanica iets heeft te maken met de werking van de geest of het bewustzijn. Hij stelde dat het ineenstorten van de golffunctie wordt veroorzaakt vanwege de interactie met het bewustzijn, bekend als de Von Neumann–Wigner interpretatie. Andere hedendaagse natuurkundigen en filosofen zijn van mening dat dergelijke argumenten niet overtuigend zijn. Victor Stenger kenmerkt het kwantumbewustzijn als een mythe, zonder een wetenschappelijke basis, die tussen het rijtje van goden, eenhoorns en draken thuishoort. Hoewel dergelijke theorieën vaak omstreden zijn en door sceptici worden afgewezen, als kwantummystiek, zijn er ook die door vooraanstaande wetenschappers worden voortgezet.
David Bohm is een prominent theoretisch natuurkundige, die kwantumtheorie en relativiteitstheorie bekijkt als tegenstrijdigheden van elkaar, die een meer fundamenteler niveau impliceren van het universum. Oftewel een verwijzing naar een diepere theorie, die hij formuleerde als een kwantumveldentheorie. Dit fundamenteler niveau wordt voorgesteld om het onverdeelde geheel te vertegenwoordigen, met een impliciete orde waaruit een expliciete orde kan voortkomen, die wij vervolgens kunnen ervaren. Impliciete en expliciete orde zijn twee verschillende beschrijvingen van hetzelfde fenomeen, of aspect van de realiteit, oftewel een dubbel-aspecttheorie. Zijn voorgestelde impliciete orde geldt zowel voor materie als bewustzijn, die de relatie tussen beiden zou kunnen verklaren. Hij ziet bewustzijn en materie als projecties in onze expliciete orde van een onderliggende impliciete orde. Hij stelt; wanneer we materie observeren; zien we in principe niks wat ons helpt om bewustzijn te begrijpen.
Hij nam de ervaring van luisteren naar muziek als voorbeeld. Stellend dat het gevoel van beweging en verandering, die deel uitmaken van een muziekervaring, afkomstig zijn van het bijeenhouden van het directe verleden en heden in de hersenen. Muzieknoten uit het verleden zijn eerder transformaties, in plaats van herinneringen; oftewel de muzieknoten die impliciet in het directe verleden waren, worden expliciet in het heden. Bohm zag de bewegingen, veranderingen of stromingen die samenhangen met ervaringen; als een manifestatie vanuit de impliciete orde, oftewel dat het bewustzijn (de expliciete orde) tevoorschijn komt vanuit de impliciete orde. Hij beweert dat het werk over baby's van psycholoog Jean Piaget daar bewijs van levert. Volgens Bohm laten deze studies zien dat jonge kinderen leren over tijd en ruimte; omdat ze al een ingebouwd of 'vastgelegd' begrip van beweging hebben; als (expliciet) onderdeel van de impliciete orde. Hij vergelijkt 'vastgelegd' met de theorie van Noam Chomsky, die stelt dat spraakleer is 'vastgelegd' in menselijke hersenen. Verder heeft Bohm geen voorstel gedaan hoe zijn theorie gefalsificeerd kan worden, door middel van bijvoorbeeld een specifiek neuraal netwerk aan te wijzen.

#### Holonomische hersentheorie

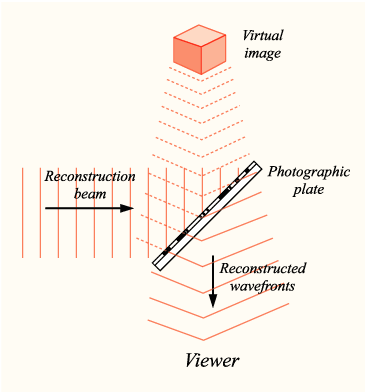
Een technische tekening van een hologram. Elke regio van de fotografische plaat bevat het hele beeld.

De holonomische hersentheorie of kwantumholografie is in eerste instantie door Karl Pribram ontwikkeld, later is de theorie in samenwerking met David Bohm verder uitgewerkt. Het is een model van menselijke cognitie en (kwantum)bewustzijn die de hersenen beschrijft als een holografisch opslagnetwerk. Pribram stelt dat de benodigde processen; de elektrische oscillaties in dendritische webben zijn, wat verschilt van de algemeen bekende actiepotentialen in de axonen en de synapsen. Die oscillaties zijn golven die interferentiepatronen creëren waarmee het geheugen van nature wordt gecodeerd, die patronen kunnen geanalyseerd worden met de fouriertransformatie. Pribram en anderen veronderstellen dat de overeenkomsten van de hersenprocessen, met de opslag van gegevens in een hologram; ook geanalyseerd kunnen worden met dezelfde fouriertransformatie.

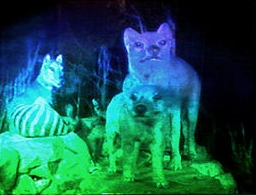
Een enkele hologram kan 3D-informatie op een 2D manier opslaan. Dergelijke eigenschappen kunnen eventueel ook hersenfuncties verklaren, zoals objecten bekijken vanuit verschillende posities terwijl er maar één positie is opgeslagen.

In een hologram kan elk gedeelte met voldoende ruimte het geheel van de opgeslagen informatie bevatten. In de theorie is elk gedeelte van een langetermijngeheugen eveneens verdeeld over een dendritische as, zodat elk deel van het dendritische netwerk alle opgeslagen informatie van het gehele netwerk bevat. Dit model staat voor een aantal belangrijke aspecten van het menselijke bewustzijn, waaronder het snelle associatieve geheugen, die verbindingen mogelijk maakt tussen verschillende delen met de opgeslagen informatie en de non-lokaliteit van geheugenopslag. Want een specifieke herinnering wordt niet opgeslagen op een specifieke locatie, zoals in een enkele neuron.
Een analogie hiervoor is het ontvangstgedeelte van een radio-antenne. Waarbij ieder gedeelte van de antenne toegang kan krijgen tot alle kanalen, het is vergelijkbaar met hoe de gehele informatie van een hologram is opgenomen in een onderdeel. Volgens de holonomische hersentheorie worden herinneringen opgeslagen in bepaalde algemene regio's, maar non-lokaal binnen deze regio's. Hierdoor kunnen de hersenen hun functie en geheugen behouden zelfs bij beschadiging. Het geheugen is pas beschadigd of verloren wanneer er geen enkel onderdeel groot genoeg meer is om het geheel te onthouden. Dat kan ook verklaren waarom sommige mensen hun intelligentie kunnen behouden, terwijl er grote tot halve delen van hun hersenen ontbreken, ook bij diverse kruissneden in de hersenen gaat het geheugen vaak niet verloren.
Pribram stelt voor dat de neurale hologrammen worden gevormd door de diffractiepatronen van oscillerende elektrische golven in de cortex. Het is tevens belangrijk om een verschil aan te duiden tussen het idee van holonomische en holografische hersenen. Pribram suggereert niet dat de hersenen functioneren als een enkele hologram. Integendeel, want de golven binnenin kleinere neurale netwerken creëren gelokaliseerde hologrammen in de grotere hersenfuncties, die patch van holografie wordt holonomie genoemd. Een holografisch model kan ook rekening houden met bepaalde geheugenfuncties, terwijl traditionele modellen dat niet (goed) kunnen, zoals het vroege verzadigingspunt van geheugen in het Hopfield-netwerk, want die kan resulteren in een behoorlijke vertraging of onbetrouwbaarheid. Anderzijds hebben holografische geheugenmodellen veel grotere (theoretische) opslagcapaciteit. De modellen kunnen diverse functies aantonen, zoals het associatieve geheugen, het opslaan van complexe connecties tussen verschillende concepten, maar ook het terughalen van 'vergeten' dingen, die lossy-gecomprimeerd zijn opgeslagen.

#### Georkestreerde objectieve reductie

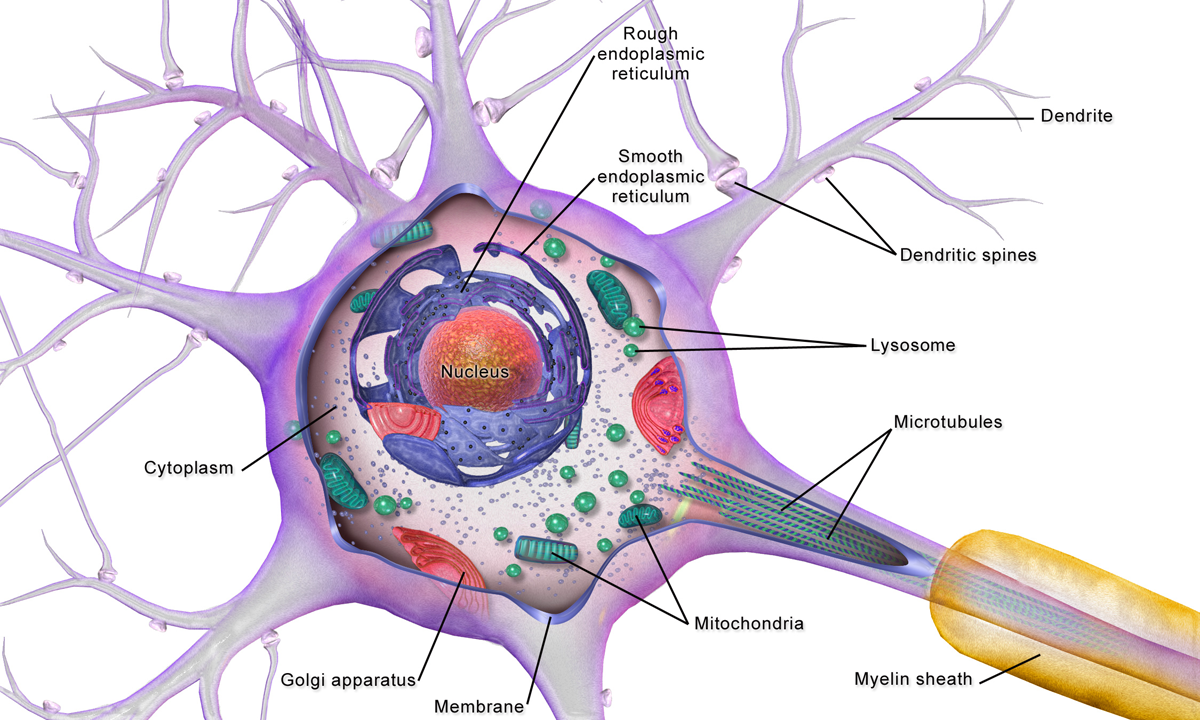
De microtubuli bevinden zich onder andere in de dendrieten van de neuron.

De wiskundige natuurkundige Roger Penrose en de anesthesioloog Stuart Hameroff werken samen aan een theorie genaamd georkestreerde objectieve reductie (Orch-OR). Het is een ruime combinatie van diverse benaderingen en disciplines, zoals moleculaire biologie, neurowetenschap, kwantumfysica, farmacologie, filosofie, kwantuminformatie (qubits) en aspecten van kwantumgravitatie. Orch-OR is een hypothese waarbij het bewustzijn in de hersenen afkomstig is vanuit de processen binnenin neuronen. Daartegenover staat de conventionele opvatting, die stelt dat het bewustzijn ontstaat door de verbindingen tussen neuronen. De objectieve reductie (OR) stelt dat het ineenstorten van de golffunctie wordt veroorzaakt zonder invloed van observatie. In tegenstelling tot de kopenhaagse interpretatie, waarbij het observeren niet geheel los staat van de ineenstorting.

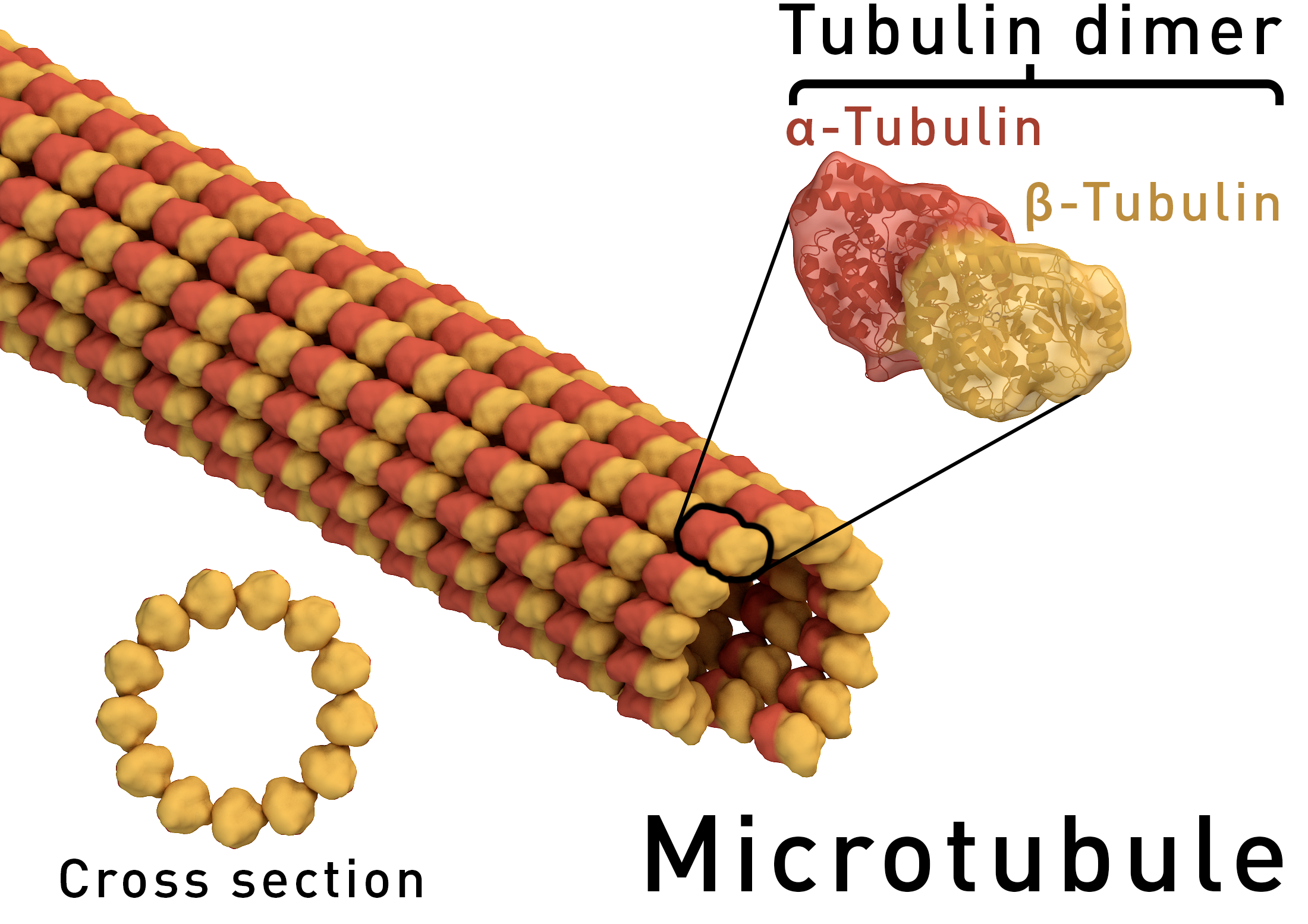
De structuur van een microtubule.

OR wordt georkestreerd door non-computable kwantumberekeningen, uitgevoerd door qubits die collectief gevormd worden in de moleculaire structuren van de microtubuli in de hersenen. De qubits zijn gebaseerd op oscillerende dipolen, die superpositionele resonerende ringen vormen in de helixvormige banen van de microtubulus. De oscillaties zijn elektrisch, door de ladingsscheiding vanuit londonkracht, of magnetisch (meest gunstig), door elektronspin en mogelijk door kernspin; want die blijven langer geïsoleerd en komen voor in de frequentiegebieden: gigahertz, megahertz en kilohertz. Orkestratie verwijst naar het hypothetische proces van microtubuli geassocieerde eiwitten (MAP), die de reductie van qubittoestanden orkestreren door de ruimtetijd-scheiding van hun superpositionele toestand te wijzigen. Uiteindelijk stelt Orch-OR dat het bewustzijn een proces in de structuur van het universum is; verbonden met de hersenen via kwantumberekeningen in de microtubuli.
Het argument van Roger Penrose vloeit voort uit de onvolledigheidsstellingen van Gödel. Penrose stelt dat een formeel systeem zijn eigen inconsistentie niet kan bewijzen, terwijl de onbewijsbare resultaten van Gödel wel bewezen kunnen worden door menselijke wiskundigen. Hij gebruikte deze vergelijking, om aan te geven dat menselijke wiskundigen geen systemen van formeel bewijs zijn; die lopen op een computable algoritme. Schaakcomputers kunnen mensen wel verslaan, maar hebben daarentegen totaal geen begrip van waar ze mee bezig zijn. Penrose stelt een nieuwe vorm van de interpretatie van de kwantummechanica voor (de Penrose-interpretatie); vanwege de willekeur in een aantal andere interpretaties. Hij stelt dat elke kwantum superpositie zijn eigen gedeelte van ruimtetijd heeft, die onstabiel worden en ineenstorten zodra ze wordt gescheiden door meer dan één plancklengte. Penrose suggereert dat objectieve reductie juist geen willekeur of algoritmische werking vertegenwoordigt, maar een non-computable invloed in de ruimtetijd geometrie. Waar eerst wiskundige inzichten uit voortkwamen, vervolgens met een theoretische uitbreiding, werd daar het bewustzijn van afgeleid.

Een diagram van de trilhaar van een eukaryoot.

Stuart Hameroff heeft na het lezen van Roger Penroses boek (The Emperor's New Mind) contact met Penrose opgenomen. De theorie van objectieve reductie, als een essentiële voorwaarde voor het bewustzijn, had in principe nog een biologische fundatie nodig. Stuart Hameroff leverde een hypothese die stelt dat de microtubuli in de dendrieten van neuronen geschikte gastheren zijn voor bepaalde kwantumgedragingen. Microtubuli zijn buisvormig en onderdeel van het cytoskelet, opgebouwd uit tubulinedimeren (eiwitten). Hameroff stelt dat neuronen in principe nog te groot zijn om bewustzijn als eigenschap te huisvesten. Hij geeft daarbij het voorbeeld van een pantoffeldiertje, die geen zenuwstelsel met neuronen heeft, maar toch in staat is om te zwemmen, te vluchten voor vijanden, seks te hebben en voedsel te vinden. Zowel tastzin als motoriek gebeurt door middel van trilharen, die ook zijn opgebouwd uit microtubuli. Het buigen van de trilharen en de signalering gebeurt door motoreiwitten, genaamd dyneïne en kinesine. Hetzelfde proces vindt ook plaats in de dendrieten van neuronen in de hersenen. Het zogenaamde tau-eiwit geeft aan door welke dendrieten de motoreiwitten moeten gaan, daarnaast functioneren ze ook als versteviging. De tau-eiwitten vestigen of coderen zich op bepaalde plekken op de microtubuli, wat een mogelijke biologische verklaring van het geheugen en leren zou kunnen inhouden. Bij de ziekte van Alzheimer is er bijvoorbeeld een tekort aan tau-eiwit waardoor microtubuli afbreken en de signalering binnen dendrieten wegvalt.
De theorie ziet microtubuli als een (gevoelsmatige) voorganger van het (organiserende) zenuwstelsel, die samen met de hersenen later ontwikkelde in de loop van evolutie. Daarnaast stelt Orch-OR dat de oorsprong van het leven vanuit het levenloze is ontstaan, in de zogenaamde oersoep. Net zoals het Miller-Urey-experiment aantoont kunnen (amfifiel) biomoleculen onder bepaalde omstandigheden ontstaan. Die moleculen kunnen micelstructuren (voorlopers van proteïnen) vormen, totdat een juiste sequentie zich positief voordoet, als een goed (OR)gevoel of 'protobewustzijn'. Vervolgens wordt die feedback aan de biologische structuur meegegeven; om zodoende het genot of een goed gevoel verder te optimaliseren. Volgens de theorie is een goed gevoel of genot de drijvende kracht van evolutie, als motivatie voor de 'zelfzuchtige genen'.
De Orch-OR theorie wordt behoorlijk bekritiseerd door wiskundigen, filosofen en wetenschappers. Voornamelijk vanwege de perifere veronderstellingen, zij verzoeken de auteurs daarom ook om herziening, oftewel een verdere uitwerking van de theorie, met daarbij vooral de basishypothese te behouden.
Bevestiging van de theorie komt van Anirban Bandyopadhyay, die met behulp van nanotechnologie en spectroscopie, kwantumtrillingen in microtubuli kan opnemen en weergeven. Daaropvolgend komt een studie met de werking van transcranieel pulserend ultrageluid (echografie), waardoor amyloïde plaques afbreken, maar ook geheugenfuncties van muizen met de ziekte van Alzheimer worden daardoor verbetert.

### Elektromagnetisme

Weergave van een elektromagnetisch veld.

De elektromagnetische theorieën (EM) van het bewustzijn stellen voor dat het bewustzijn opgevat kan worden als een elektromagnetisch verschijnsel. Elektromagnetische veldtheorieën stellen voor dat het bewustzijn ontstaat; wanneer de hersenen een elektromagnetisch veld produceren met specifieke eigenschappen. Een aantal EM theorieën van bewustzijn zijn ook kwantumbewustzijnstheorie, zoals quantumbreindynamica (QBD), die de hersenfuncties uitleggen binnen het kader van de kwantumveldentheorie. EM theorieën worden bijvoorbeeld voorgesteld door Susan Pockett en Johnjoe McFadden, die door anderen zoals William Uttal weer worden bekritiseerd.

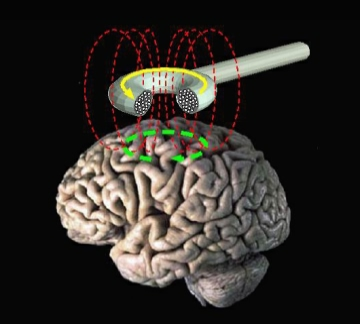
Transcraniële magnetische stimulatie heeft zowel diagnostische als therapeutische effecten.

Het uitgangspunt van Pockett en McFadden is wanneer er een neuron wordt afgevuurd om een actiepotentiaal te genereren, die resulteert in een postsynaptisch potentiaal in de opvolgende neuron, zodat er gelijktijdig een verstoring in het omringende elektromagnetische veld wordt gegenereerd. Oftewel er wordt een representatie gecreëerd vanuit de informatie van neuronen. McFadden stelt dat de digitale informatie van neuronen is geïntegreerd; om een bewust elektromagnetisch informatie veld (CEMI) in de hersenen te vormen. Bewustzijn wordt voorgesteld als het component van dit veld, die vervolgens de informatie teruggestuurd naar de neuronen, als een externe toestand daarvan. Gedachten worden gezien als elektromagnetische representaties van neurale informatie. Daarbij dat een ervaring van vrije wil (handelingskeuze); een subjectieve ervaring is van het CEMI-veld, vanuit de neuronen. Het gevoel van een subjectieve ervaring of qualia komt overeen met een bepaalde configuratie van het CEMI-veld. Zijn standpunt over vrije wil is daarmee deterministisch, neuronen genereren patronen in het EM-veld, die op zijn beurt weer het afvuren van bepaalde neuronen moduleert. Er is alleen een bewust agentschap in de zin dat het veld, of het downloaden van de neuronen, zich bewust is, maar de hersenprocessen op zich worden gedreven door een deterministische elektromagnetische wisselwerking. De theorie betoogd dat de representatie van het veld onderdelen integreert tot een geheel, zodat bijvoorbeeld een gezicht niet wordt gezien als een verzameling van willekeurige eigenschappen, maar als een volledig gezicht. De integratie van onderdelen, of de informatie in het veld wordt ook voorgesteld als een oplossing voor het bindingsprobleem.
Volgens de (theoretische) neurobioloog Bernard Baars, van het wetenschappelijke tijdschrift Consciousness and Cognition en de globale werkruimte theorie; kunnen de elektromagnetische theorieën van bewustzijn wetenschappelijk gezien niet serieus genomen worden. McFadden erkent dat zijn CEMI-veldtheorie verre van bewezen is, maar beweert wel dat het een legitieme weg is van wetenschappelijk onderzoek. De EM-veldentheorieën van bewustzijn worden niet zo vaak besproken als de kwantumbewustzijnstheorieën. Ook David Chalmers stelt dat er geen bijzondere reden is om aan te nemen dat het elektromagnetische veld in de hersenen aanleiding kan geven tot het bewustzijn. Daarentegen kunnen neuronen wel elektromagnetisch beïnvloed worden. Hoewel sommige onderzoekers het effect van transcraniële magnetische stimulatie voor medische doeleinden ontkennen, zijn er ook studies die duidelijke neurale effecten door EM-stimulatie hebben gevonden.

### Wiskundige natuurkunde

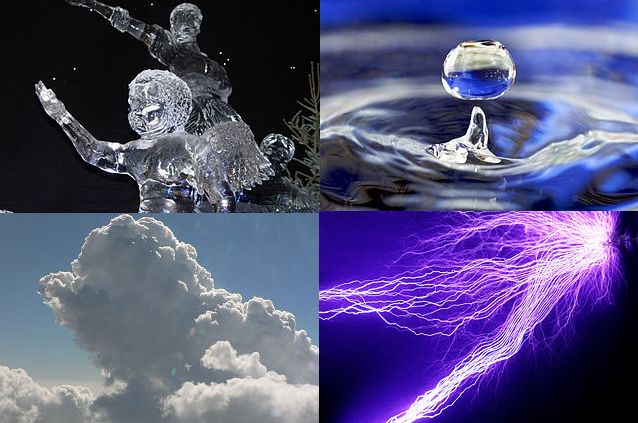
Net als vaste stof, vloeistof, gas of plasma wordt het bewustzijn ook wel gezien als een aggregatietoestand.

De natuurkundige kosmoloog en MIT-professor Max Tegmark beweert dat het bewustzijn een wiskundig patroon is. In zijn boek Our mathematical Universe (Ons wiskundig universum) verdedigt hij de stelling dat: Alle structuren die wiskundig bestaan moeten ook natuurkundig bestaan. Deze theorie suggereert dat die structuren complex genoeg zijn om zelfbewuste substructuren te bevatten. Deze zelfbewuste substructuren kunnen zichzelf dus subjectief zien, als bestaande in een fysieke 'echte' wereld. Dit idee wordt geformaliseerd als de 'wiskundig universum hypothese'.
Aansluitend stelt hij dat het bewustzijn een bepaalde toestand van materie is, zoals een vaste stof, een vloeistof of een gas. Oftewel het bewustzijn kan opgevat worden als een 'zoveelste' aggregatietoestand, net zoals diverse typen vloeistof zijn er ook diverse typen van bewustzijn. Het zijn volgens Tegmark niet de atomen of de elementaire deeltjes op zich, maar de manier waarop ze gerangschikt zijn, oftewel de wiskundige patronen of de structuur van materie. Hij noemt bijvoorbeeld water en ijs, die in principe uit dezelfde bouwstenen zijn opgebouwd, maar dan wel op een andere manier, net zoals verschillende configuraties van het bewustzijn, zoals; waken en slapen.
De (zelf)bewuste aggregatietoestand noemt hij 'perceptronium', in vergelijking met 'computronium' geeft dit de minimale systeemeisen aan van het bewustzijn; om te kunnen waarnemen, ten opzichte van de minimale systeemeisen voor een computer om te kunnen berekenen. Het is daarmee een (nieuwere) vorm van niet-reductief fysicalisme, hij benoemt vijf basisprincipes (die overeenkomen met andere theorieën) die bewuste materie onderscheidt van andere (onbewuste) fysische systemen, namelijk: informatie, integratie, onafhankelijkheid, dynamiek en nuttigheid. Daarbij stelt hij; het bewustzijn is hetgeen hoe informatie voelt. Uiteindelijk stelt hij dat het bewustzijn geen extra ingrediënt van het leven is, ten opzichte van de dood, maar dat het simpelweg een bepaalde samenstelling is, oftewel een wiskundig patroon.

### Noëtische wetenschap
De noëtische wetenschappen betreffen een multidisciplinair vakgebied; die objectieve wetenschappelijke gereedschappen, technieken en kennis samenbrengt met subjectieve innerlijke kennis. Bijvoorbeeld een onderbuikgevoel, intuïtie, voorgevoel of de manier waarop iemand van zijn kinderen houdt. Dergelijke ervaringsbelevingen kunnen niet (objectief) verklaart of bewezen worden, maar voelen of bestaan wel echt. Deze manier van weten wordt noëtiek genoemd. De noëtiek als filosofie is een metafysische tak die zich bezighoudt met de studie van het bewustzijn en intellect, met onderwerpen als actief en passief intellect en nous (hoger denkvermogen; 'ineens begrijpen').
Het Instituut voor Noëtische Wetenschappen is opgericht door voormalig astronaut Edgar Mitchell en Paul Temple in 1973, mede dankzij een bijzondere ervaring van Mitchell in de ruimte. Hij beschreef deze ervaring als savikalpa, beter bekend als het overzichtseffect, waarbij astronauten een cognitieve verschuiving meemaken in hun bewustzijn, nadat de aarde vanuit de ruimte is waargenomen.
Het instituut probeert min of meer een brug te bouwen tussen de wetenschap en de parapsychologie. Projecten die gesponsord worden door het instituut zijn; een bibliografie over de fysieke en psychologische effecten van meditatie, yoga en spontane remissie, daarnaast ondersteunen ze het Global Consciousness Project. Het instituut heeft ook een aantal parapsychologische studies verricht over: buitenzintuiglijke waarneming, lucide dromen, telekinese, proscopie, alternatieve geneeswijze, complementaire zorg, spiritualiteit, menselijk potentieel, leven na de dood en de invloed van bewustzijn op het tweespletenexperiment. De basis van het onderzoek is vooral gericht op de aard van het bewustzijn. Volgens het instituut suggereert het wetenschappelijke onderzoek (na vier decennia) dat het bewustzijn meer is dan alleen een bijproduct van hersenen. Daarbij trekken zij de conclusie dat mogelijke oplossingen voor globale problemen gevonden kunnen worden door het bewustzijn beter te begrijpen.

## Spiritualiteit

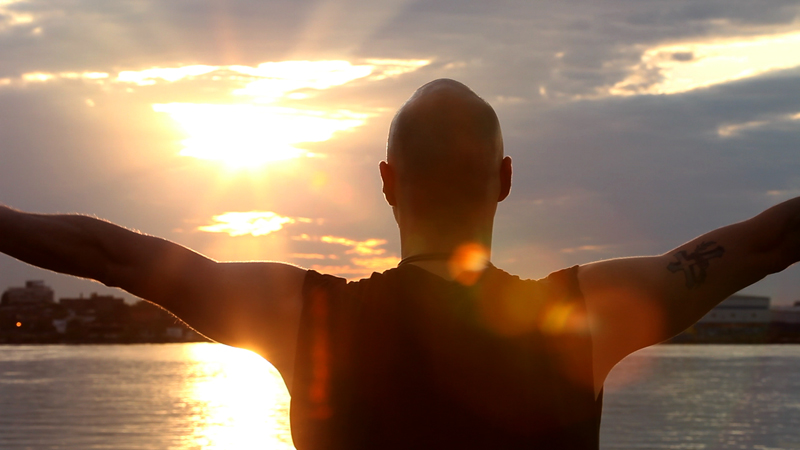
Zonnestaren als spirituele of religieuze beoefening, wat overigens wel schade kan toebrengen aan de ogen.

Spiritualiteit betekent letterlijk vertaald geestelijkheid, een activiteit waarbij een persoon op zoek is naar (levens)betekenis, met name de zoektocht naar het 'heilige'. Daarnaast verwijst het ook naar een persoonlijke ontwikkeling, zoals: een spirituele, religieuze, heilige of mystieke (subjectieve) ervaring, of een ontmoeting met de eigen innerlijke beleving. In een strikte betekenis wordt er het bewustzijn mee aangeduid in filosofische transcendentie, of de ziel in religieuze transcendentie, maar ze worden beide ook wel als immanentie gezien. Spiritualiteit is een vrij ruim begrip, het komt overeen met religie, maar hoeft dat niet per se te zijn, zoals in de new age beweging.

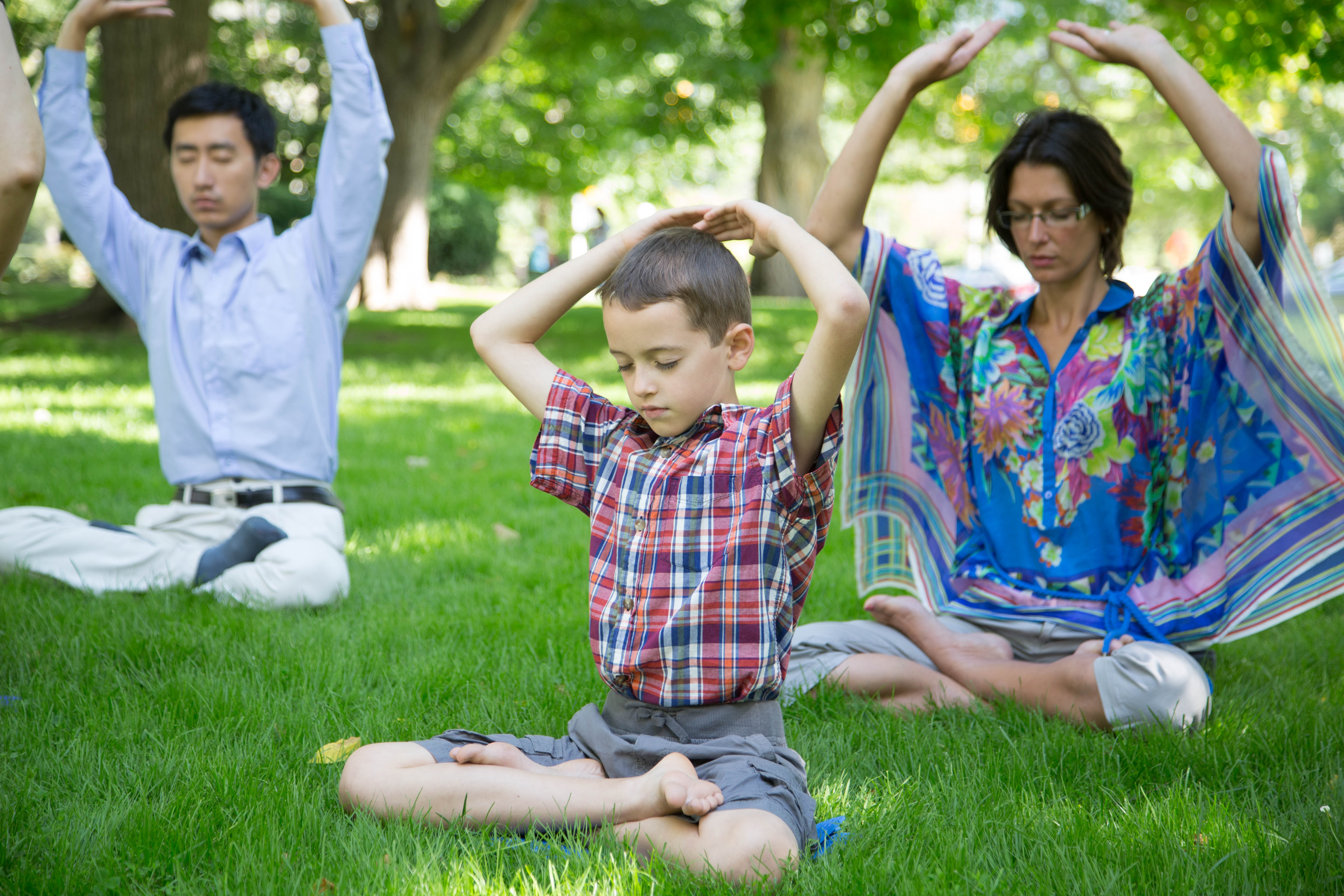
Meditatie is omgevormd tot een seculiere spirituele ervaring, die een gemeenschapsgevoel bevordert.

Seculiere spiritualiteit benadrukt humanistische kwaliteiten, zoals: liefde, compassie, geduld, vergeving, morele verantwoordelijkheid, harmonie en zorg voor anderen. Stellend dat de aspecten van het leven, met de menselijke ervaring daarbij, verder gaan dan een materialistische kijk op de wereld; want spiritualiteit vereist geen geloof in een bovennatuurlijke werkelijkheid of een goddelijk wezen. Mindfulness en meditatie kunnen worden beoefend om de ontwikkeling van iemands empathie te koesteren en te bevorderen, om zodoende egoïstische drijfveren en gedragingen te beheersen door een toepassing van getrouwheid en vergevensgezindheid. Daniel Dennet wijst erop dat spiritualiteit verbonden is met; “ontzag en vreugde, een gevoel van vrede en verwondering,” hij beweert dat spiritualiteit vaak geheel seculier wordt beoefend.
Spirituele oefeningen zijn bijvoorbeeld: meditatie, mindfulness, gebed, beschouwing van heilige geschriften, ethische ontwikkeling en het gebruik van psychoactieve stoffen (entheogeen), bijvoorbeeld door een psychonaut. Hoewel een oorzakelijk verband uitblijft, zijn er diverse wetenschappelijke studies (bekend als neurotheologie of spirituele neurowetenschap) die een positieve correlatie tussen spiritualiteit en geestelijk welzijn aangeven, zowel bij gezonde mensen als bij mensen met lichamelijke ziekten of psychische stoornissen. Spirituele individuen hebben een neiging om optimistisch te zijn, hebben veel sociale steun, ervaren een diepere zin van het leven en hebben meer fysieke kracht en innerlijke vrede.
Het kernprincipe in de leer van Eckhart Tolle is de transformatie van het bewustzijn, een spirituele ontwaking die hij ziet als de volgende stap in de menselijke evolutie. Het essentiële aspect van die ontwaking bestaat uit een oversstijging van de bewustzijnstoestand die op ego gebaseerd is. Deze voorwaarde geld niet alleen voor het persoonlijke geluk, maar ook voor het beëindigen van geweld op deze planeet. Dergelijke theorieën staan bekend als spirituele evolutie. Jiddu Krishnamurti beschrijft het keuzeloos bewustzijn; een onopzettelijke toestand, een volledige bewustwording van het heden zonder voorkeur, inspanning of dwangmatigheid. Er zijn vergelijkbare concepten, zoals; religieuze en spirituele teksten, maar ook disciplines, zoals: psychotherapie, revalidatiegeneeskunde, counseling, en de filosofie van perceptie en gedrag. Andere bekende theoretici, schrijvers en beoefenaars van spiritualiteit zijn onder meer: Alan Watts, Tenzin Gyatso (de huidige dalai lama), Deepak Chopra, Anselm Grün, Rhonda Byrne, Paulo Coelho, Hermann Hesse, James Redfield, en Chögyam Trungpa.

### Bewustzijnsniveaus
De meeste spirituele voorstellen brengen het bewustzijn in kaart door middel van een opeenvolging van verschillende niveaus. Daarnaast zijn er verschillende perspectieven, zoals: bewustzijnsniveaus op zich (momenteel), bewustzijnsniveaus in levensontwikkeling (individueel), bewustzijnsniveaus in gezamenlijke ontwikkeling (evolutionair en collectief) en bewustzijnsniveaus als een praktisering (stappenplan). De eerste concepten stammen uit de historische bronnen van de oude Maya- en Incabeschavingen. Opvolgend zijn er vanuit de Oosterse en Westerse culturen meer voorstellen gedaan van verschillende bewustzijnsniveaus, in de vorm van: spiritualiteit, psychologie, genezing of moralen.

De Piramide van Kukulcán heeft negen verdiepingen; die symbool staan voor negen evolutionaire bewustzijnsniveaus.

Het bewustzijn bestond volgens de Maya's uit negen verschillende lagen (of onderwerelden), zoals uitgebeeld in een drietal piramides, met ieder negen verdiepingen. Omdat het bewustzijn zowel interne prikkels verwerkt als externe prikkels vanuit de omgeving, geloofden de Maya's dat het bewustzijn het meest elementaire in het bestaan is. Deze soort van bestaan werd aangeduid als een losse vertaling van cosmos; een heelal als een complex en ordelijk systeem, in plaats van een chaotische. Terwijl de Maya's het bewustzijn bijna op evolutionaire wijze beschreven, beschouwden de Inca's het bewustzijn als een progressie van bewustwording, zoals het zorgen voor anderen, vergelijkbaar met de leer van Siddharta Gautama (Boeddha).

Weergave van de seven chakra's.

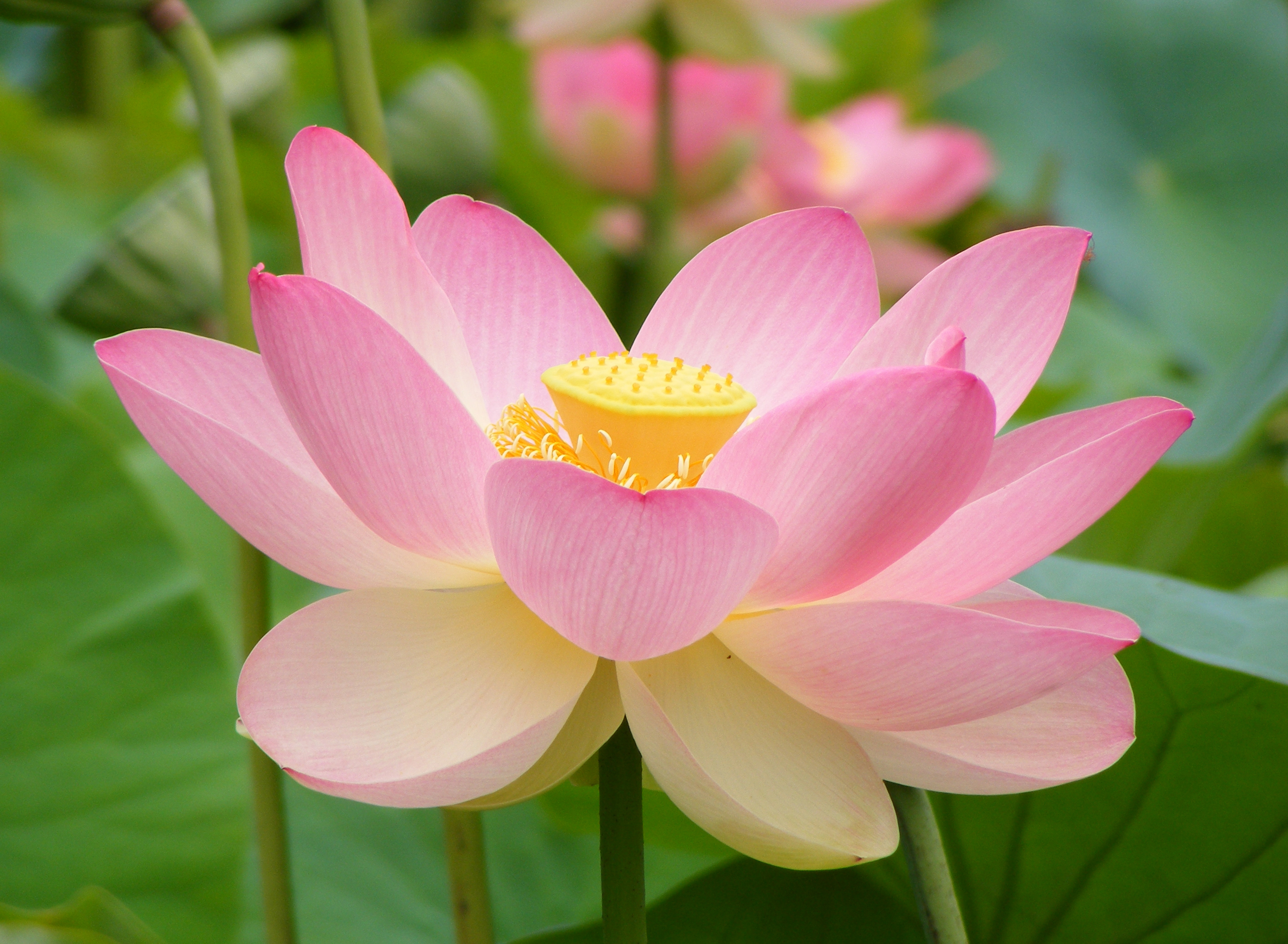
In hindoeïsme en boeddhisme weerspiegelt de lotusbloem het menselijke bewustzijn en de ervaring. Van de modderige wortels van het bodembewustzijn; naar de hogere rijken van het goddelijke bewustzijn.

Er bestaan veel specifieke overeenkomsten tussen de Inca's en de Oosterse standpunten; wat de verschillende ontwikkelingen van het bewustzijn betreft. In de meeste Oosterse geloofsstructuren is het principe aanwezig van een kosmos als gezamenlijke entiteit met het menselijke bewustzijn. Veel vertakkingen benadrukken ook het belang van AUM; het eerste geluid dat werd geproduceerd nadat de wereld werd geschapen. Binnen het christendom kan dit concept worden vergeleken met de eerste woorden van Genesis, met betrekking tot de heiligheid van het gesproken woord. De meerderheid van de Oosterse perspectieven beweren dat het bewustzijn afkomstig is vanuit het geluid van AUM. Wat zichzelf in het vlees of lichaam heeft geïncorporeerd, waardoor de mensheid als doel krijgt de eenheid of vereniging met het universum nogmaals te bereiken. Deze eenheid elimineert de scheiding tussen externe en interne veranderingen tot een algemene aanduiding; van beweging van niveau naar niveau. Die beter bekend staan als de zeven Sjamanistische bewustzijnsniveaus, die ook sterke overeenkomsten vertonen met de seven chakra's. Daarnaast beoefend yogameditatie ook de leer van vedanta, met de tantra die het belang van zelfrealisatie of zelfactualisering benadrukt. Naast de advaita vedantaschool vanuit de hindoeïstische filosofie werd het concept van zelfrealisatie in de westerse filosofie vooral bekend na het onderzoek van Abraham Maslow en Carl Rogers in de humanistische psychologie.
Fluctuaties van niveaus van bewustzijnstheorieën komen niet alleen voor in Oosterse culturen. Een verrassende mate van overlappingen komen voor in de Westerse culturen, vooral binnen de gebieden van gezondheid en sociale wetenschappen, met betrekking tot de afgestompte, standaard- en toegenomen intensiteit van bewustzijn, zowel natuurlijk als van verwonding of een aandoening.
De psychiater Richard Maurice Bucke beschreef drie types van bewustzijn, maar dan meer in evolutionaire zin; simpel bewustzijn: wat dieren en mensen hebben, zelfbewustzijn: wat alleen mensen hebben en kosmisch bewustzijn: wat een hogere vorm van bewustzijn is ten opzichte van het gewone bewustzijn van mensen. De cognitieve ontwikkelingstheorie van Jean Piaget legt vooral de nadruk op de evolutie van hersencapaciteit, met bepaalde bewustzijnservaringen in de menselijke ontwikkeling. Ook de medische en pathologische perspectieven, zoals de bewustzijnsniveaus en de Glasgow-comaschaal in de geneeskunde, vertonen gelijkenissen.
Verder zijn er ook pogingen gedaan om theorieën te combineren, zoals het 8-circuitmodel van bewustzijn van Timothy Leary en Robert Anton Wilson. Ook de integrale theorie van bewustzijn door Ken Wilber is een combinatie waarin de Westerse ontwikkelingspsychologie gekoppeld wordt aan boeddhistische psychologie en spiritualiteit, bestaande uit negen scharnierpunten of niveaus. Waarbij de eerste drie fasen de pre-persoonlijke niveaus worden genoemd. Deze bestaan uit de bewustwording dat men (ten opzichte van hun moeder en anderen) een eigen lichaam heeft, eigen emoties heeft en eigen gedachtes heeft. De opvolgende drie fasen zijn de persoonlijkheidsniveaus en bestaan uit de bewustwording van regels, rollen en normen. Dan komt bewustwording van abstract denken in de puberteit en de ontwikkeling van een eigen persoonlijkheid. Vervolgens komt de bewustwording van levenszin en bepaalde levensvragen. Ten slotte komen de laatste drie fasen, deze worden de transpersoonlijke niveaus genoemd en bestaan uit de beoefening van meditatie, waarin volledige eenheid met de natuur wordt ervaren. Dan komt het niveau die een eenheidsgevoel afstemt, die voorbij alle vormen gaat. Het laatste niveau is dat van spirituele meesters die verlichting hebben bereikt, wat ook wel wordt vergeleken met een bijna-doodervaring, als een terugkeer naar het leven.

## Esoterie

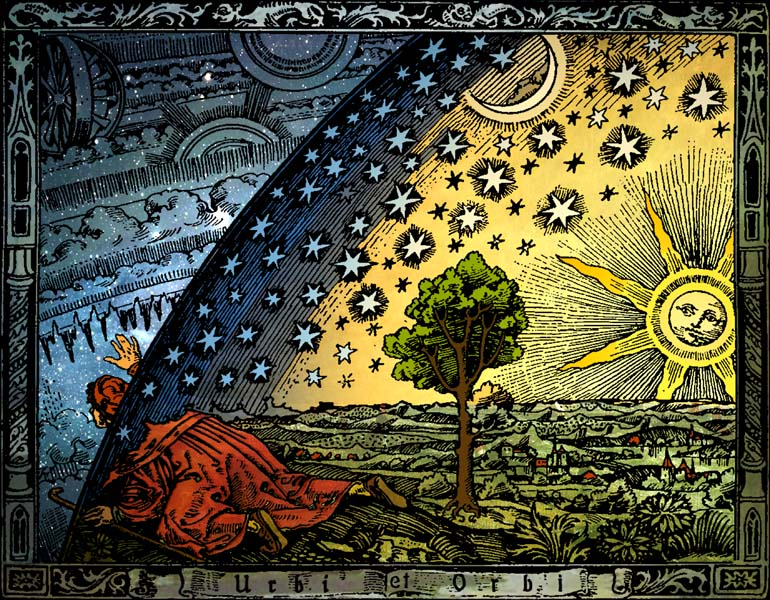
Een handgekleurde versie van een Flammarion houtsnede uit 1888 door Camille Flammarion.

Esoterische stromingen houden zich bezig met de inwendige en verborgen aspecten van de werkelijkheid. Het gaat om bepaalde innerlijke kennis die alleen voor het bewustzijn van ingewijden toegankelijk is. Dit is in tegenstelling met de exoterie, waarbij de kennis voor iedereen verifieerbaar en toegankelijk is, zoals de natuurwetenschappelijke kennis die gebaseerd is op waarnemingen, logica, verifieerbaarheid en openbare verkrijgbaarheid. Esoterie duidt zowel op individuele belevingen als op mystieke stromingen en scholen die een of andere vorm van esoterische kennis of lering claimen, waarbij iemand bijvoorbeeld door middel van inwijding wordt toegelaten tot de esoterische kring.
Bewustzijn wordt omschreven in diverse esoterische stromingen:
- Antroposofie postuleert een geestelijke wereld die toegankelijk zou zijn via innerlijke ontwikkeling, die gericht is op een versterking van het zintuigvrije denken en het bewustzijn in het algemeen. Het verlaagde trancebewustzijn zou vervangen moeten worden door een helderziendheid van vol bewustzijn.[620]
- Astrologie gaat uit van een magisch, holistisch wereldbeeld waaraan het bewustzijn van sommige mensen een bepaalde (subjectieve) associërende betekenis verleent. Daarbij wordt bijvoorbeeld de verklaring gegeven dat het principe op synchroniciteit berust.
- Gnosticisme spreekt over een bepaald inzicht, die van een hogere orde afkomstig is dan het rationele weten, zoals in de wetenschappen of de logica. Dit inzicht, of ook wel 'gnosis' zou 'zelf beslissen' wanneer het zich doordringt in het bewustzijn van de mens.
- Gnostiek stelt dat ieder mens twee naturen heeft, waarbij het gaat om de vereniging van het persoonlijke bewustzijn met het zogenaamde christusbewustzijn. Een verwantschap is het boeddhistische begrip boeddha-natuur en de hindoeïstische atman.[621]
- Hermetisme heeft zich gelijktijdig met gnosticisme ontwikkeld en spreekt van een hermetische gnosis; waarbij men een combinatie van godskennis en godservaring kan bereiken.
- Mystiek is een stroming die streeft naar een persoonlijke vereniging van de ziel met god. Daarnaast verwijst de mystiek ook naar een achterliggende leer, over kennis en persoonlijke ervaringen; voorbij de normale menselijke perceptie. Men spreekt bijvoorbeeld over mystieke ervaringen waarin alle 'andersheid' verdwijnt; zodat de wereld als geheel wordt ervaren; zodat de mysticus zich bijvoorbeeld met het transcendente kan verenigen.
- New age gaat wat bewustzijn betreft vooral uit van de evolutionaire ontwikkeling, waarin het astrologische tijdperk vissen naar het tijdperk waterman zal overgaan; zodat het menselijke bewustzijn zich verder kan ontwikkelen.[622][623] Deze visie is gebaseerd op de esoterie als leer over de evolutie van het menselijk bewustzijn, die gaat ervan uit dat de mens een geestelijk (spiritueel) wezen is, dat in de opeenvolgende tijdperken nieuwe eigenschappen ontwikkelt, onder invloed van de constante veranderingen in de kosmische energieën. In de spirituele psychologieën, geïnspireerd door het boeddhisme, ligt de nadruk op mindfulness (aandachtig gewaarworden); om bewust te worden van automatische reacties en het aangepaste zelf(beeld).[624][625][626]
- Theosofie gaat uit van het axioma die stelt dat het bewustzijn voorafgaat aan de manifestatie, daartegenover staat de reductionistische opvatting; dat het bewustzijn een gevolg is van (chemische reacties in) de manifestatie.[627]

## Publicaties

### Nederlandstalige literatuur
- 1964 Paul Chauchard – Hersenen en bewustzijn
- 1965 Alister Hardy – Geest en evolutie
- 1972 Robert Ornstein – Het menselijk bewustzijn
- 1981 Douglas Hofstadter / Daniel Dennett – De spiegel van de ziel
- 1981 Charles Hampden-Turner – De geest in kaart gebracht
- 1985 Marvin Minsky – Het Denken
- 1985 Sacha Bem – Het bewustzijn te lijf
- 1988 Philip Johnson-Laird – De computer en de menselijke geest
- 1989 Roger Penrose – De nieuwe geest van de keizer
- 1990 William Calvin – Cerebrale symfonie
- 1991 Daniel Dennett – Het bewustzijn verklaard
- 1991 Tor Nørretranders – Het bewustzijn als bedrieger
- 1992 Piet Vroon – Wolfsklem
- 1993 Erich Harth – Brein & Geest
- 1994 Antonio Damasio – De vergissing van Descartes
- 1995 Erich Harth – Brein & Geest
- 1995 Piet Vroon – De ziel te lijf
- 1995 Susan Blackmore – Het Mysterie Van Het Bewustzijn
- 1996 Bas Haring – De ijzeren wil
- 1996 Daniel Dennett – Aspecten van bewustzijn
- 1996 David Cohen – De verborgen taal van onze geest
- 1998 Allan Hobson – Bewustzijn
- 1999 Antonio Damasio – Ik voel dus ik ben
- 2000 Tenzin Gyatso – Bewustzijn
- 2000 Juleon Schins – Hoeveel geest kan de wetenschap verdragen?
- 2001 Kenan Malik – De mens, het beest en de zombie
- 2001 K. Wilber – Integrale psychologie
- 2001 Michel Meynen – Van instinct tot intuïtie
- 2001 Palmyre Oomen – Hersenen, Bewustzijn, Zicht op onszelf
- 2002 Daniel Wegner – De illusie van de bewuste wil
- 2003 J.A. den Boer – Neurofilosofie
- 2003 Steven Pinker – Hoe De Menselijke Geest Werkt
- 2004 Albert Jarsin – Het bewustzijnsmechanisme ontdekt
- 2004 Van de Grind W – Natuurlijke Intelligentie
- 2006 P. Hagoort – Brein en bewustzijn
- 2006 Vilayanur Ramachandran – Het bewustzijn
- 2007 Pim van Lommel – Eindeloos Bewustzijn
- 2008 Denyse O'Leary – Het Spirituele Brein
- 2008 Herman Kolk – Bewustzijn
- 2009 Geoffrey Miller – De Parende Geest
- 2009 Jeroen Geurts – Kopstukken
- 2009 Paul Revis – De evolutie van brein en bewustzijn
- 2010 Antonio Damasio – Het zelf wordt zich bewust
- 2010 Arie Bos – Hoe de stof de geest kreeg
- 2010 Dick Swaab – Wij zijn ons brein
- 2010 Thomas Metzinger – De egotunnel
- 2010 Victor Lamme – De vrije wil bestaat niet
- 2011 J.A.M. Vandermeulen – Onderzoek naar bewustzijn
- 2011 Marc Slors – Dat had je gedacht!
- 2011 Marjan Slob – Hersenbeest
- 2012 Alva Noe – We zijn toch geen brein?
- 2012 Bert Keizer – Waar blijft de ziel?
- 2013 Gerrit Teule – Hebben wij een ziel? Zo ja, waar dan?
- 2013 Geshe Sonam Gyaltsen – Geest en cognitie
- 2014 Arie Bos – Mijn brein denkt niet, ik wel
- 2014 N. Westerman – Wetenschap, bewustzijn en integrale geneeskunde
- 2014 Thomas Nagel – Geest en kosmos
- 2015 Alias Pyrrho – De evolutie van het cognitieve vermogen
- 2016 Albert Kok – Het hiërarchisch brein
- 2016 Manodj Mahadew – Het menselijk bewustzijn

### Externe videopresentaties
- (en) Antonio Damasio, The quest to understand consciousness. Ted (2011).
- (en) Vilayanur Ramachandran, 3 clues to understanding your brain. Ted (2007).
- (en) Christof Koch, The scientific pursuit of consiousness. Ted (2013).
- (en) Dan Dennett, Dan Dennett over ons bewustzijn. Ted (2003).
- (en) David Chalmers, Hoe verklaren we het bewustzijn?. Ted (2014).
- Jeroen Geurts, Waar in je brein zit je bewustzijn?. Vrije Universiteit Amsterdam (2014).
- (en) John Searle, Our shared condition — consciousness. Ted (2013).
- (en) Max Tegmark, Consciousness is a Mathematical Pattern. Ted (2014).
- Pim van Lommel, Bijna-dood ervaring[dode link]. NTR Academie (2013).
- (en) Stuart Hameroff, The Future of Consciousness. Ted (2013).

### Externe naslagwerken
- (en) Rocco J. Gennaro, Consciousness. Internet Encyclopedia of philosophy.
- (en) Robert Van Gulick, Consciousness. The Stanford Encyclopedia of Philosophy (2004–2014).
- (en) Robin H, JWSchmidt, Consciousness Studies. Wikibooks.
- (en) Bernard J. Baars, Consciousness. Scholarpedia (2015).
- (en) David Chalmers, David Bourget, Online papers on consciousness. PhilPapers (2007–2009). Gearchiveerd op 30 april 2017. Geraadpleegd op 4 juni 2023.
- (en) Adam Zeman, Consciousness. A Journal of Neurology (2001).